# Liste der Kulturdenkmale in Glauchau

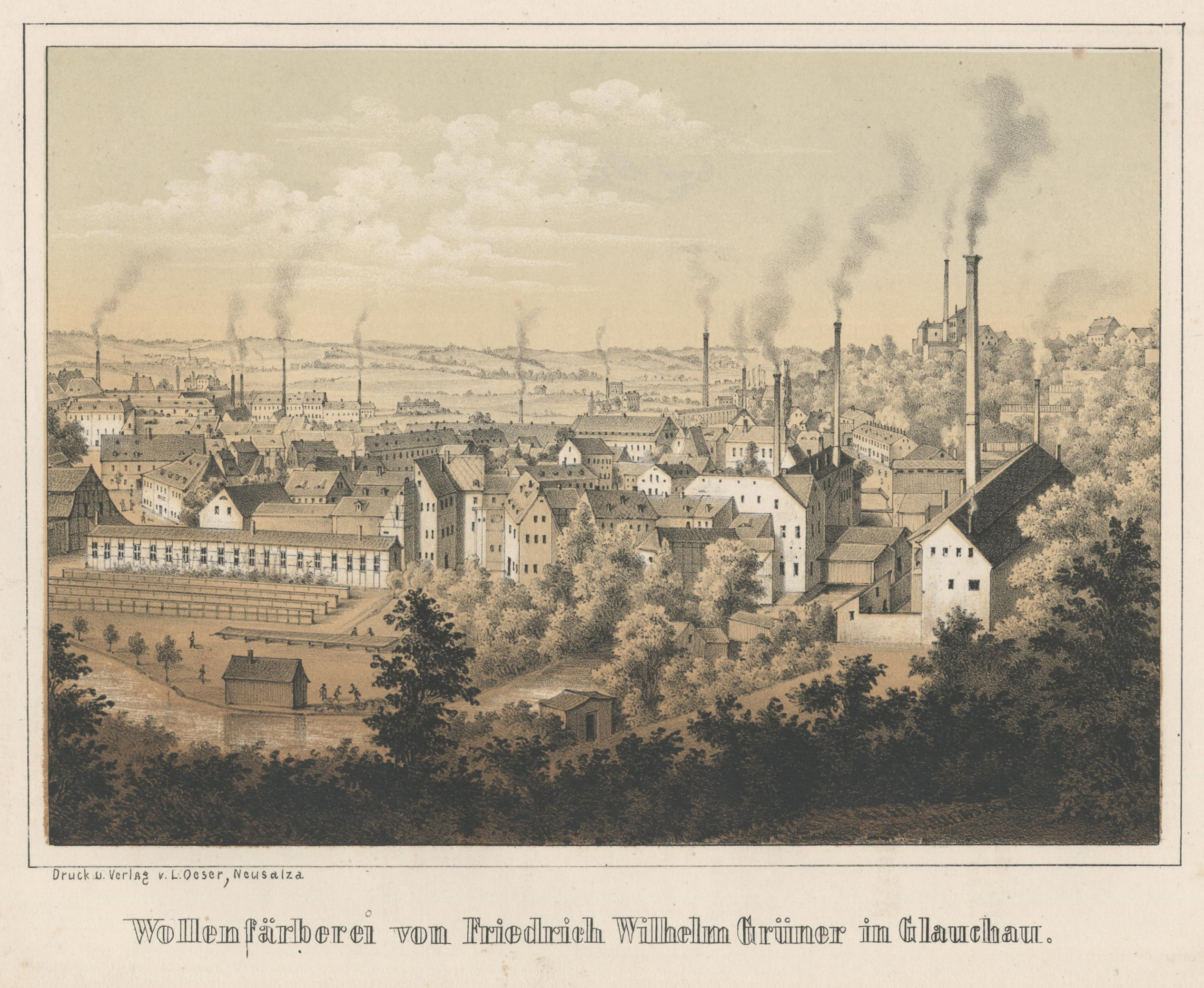
Ehemalige Wollfärberei in Glauchau

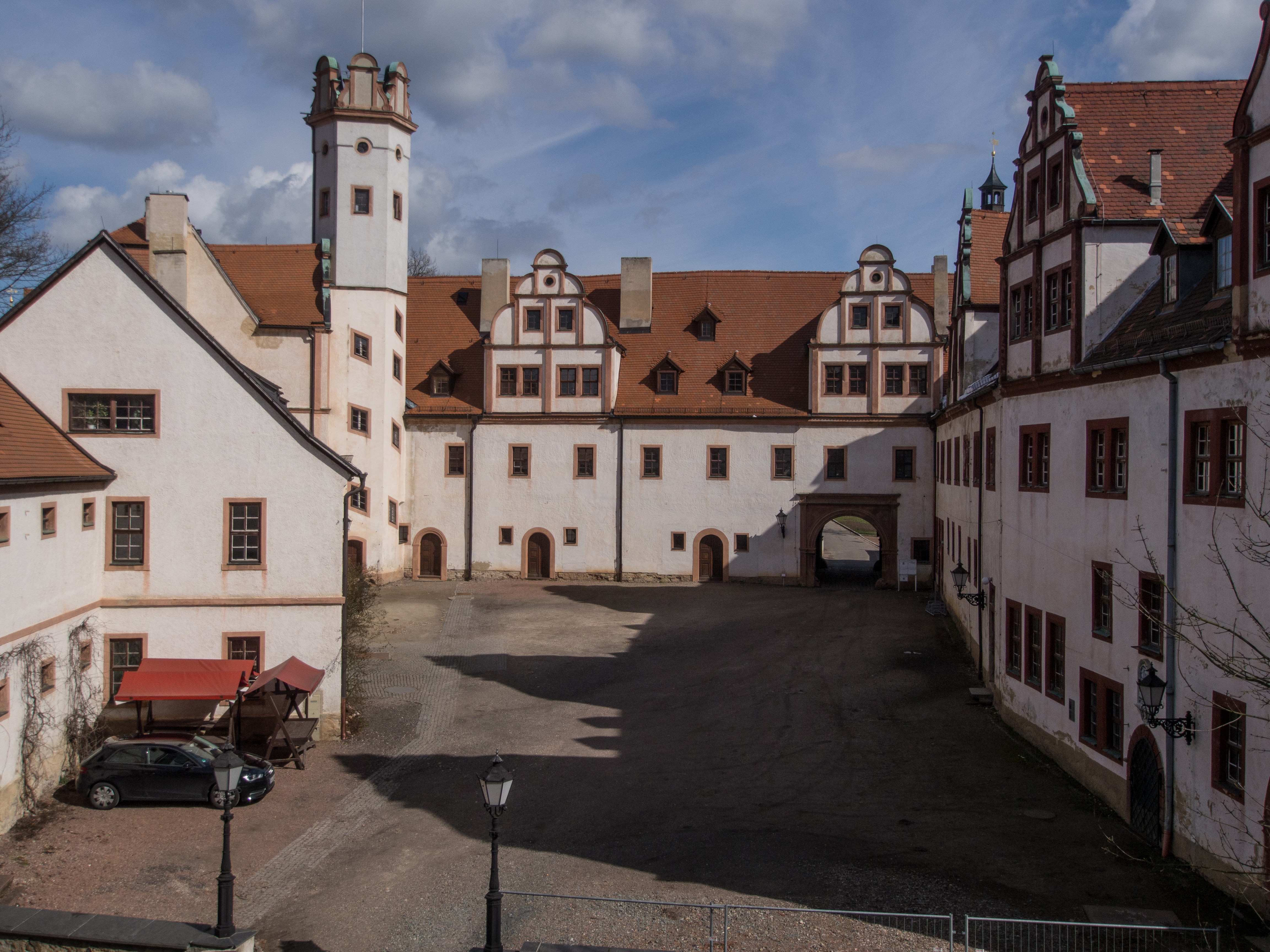
Schlosshof Forderglauchaus, Blick nach Osten, 2015

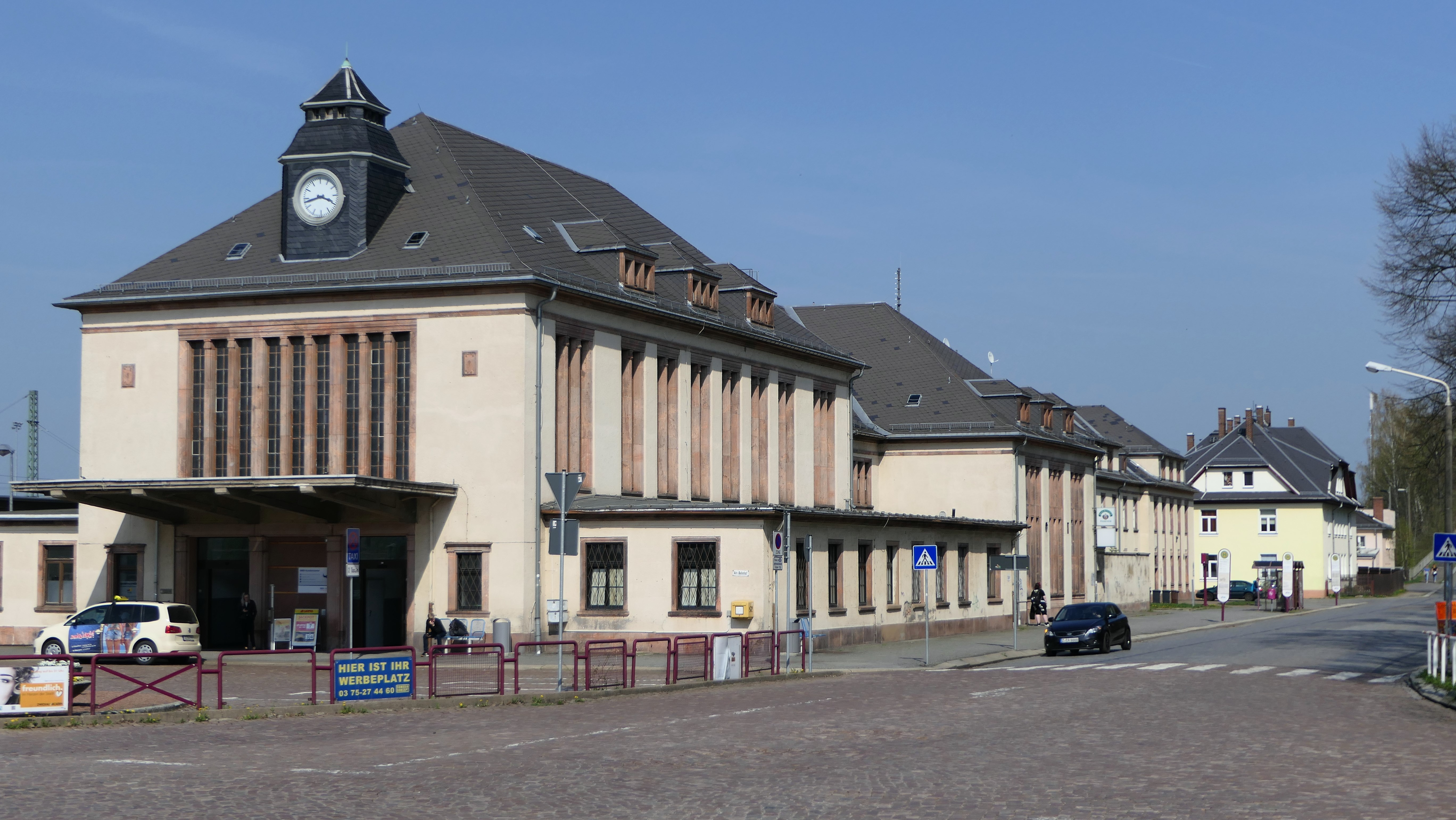
Bahnhof in Glauchau

Die Liste der Kulturdenkmale in Glauchau enthält die Kulturdenkmale in Glauchau.
Diese Liste ist eine Teilliste der Liste der Kulturdenkmale in Sachsen.

## Legende
- Bild: Bild des Kulturdenkmals, ggf. zusätzlich mit einem Link zu weiteren Fotos des Kulturdenkmals im Medienarchiv Wikimedia Commons. Wenn man auf das Kamerasymbol klickt, können Fotos zu Kulturdenkmalen aus dieser Liste hochgeladen werden:
- Bezeichnung: Denkmalgeschützte Objekte und ggf. Bauwerksname des Kulturdenkmals
- Lage: Straßenname und Hausnummer oder Flurstücknummer des Kulturdenkmals. Die Grundsortierung der Liste erfolgt nach dieser Adresse. Der Link (Karte) führt zu verschiedenen Kartendiensten mit der Position des Kulturdenkmals. Fehlt dieser Link, wurden die Koordinaten noch nicht eingetragen. Sind diese bekannt, können sie über ein Tool mit einer Kartenansicht einfach nachgetragen werden. In dieser Kartenansicht sind Kulturdenkmale ohne Koordinaten mit einem roten bzw. orangen Marker dargestellt und können durch Verschieben auf die richtige Position in der Karte mit Koordinaten versehen werden. Kulturdenkmale ohne Bild sind an einem blauen bzw. roten Marker erkennbar.
- Datierung: Baubeginn, Fertigstellung, Datum der Erstnennung oder grobe zeitliche Einordnung entsprechend des Eintrags in der sächsischen Denkmaldatenbank
- Beschreibung: Kurzcharakteristik des Kulturdenkmals entsprechend des Eintrags in der sächsischen Denkmaldatenbank, ggf. ergänzt durch die dort nur selten veröffentlichten Erfassungstexte oder zusätzliche Informationen
- ID: Vom Landesamt für Denkmalpflege Sachsen vergebene, das Kulturdenkmal eindeutig identifizierende Objekt-Nummer. Der Link führt zum PDF-Denkmaldokument des Landesamtes für Denkmalpflege Sachsen. Bei ehemaligen Kulturdenkmalen können die Objektnummern unbekannt sein und deshalb fehlen bzw. die Links von aus der Datenbank entfernten Objektnummern ins Leere führen. Ein ggf. vorhandenes Icon  führt zu den Angaben des Kulturdenkmals bei Wikidata.

## Glauchau

### Kulturdenkmale nach Straßen – A
| Bild                                    | Bezeichnung | Lage                                   | Datierung                  | Beschreibung | ID       |
| --------------------------------------- | --- | -------------------------------------- | -------------------------- | --- | -------- |
| Weitere Bilder                          | Bismarckturm (Aussichtsturm / Wasserturm) mit Kriegerdenkmal für die Gefallenen des Ersten Weltkriegs im Turminnern und Brunnenanlage sowie umgebender Volkspark (Gartendenkmal) | (Karte)                                | 1908–1910                  | | 09241322 |
| Direkt Bild zu diesem Denkmal hochladen | Altstadt Glauchau | (Karte)                                |                            | | 09247656 |
| Direkt Bild zu diesem Denkmal hochladen | Altstadt Glauchau | (Karte)                                |                            | | 09247657 |
| Direkt Bild zu diesem Denkmal hochladen | Wohnhaus (Nebengebäude eines Hotels) | Agricolastraße 6b (Karte)              | um 1900                    | Baugeschichtlich von Bedeutung, Gründerzeitgebäude mit Fachwerkgeschoss, seltenes Beispiel für späten Fachwerkbau. Fachwerk-Obergeschoss, Erdgeschoss massiv, guter Bauzustand, Villa Köhler – vermutlich ehemaliger Fabrikbesitzer. | 09241227 |
| Direkt Bild zu diesem Denkmal hochladen | Mietshaus in geschlossener Bebauung konzipiert | Agricolastraße 10c (Karte)             | um 1880                    | Baugeschichtlich von Bedeutung, Putzfassade mit Jugendstildekoration. Ehemalige Feinbäckerei, Türen und Fassadengliederung original, Fensterüberdachungen besonders im ersten Stock. | 09241228 |
| Direkt Bild zu diesem Denkmal hochladen | Wohnhaus in geschlossener Bebauung | Albertstraße 15 (Karte)                | um 1870                    | Baugeschichtlich von Bedeutung, schlichter gründerzeitlicher Wohnbau. Haustür, Fenster, Fassadengliederung und Hausfarbe original, unbewohnt. | 09241232 |
| Direkt Bild zu diesem Denkmal hochladen | Wohnhaus in geschlossener Bebauung | Albertstraße 16 (Karte)                | um 1870                    | Baugeschichtlich von Bedeutung, schlichter gründerzeitlicher Wohnbau. Nummer 15 und 16 gehören zu einheitlich gebautem Straßenzug, alle Häuser gleiche Gestaltung, einstöckig mit Hintergebäude, zwei parallel laufende Häuserzeilen mit Gässchen in Mitte. | 09241233 |
| Direkt Bild zu diesem Denkmal hochladen | Wohnhaus (mit zwei Eingängen) einer Siedlung | Am Brunnen 2; 4 (Karte)                | um 1930                    | Baugeschichtlich von Bedeutung, im Heimatstil. Fensterläden, Baugenossenschaft war Mitglied in Deutscher Gartenstadtgesellschaft. | 09241234 |
| Direkt Bild zu diesem Denkmal hochladen | Wohnhaus einer Siedlung sowie Verbindungsbau zu Nr. 6 | Am Brunnen 8; 10; 12 (Karte)           | um 1930                    | Baugeschichtlich von Bedeutung, im Heimatstil, mit Klinkerelementen. Fensterläden, mittlerer Eingang mit Klinkern hervorgehoben, Sockel Klinker, Zaun und Verbindungsbau zu Nachbarhaus Nummer 6, Siedlungshäuser der Baugenossenschaft Glauchau, Mitglied in Deutscher Gartenstadtgesellschaft. | 09241235 |
| Direkt Bild zu diesem Denkmal hochladen | Bürgerheim, Stift | Am Bürgerheim 1 (Karte)                | 1897–1898                  | Baugeschichtlich und ortsgeschichtlich von Bedeutung, im Stil der Deutschen Neorenaissance. Wahrscheinlich Pflegeheim, Kreuzgewölbe im Gang, Zyklopenmauerwerk als Sockelverkleidung, neugotische Elemente, originale Zimmertüren, an der August-Bebel-Straße der Bürgerpark. | 09241285 |
| Direkt Bild zu diesem Denkmal hochladen | Villa mit Garage, Einfriedung und Villengarten | Am Bürgerheim 2 (Karte)                | um 1920/1925               | Baugeschichtlich und gartenkünstlerisch von Bedeutung, im traditionalistischen Stil der 1920er Jahre. Das exponiert, an dem Bürgerpark liegende Grundstück ist von einem Zaun mit Pfeilern und hohem Sockel sowie aufgesetzten Zaunfeldern zum Teil aus grau gefassten Holzelementen eingefriedet. Vom zurückgesetzten Tor mit Pforte (drei Pfeiler mit Aufsatz aus Kunststein) führt die geradlinige Zufahrt (wassergebundene Wegedecke) zu einer unterkellerten Garage (mit Vordach auf zwei Stützen). Diese Zufahrt teilt den Garten in den tiefer liegenden Obst- und Gemüsegarten im Nordosten und den höher liegenden Vorgarten, Wirtschaftsbereich sowie parkähnlichen Gartenteil im Südwesten. Ein Zugangsweg führt parallel zur Zufahrt zum vorgesetzten Hauseingang, der einer Veranda gleicht und beidseitig je einen Treppenzugang besitzt. In der Böschung zwischen Zufahrt und dem Obst- und Gemüsegarten liegt eine Treppe mit acht Stufen, Wangen mit Säulen und Pfeilern sowie zwei Vasenaufsätzen aus Kunststein. Eine Magnolie und eine Lärche prägen den Vorgarten, zwei Buchen, eine Mehlbeere und Rhododendrengruppen den Parkteil. An der Nordost- und Südost-Grenze steht der Rest von zwei Robinienreihen mit geschnittenen Kronen. Das Wasserbecken südlich der Villa ist nach Auskunft der Eigentümer eine spätere Ergänzung. Die Gliederung des Gartens durch einen Höhenversatz und die Aufteilung in klar voneinander abgegrenzte Garten- und Nutzungsbereiche entspricht der Auffassung des modernen Gartenstils der 1920/1930er Jahre. Der breite, den Garten teilende Zufahrtsweg und die das Haus umgebenden geradlinig geführten Wege- und Platzflächen trennen und verbinden gleichfalls Nutzgarten, Vorgarten und Parkteil. Die Lage des Gartens am Bürgerpark, seine Öffnung zu diesem und die funktional- und gestalterisch interessante Lösung der Gliederung des Gartens sind von gartenkünstlerischem Wert. (LfD/2014, 2017) - Einfriedung: Schlichter Zaun mit gemauerten und verputzten Pfeilern und hohem Sockel sowie aufgesetzten Zaunfeldern aus Holzelementen eingefriedet (Zaunfelder an der Nordost-Seite verändert), zurückgesetzte Toranlage mit drei bekrönten Torpfeilern, einem zweiflügligen Zufahrtstor und einer einflügligen Pforte aus Holz, - Villengarten: Gartenteile: Zufahrt zur Garage (wassergebundene Wegedecke) und Zugang zur Villa, Vorgarten, Obst- und Gemüsegarten im Nordwesten, Wirtschaftsbereich, parkähnlicher Gartenteil im Süden, hausnaher Bereich mit Eingangsvorbau und zwei Zugangstreppen im Nordosten der Villa, Resten von Rankhilfen an Südost- und Südwest-Fassade, - Erschließung: Zufahrtsweg vom Zufahrtstor zur Garage, Zugangsweg von der Pforte zum Hauseingang, regelmäßiges Wegesystem in wassergebundener Decke, - Vegetation: Reste von zwei Baumreihen aus geschnittenen Robinien (Robinia pseudoacacia) an der Nordost- bzw. Südostgrenze des Gartens, Lärche (Larix decidua) und Magnolie (Magnolia spec.) im Vorgarten, Blut-Buche (Fagus sylvatica f. purpurea), Rot-Buche (Fagus sylvatica), Mehlbeere (Sorbus intermedia) und Rhododendron im parkartigen Bereich, rasterartig angeordneter Obstbaumbestand im Obst- und Gemüsegarten. | 09241236 |
| Direkt Bild zu diesem Denkmal hochladen | Villa mit Einfriedung, Toranlage und Villengarten | Am Bürgerheim 4 (Karte)                | 1920er Jahre               | Teile der Einfriedung befinden sich auf den Grundstücken Ulmenstraße 5a und Am Bürgerheim 4, repräsentatives Gebäude neubarock, Einfriedung aus Stampfbeton mit Aufsätzen im Reformstil der Zeit nach 1910, bau- und gartengeschichtlich von Bedeutung. Die Villa im Reformstil wurde in den 1920er Jahren erbaut. Sie ist umgeben von einem regelmäßig gestalteten Garten, der ebenfalls dem Reformstil zuzuordnen ist. Die in großen Teilen erhaltene Zaunanlage dokumentiert die einstige Größe des Gartens, der im Südteil (heute Am Bürgerheim 4) durch einen Kindergarten und Garagen nach 1945 und im Nordwesten (Ulmenstraße 5a) durch ein Wohnhaus überbaut wurde. Der Kernbereich des Grundstücks an der Villa blieb als Garten erhalten. Teile des symmetrisch verlaufenden Wegesystems sind zwar überwachsen, aber noch ablesbar. Westlich der Villa befindet sich die auf die Mittelachse der Villa mit dem Hauptzugang ausgerichtete Zufahrt mit einer zweireihigen Allee aus geschnittenen Winter-Linden. An der östlichen Grundstücksgrenze verläuft eine Baumreihe aus vier geschnittenen Winter-Linden, die ebenfalls auf die Villa Bezug nimmt. Vor der Ostfassade der Villa steht eine mächtige Blut-Buche, die ursprünglich mit ihrem symmetrisch angeordneten Gegenstück diese Gebäudeseite rahmte, deren Pendant jedoch verloren ging. Darüber hinaus blieb wertvoller Altgehölzbestand aus unter anderem Rosskastanien, einer Flatter-Ulme, Eiben (Taxus baccata), eine Gruppe aus Schwarz-Kiefern sowie Bauernjasmin und Rhododendron erhalten. Vom Repräsentationsbedürfnis der einstigen Eigentümer zeugen dendrologische Besonderheiten wie Blut-Buchen und eine Sumpf-Eiche. An der Ost- und der Westgrenze des Grundstücks verläuft ein aufwendig gestalteter Einfriedungszaun mit profiliertem Sockel und bekrönten Pfeilern aus Stampfbeton. Die Zaunfelder aus Ziergittern werden von Betonrahmen gefasst. Die zurückgesetzte Toranlage westlich der Villa an der Ulmenstraße mit einem zweiflügligem Zufahrtstor und zwei einflügligen Pforten, ebenfalls als Ziergitter ausgeprägt, sind von einer hervorragenden gestalterischen Qualität. Trotz Verlusten ist der um die Villa erhaltene Garten noch von großer Aussagekraft. Die durch gartenreformerische Ideen schon vor 1900 geforderte Durchdringung von Haus und Garten deutet sich in diesem Objekt durch die räumliche Zuordnung von Teilen des Hauses zu Teilen des Gartens an. (LfD/2017) - Villa: Innenausstattung teilweise erhalten: Stuckdecken, Eingangshalle mit Holzgeländer, Vorraum mit Spiegel, Reste Badezimmer, Zaun mit Pfeilern, Haustür und Zimmertüren, - Einfriedung: Aufwendig gestalteter Einfriedungszaun aus Stampfbeton mit profiliertem Sockel und bekrönten Pfeilern, Zaunfelder Ziergitter mit Betonrahmen, zurückgesetzte Toranlage westlich der Villa mit zweiflügligem Zufahrtstor und zwei einflügligen Pforten, ebenfalls Ziergitter, Teile der Einfriedung befinden sich auf den Grundstücken Ulmenstraße 5a (Flrst. 767/1) und Am Bürgerheim 4 (Flrst. 767/3, 785/9, 785/11). - Villengarten: Regelmäßig angelegter Garten im Reformstil, Wegesystem westlich der Villa überwachsen, aber noch ablesbar, westlich der Villa auf die Mittelachse der Villa mit dem Hauptzugang ausgerichtete Zufahrt mit zweireihiger Allee aus geschnittenen Winter-Linden (Tilia cordata), östlich Baumreihe aus vier geschnittenen Winter-Linden entlang der Straße Am Bürgerheim, die ebenfalls auf die Villa Bezug nimmt, wertvoller Altgehölzbestand aus u. a. Rosskastanien (Aesculus hippocastanum), Flatter-Ulme (Ulmus laevis), Eiben (Taxus baccata), eine Gruppe aus Schwarz-Kiefern (Pinus nigra) sowie Bauernjasmin (Philadelphus coronarius) und Rhododendron, auch dendrologische Besonderheiten wie Blut-Buche (Fagus sylvatica f. purpurea) und Sumpf-Eiche (Quercus palustris), drei wertvolle Altbäume (die Sumpf-Eiche, eine Blut-Buche und ein Berg-Ahorn) befinden sich auf den Flurstücken 767/3 und 785/11 (Am Bürgerheim 4). | 09241237 |
|                                         | Genesungsheim und Wasserturm auf dem Grundstück | Am Forsthaus 1 (Karte)                 | 1905                       | Baugeschichtlich und technikgeschichtlich von Bedeutung, historistisches Heimgebäude mit Fachwerk-Elementen. Wasserturm im Gelände des Pflegeheimes, Pflegeheim: Fachwerkzwerchgiebel, sehr guter Originalzustand – Putz, Fenster, Fassadengliederung, Sockelbereich Klinker, später Altenpflegeheim Rümpfwald (bis 2006 genutzt). | 09241238 |
| Direkt Bild zu diesem Denkmal hochladen | Brunnenanlage | Am Forsthaus 4 (neben) (Karte)         | 19. Jahrhundert            | Geschichtlich von Bedeutung. Über 20 Meter tief ins Rotliegende hineingearbeitet, 1975 bei Bauarbeiten entdeckt. | 09241240 |
|                                         | Wohnhaus in halboffener Bebauung mit Garten, Stützmauern und Resten der Einfriedung                                                                                              | Am Plan 7 (Karte)                      | 1771                       | Baugeschichtlich und ortsgeschichtlich sowie städtebaulich von Bedeutung, im Kern barockes Bauwerk, reicher Originalbestand, ehemaliges Witwenpalais zu Schloss Glauchau, gut erhaltener biedermeierlicher Garten aus der Zeit um 1800 mit Seltenheitswert, gartengeschichtlich- und gartenkünstlerisch von Bedeutung. Beschreibung und Begründung des Gartendenkmals: Der in seiner Grundform erhaltene und zum Teil wiederhergestellte, in dieser Form bereits 1799 im Grundriss der Stadt Glauchau dargestellte Garten, liegt im Wesentlichen im Südosten des Hauses. Eine ovale Rasenfläche wird von einem Ringweg umgeben. Zwischen diesem und der Einfriedung liegen Gehölzgürtel auf leicht aufgewölbtem Gelände. Prägend und das Gebäude rahmend sind zwei Spitzahorne, ein Bergahorn, zwei Eschen, zwei Eichen, Eiben, und Flieder. Jüngere Blütengehölze ergänzen den überkommenen Bestand. Ein Zufahrtsweg führt im weiten Bogen zum hinteren nordwestlich gelegenen Gartenbereich, der am Hang liegend, terrassiert ist. Erschlossen wird der Garten an drei Punkten (1. an der Ostecke des Hauses, 2. im Südosten in der Achse des Hauses, 3. von Nordosten über eine Treppenanlage). Der Staketenzaun weist Reste von Pfeilern und Sockel auf. Im Westen ist das Grundstück von einer Stützmauer mit aufgesetztem Zaun abgefangen. Die beiden hausnahen Gartenterrassen im Nordosten und Südwesten des Hauses sind ebenso durch hohe Mauern aus Bruchsteinmauerwerk abgefangen. Die überkommene Gartenanlage entspricht einer Gestaltung um 1800. Durch die exponierte Lage am Schloss und die Nutzung des Gebäudes (Witwensitz) musste der Garten repräsentativen Ansprüchen gerecht werden. Eine bei der Flucht der Herrscherfamilie 1945 erhaltene Darstellung des Gartens zeigt diesen im Stil der Biedermeierzeit. Eine Brücke führte einst über den Graben direkt zum Schloss. Der Garten zeigt in seinen wesentlichen Bestandteilen (Stützmauern, Einfriedung, Gehölzgürtel, wiederhergestellte Wegeführung) die überkommene Struktur einer kleinen, frühen landschaftlich geprägten Anlage um 1800, die Seltenheitswert besitzt. Gartengeschichtlich ist er ein Kleinod. Durch seine exponierte Lage hat er städtebaulichen Wert. (LfD/2014) - Wohnhaus: Reicher Originalbestand innen und außen, Türen, Fenster, Treppenhaus, barockes Bauwerk, - Einfriedung: Entlang der südlichen Grundstücksgrenze Staketenzaun mit Natursteinpfeilern und -sockel, im Westen Stützmauer mit aufgesetztem Staketenzaun, Garten: - Erschließung, Zugänge: Zufahrtstor im Südosten in der Achse des Hauses, Pforte an der Ostecke des Hauses, von Nordosten über eine Treppenanlage, Wegesystem: ovale Rasenfläche südöstlich des Hauses wird von einem Ringweg aus wassergebundener Decke umgeben, im weiten Bogen geführter Zufahrtsweg vom Tor im Südosten zum hinteren nordwestlich gelegenen Gartenbereich. - Vegetabile Schutzgüter: Bäume und Sträucher im Randbereich des Gartens, außerhalb des Rundweges: zwei Spitzahorne (Acer platanoides), ein Bergahorn (Acer pseudoplatanus), zwei Eschen (Fraxinus excelsior), eine Stiel-Eiche (Quercus robur), eine Trauben-Eiche (Quercus petraea), Eiben (Taxus baccata) und Flieder (Syringa spec.). - Sonstige Schutzgüter: Bodenrelief: zwei hausnahen Gartenterrassen im Nordosten und Südwesten des Hauses durch hohe Mauern aus Bruchsteinmauerwerk abgefangen. - Denkmalwert: Gut erhaltener biedermeierlicher Garten aus der Zeit um 1800 mit Seltenheitswert, gartengeschichtlich- und gartenkünstlerisch von Bedeutung. | 09241244 |
| Direkt Bild zu diesem Denkmal hochladen | Wohnhaus der Scheermühle | Am Relsner Eck 2 (Karte)               | um 1925                    | Holzfertigteilhaus von baugeschichtlicher und künstlerischer Bedeutung. Fertigteilhaus im Schweizer Stil der Lausitzer Firma Uist, Holz/Fensterläden/Gartentor. | 09242312 |
| Direkt Bild zu diesem Denkmal hochladen | Mühle mit vollständig erhaltener technischer Ausstattung | Am Relsner Eck 2 (Karte)               | um 1820 (Mühle)            | Singuläre Anlage auf Grund der Authentizität und Komplexität der technischen Ausstattung. In mehreren Bauabschnitten errichtetes Gebäude, älteste Teil vermutlich um 1820, Anbau vor 1900, Speicheranbauten nach 1920, zunächst mit Wasserkraftantrieb, später elektrischer Antrieb, Maschinen und Werkzeuge vollständig erhalten, funktionsfähige technische Ausstattung wohl hauptsächlich nach 1900, Getreidemühle, Büro mit Einrichtung erhalten. | 09248098 |
| Direkt Bild zu diesem Denkmal hochladen | Denkmal für die Opfer des Faschismus | Am Schillerpark (Karte)                | um 1961                    | Geschichtlich von Bedeutung. | 09241480 |
|                                         | Wartehäuschen | Am Schillerpark (Karte)                | 1926                       | Im Reformstil der Zeit nach 1910, baugeschichtlich von Bedeutung. | 09241481 |
| Direkt Bild zu diesem Denkmal hochladen | Kriegerdenkmal für die im Ersten Weltkrieg gefallenen Angehörigen der Webschule                                                                                                  | Am Schillerpark (Karte)                | 1923–1924 (Kriegerdenkmal) | Ortsgeschichtlich von Bedeutung. Eingeweiht 17. Februar 1923, vollendet 1924, für 97 Angehörige der Web- und Handelsschule, aus Rochlitzer Porphyrtuff. | 09241482 |
|                                         | Webschule | Am Schillerpark 1 (Karte)              | 1898 (Schule)              | Später Gewerbeschule und Städtische Bauschule, auch Vereinigte Technische Schulen und Handelsschule, baugeschichtlich und ortsgeschichtlich von Bedeutung, repräsentativ, historistisch mit späteren Erweiterungen. Inschriften: „Wirke und Schaffe“, „Webe und Strebe“, Mischbauweise, Klinkerfassade, Putzflächen, Portikus mit Säulen, mehrere Bauphasen, Aula, gute Innenausstattung Gebäude, teilweise Stuckdecken, Gusssäulen und Treppengeländer, Türen und Haustür original, Anbau mit Sheddach. | 09241483 |
| Direkt Bild zu diesem Denkmal hochladen | Wohnhaus in offener Bebauung | An der Bergschmiede 5 (Karte)          | 1936                       | Im Heimatstil der 1930er Jahre, baugeschichtlich von Bedeutung. Zweifamilienhaus, Bleiglasfenster, seitlicher Eingang, mit Porphyr, französischer Balkon, sachlich gestaltete Gitter und Balkongeländer, für Fabrikant Otto Saupe errichtet. | 09241247 |
| Direkt Bild zu diesem Denkmal hochladen | Gefolgschaftshaus der gegenüberliegenden Spinnerei | An der Spinnerei 8 (Karte)             | um 1930                    | Monumentaler Klinkerbau, Denkmalwert ergibt sich aus sozialgeschichtlichem Wert als Belegschaftshaus der Textilfabrik in der NS-Zeit schlichter Klinkerbau mit baulichen Veränderungen. Rechteckiger Grundriss, eingeschossig, Klinkerverblendung, hohe Rechteckfenster (heute teilweise zugesetzt), Eingangsvorbauten neu oder verändert, steht gegenüber der Spinnerei, ist von der Spinnerei als Gefolgschaftshaus errichtet worden, später Kulturhaus, Denkmalwert ergibt sich ausschließlich aus sozialgeschichtlichem Wert. Auftraggeber: Kammgarnspinnerei Pflüger, Köhler u. Co. | 09241274 |
| Direkt Bild zu diesem Denkmal hochladen | Fabrikgebäude mit Einfriedung und Pförtnerhaus | An der Spinnerei 8 (gegenüber) (Karte) | 1897 (Kammgarnspinnerei)   | Baugeschichtlich, technikgeschichtlich und ortsgeschichtlich von Bedeutung. Fabrikgebäude Klinkerfassade, Pförtnerhaus mit Fachwerk-Elementen, ehemalige Textilfabrik. Eingangsbereich mit hölzernem Säulenportikus in Eingangshalle, Flurstück 1589, Firma Pfefferkorn & Co., 1892 gegründet, 1910 verfügte der Betrieb über 30.000 Spinn- und zirka 6.300 Zwirnspindeln, später Kammgarnspinnerei Pflüger, Köhler & Co., Klinkerbau, im Inneren offene Hallen mit eng stehenden Eisenstützen und Doppel-T-Trägern. | 09241248 |
| Direkt Bild zu diesem Denkmal hochladen | Doppelwohnhaus | Arndtstraße 6; 8 (Karte)               | um 1900                    | Baugeschichtlich von Bedeutung, Schweizerstil mit Fachwerk-Schwebegiebeln. Fachwerkzwerchgiebel, reiche Dachlandschaft, Fensterüberdachungen mit Klinker, verzierter Holzerker. | 09241249 |
| Direkt Bild zu diesem Denkmal hochladen | Doppelwohnhaus in offener Bebauung | Arndtstraße 10; 12 (Karte)             | 1899                       | Baugeschichtlich von Bedeutung, Gründerzeitgebäude mit Schwebegiebeln und seitlichen Treppentürmen. Fachwerkzwerchgiebel, reiche Fassadengliederung mit Fensterüberdachungen, reiche Dachgliederung mit Türmchen, farblich schlecht gefasst. | 09241250 |
| Direkt Bild zu diesem Denkmal hochladen | Fabrikanlage mit Wohn- und Verwaltungsgebäude sowie Fabrikationsgebäude | Auestraße 2; 2a; 2b; 2c (Karte)        | 1922–1924                  | Baugeschichtlich, technikgeschichtlich und ortsgeschichtlich von Bedeutung, heute Rucks Maschinenbau (gegründet 1843). Originale Innenausstattung und Fassadengliederung erhalten. | 09241252 |
| Direkt Bild zu diesem Denkmal hochladen | Rothental-Kaserne (General-Hammer Kaserne), später wohl Auekaserne | Auestraße 3; 3a (Karte)                | 2. Hälfte 19. Jahrhundert  | Baugeschichtlich und ortsgeschichtlich von Bedeutung, Gründerzeitgebäude. | 09241251 |
| Direkt Bild zu diesem Denkmal hochladen | Mietshaus in geschlossener Bebauung | Auestraße 15 (Karte)                   | um 1900                    | Baugeschichtlich und städtebaulich von Bedeutung, Gründerzeitgebäude mit Klinkerfassade. Mischbau, Klinker. | 09241253 |
| Direkt Bild zu diesem Denkmal hochladen | Mietshaus in Ecklage und in geschlossener Bebauung | Auestraße 17 (Karte)                   | um 1900                    | Mit Laden, baugeschichtlich und städtebaulich von Bedeutung, Gründerzeitgebäude mit Putzfassade und auffallend gestaltetem Eingangsbereich. Putzfassade mit auffallend gestaltetem Eingangsbereich, Vereinfachungen an Fassade. | 09241254 |
| Direkt Bild zu diesem Denkmal hochladen | Mietshaus in geschlossener Bebauung | Auestraße 40 (Karte)                   | um 1900                    | Baugeschichtlich und städtebaulich von Bedeutung, Gründerzeitgebäude mit Klinkerfassade und aufwändig gestaltetem Giebel, im Stil der Neorenaissance. Klinkermischbauweise, Putznutung im Erdgeschoss, schöne Haustür und Türgewände. | 09241255 |
| Direkt Bild zu diesem Denkmal hochladen | Mietshaus in geschlossener Bebauung | Auestraße 42 (Karte)                   | um 1900                    | Baugeschichtlich und städtebaulich von Bedeutung, Gründerzeitgebäude mit Klinkerfassade. Mischbauweise, Haustür original. | 09241256 |
| Direkt Bild zu diesem Denkmal hochladen | Mietshaus in geschlossener Bebauung (bauliche Einheit mit Auestraße 46 und Jägerstraße 2)                                                                                        | Auestraße 44 (Karte)                   | um 1900                    | Baugeschichtlich und städtebaulich von Bedeutung, Gründerzeitgebäude mit Klinkerfassade. Klinkerbauweise, Fenster original. | 09241257 |
| Direkt Bild zu diesem Denkmal hochladen | Mietshaus in Ecklage in geschlossener Bebauung (bauliche Einheit mit Auestraße 44 und Jägerstraße 2)                                                                             | Auestraße 46 (Karte)                   | um 1900                    | mit Laden, baugeschichtlich und städtebaulich von Bedeutung, Gründerzeitgebäude mit Klinkerfassade und Eckbetonung, straßenraumprägend. Klinkerfassade. | 09241258 |
| Direkt Bild zu diesem Denkmal hochladen | Mietshaus in geschlossener Bebauung | Auestraße 53 (Karte)                   | um 1905/1910               | Baugeschichtlich und städtebaulich von Bedeutung, mit weißer Klinkerfassade und Fachwerk-Elementen, Jugendstildekoration. Mischbauweise, weißer Klinker. | 09241259 |
| Direkt Bild zu diesem Denkmal hochladen | Mietshaus in geschlossener Bebauung | Auestraße 55 (Karte)                   | um 1900                    | Baugeschichtlich und städtebaulich von Bedeutung, Gründerzeitgebäude mit Klinkerfassade. Mischbauweise, Klinker. | 09241260 |
| Direkt Bild zu diesem Denkmal hochladen | Mietshaus in geschlossener Bebauung | Auestraße 57 (Karte)                   | um 1900                    | Baugeschichtlich und städtebaulich von Bedeutung, historistisch mit Klinkerfassade. Mischbauweise, Klinker. | 09241261 |
| Direkt Bild zu diesem Denkmal hochladen | Haustür eines Mietshauses | Auestraße 66 (Karte)                   | um 1900                    | Handwerklich-künstlerisch von Bedeutung, aus der Gründerzeit, im Stil der Neorenaissance (Beschlagwerk). Reich verziert. | 09241262 |
| Direkt Bild zu diesem Denkmal hochladen | Mietshaus in Ecklage | Auestraße 88 (Karte)                   | 1898                       | Mit Laden, baugeschichtlich und städtebaulich von Bedeutung, Gründerzeitgebäude mit reicher Fassadengliederung und Eckbetonung, im Stil des Neobarock. Reiche Fassadengliederung, Putzfassade. | 09241263 |
| Direkt Bild zu diesem Denkmal hochladen | Wohnhaus in offener Bebauung | Auestraße 90 (Karte)                   | um 1900                    | Baugeschichtlich und städtebaulich von Bedeutung, Gründerzeitgebäude mit Schwebegiebel, Klinkerfassade und hölzernem Eingangsvorbau. Klinkerfassade auch im Erdgeschoss, Schwebegiebel, Holzvordach. | 09241264 |
| Direkt Bild zu diesem Denkmal hochladen | Mietshaus in halboffener Bebauung | Auestraße 96 (Karte)                   | um 1900                    | Baugeschichtlich und städtebaulich von Bedeutung, Gründerzeitgebäude mit Klinkerfassade, reicher Fassadenschmuck. Klinkerfassade, Obergeschoss mit kannelierten Lisenen, Fensterüberdachungen, Zwerchgiebel, Erdgeschoss verputzt mit Fassadenschmuck. | 09241265 |
| Direkt Bild zu diesem Denkmal hochladen | Mietshaus in Ecklage | August-Bebel-Straße 14 (Karte)         | 2. Hälfte 19. Jahrhundert  | Baugeschichtlich und städtebaulich von Bedeutung, Gründerzeitgebäude, Klinkerfassade mit reicher Gliederung. Obergeschoss Klinker mit Lisenen, Erdgeschoss verputzt, Mischbau. | 09241267 |
|                                         | Armenschule mit Turmuhr des ehemaligen Buttermilchturmes | August-Bebel-Straße 60 (Karte)         | 1868–1869, erweitert 1891  | Erbaut als Armenschule, 1879 zur Ersten Bezirksschule umgewandelt, 1891 Erweiterung mit dem Mittelbau, 1898 Einstufung als mittlere Volksschule und Benennung mit Lehngrundschule, später Bezirksschule, baugeschichtlich und ortsgeschichtlich von Bedeutung, im Stil der Neorenaissance. Außer Mittelrisalit alles stark und entstellend modernisiert. Das war die Turnerstraße und wahrscheinlich der Lehngrund. | 09241266 |

### B
| Bild                                    | Bezeichnung                                                                      | Lage                                 | Datierung                                   | Beschreibung | ID       |
| --------------------------------------- | -------------------------------------------------------------------------------- | ------------------------------------ | ------------------------------------------- | --- | -------- |
| Weitere Bilder                          | Agricola-Statue und Bahnhofspark                                                 | Bahnhofsplatz (Karte)                | um 1955                                     | Künstlerisch und ortsgeschichtlich von Bedeutung, Standbild für den Humanisten, Arzt und Mineralogen Georgius Agricola (1494–1555) in seiner Geburtsstadt Glauchau. Statue Georgius Agricola, Bronze, Agricola, G.: Humanist, Arzt, Mineraloge (1494–1555). Lage: im Bahnhofspark (ehemaliger Oswald-Seyfert-Park, benannt nach einem Fabrikanten). | 09241268 |
| Direkt Bild zu diesem Denkmal hochladen | Mietshaus in ehemals geschlossener Bebauung                                      | Bahnhofstraße 2 (Karte)              | um 1890                                     | Baugeschichtlich von Bedeutung, gründerzeitliche Putzfassade. Ladeneinbau modernisiert, ansonsten guter Originalbestand, Laden heute (2009) beseitigt. | 09241269 |
| Weitere Bilder                          | Verwaltungsgebäude                                                               | Bahnhofstraße 6 (Karte)              | nach 1900                                   | Repräsentativer Putzbau mit reicher Fassadengliederung aus Hilbersdorfer Porphyrtuff, baugeschichtlich von Bedeutung. Repräsentatives Verwaltungsgebäude, heute Sitz der Krankenkasse AOK, vermutlich zwischen 1900 und 1910 erbaut. Dreigeschossiger Putzbau, Fassadengliederungselemente wie Gesimse, Fenstergewände, Türportale und Eckquaderung aus Hilbersdorfer Porphyrtuff. Dachausbau nicht original, ansonsten Fassade denkmalgerecht saniert. Auf Grund des guten Originalzustandes und seiner architektonischen Qualität erlangt das Gebäude baugeschichtliche Bedeutung. (LfD/2011) | 09304062 |
| Direkt Bild zu diesem Denkmal hochladen | Mietshaus in Ecklage                                                             | Bahnhofstraße 10 (Karte)             | um 1900                                     | Baugeschichtlich von Bedeutung, Gründerzeitgebäude mit Klinkerfassade und repräsentativem Eckerker, straßenbildprägend. Klinkerfassade, Erker mit Atlanten, reicher Fassadenschmuck. | 09241271 |
| Direkt Bild zu diesem Denkmal hochladen | Acht Mehrfamilienhäuser der Sachgesamtheit Aue-Siedlung                          | Bayernweg 1 bis 6; 6a; 9; 10 (Karte) | 1938–1944                                   | Schlichte Putzbauten im Heimatstil der 1930er Jahre, ortsgeschichtlich von Bedeutung. Sachgesamtheitsbestandteile der Sachgesamtheit Aue-Siedlung: (Sachgesamtheitsteil, keine Einzeldenkmale) – (siehe auch Sachgesamtheitsdokument unter Sachsenallee – Obj. 09241807). Teilweise noch in gutem Originalzustand. Nummer 10: Wandbild mit Sonnenuhr, stark verblasst, charakteristisches Siedlungshaus, Kratzputz, Klinkersockel, ursprünglich Fensterläden. | 09241774 |
| Direkt Bild zu diesem Denkmal hochladen | Wohnhaus in halboffener Bebauung                                                 | Breite Straße 13 (Karte)             | 2. Hälfte 19. Jahrhundert                   | Baugeschichtlich von Bedeutung, schlichter Putzbau mit neoklassizistischer Hauseingangstür, guter Originalbestand. Schöne Haustür (um 1910), guter Originalbestand, Abbruchgenehmigung für 2010/2011 erteilt. | 09241273 |
| Direkt Bild zu diesem Denkmal hochladen | Wohnhaus in Ecklage und geschlossener Bebauung                                   | Brüderstraße 1 (Karte)               | im Innern bezeichnet 1734, später überformt | Baugeschichtlich und städtebaulich von Bedeutung, im Kern barockes Gebäude mit platzbildprägender Lage am Markt. Mit Laden, Fenster mit Korbbögen, datiert im Treppenhaus, Wendeltreppe, Keller Tonnengewölbe bzw. Kreuzgewölbe, mehretagig. | 09241275 |
|                                         | Wohnhaus in geschlossener Bebauung                                               | Brüderstraße 10 (Karte)              | um 1900, im Kern älter                      | Mit Laden, baugeschichtlich und städtebaulich von Bedeutung, Jugendstilfassade um 1900, im Kern älter, ortsbildprägende Lage an einer Straßengabelung. Jugendstilfassade | 09241276 |
|                                         | Wohnhaus in ehemals geschlossener Bebauung                                       | Brüderstraße 11 (Karte)              | um 1900, im Kern älter                      | Baugeschichtlich und städtebaulich von Bedeutung, Jugendstilfassade um 1900, im Kern älter, ortsbildprägende Lage an einer Straßengabelung. Mit Laden, Jugendstilfassade. | 09241277 |
| Direkt Bild zu diesem Denkmal hochladen | Wohnhaus (mit künstlerischer Bauausstattung) in Ecklage und halboffener Bebauung | Brüderstraße 13 (Karte)              | 1890–1900                                   | Baugeschichtlich, handwerklich-künstlerisch und stadtentwicklungsgeschichtlich von Bedeutung, straßenbildprägende Lage. Fassaden stark geglättet und verändert, Dachbereich komplett verändert – ehemals mit Ecktürmchen etc., qualitätvolle bauzeitliche Innenausstattung, mit Laden. Bis 2014 war nur die Eingangstür eingetragen, die Inneneinrichtung bis dahin noch nicht besichtigt. | 09241278 |
| Direkt Bild zu diesem Denkmal hochladen | Terrassierter Garten mit Stützmauern, Hinterhaus und Orangerie                   | Brüderstraße 15 (Karte)              | um 1800/1830 (Hausgarten)                   | Im Auftrag des Fabrikanten und Stadtrats Carl Ziegler angelegter Garten von regionaler gartenhistorischer und gartenkünstlerischer sowie städtebaulicher Bedeutung, die sogenannten „Hängenden Gärten“ Glauchaus, bedeutsame Blickbeziehung aus dem Garten zum Schloss. Beschreibung und Begründung des Gartendenkmals: Der vom Fabrikanten und Stadtrat Ziegler um 1830 angelegte Garten gliedert sich in - die obere Gartenebene am hinteren Wohnhaus des Bürgerhauses Brüderstraße Nummer 15, - den terrassierten Westbereich mit vier schmalen Gartenterrassen und - den Hangbereich im Norden mit Böschungen und Wegen. Der obere Garten bildet ein Fünfeck, das von zwei hohen, im stumpfen Winkel zueinander stehenden Stützmauern nach Westen und Norden abgefangen wird. Die Ecke dieser Mauern ist zu einer kleinen Bastion ausgebaut (ehemals der Standort eines Gartenhäuschens oder -pavillons, heute Sitzplatz) und scheint in der Mittelachse des Hauses zu liegen. Die nördliche Stützmauer schließt mit einer Brüstungsmauer ab, die Bastion hat ein aufgesetztes Geländer, auf der westlichen Stützmauer stehen Pfeiler mit Zaunfeldern (Metallkonstruktion). Die Gartenfläche ist in eine große kreisrunde mittlere Rasenfläche mit Rabatte und Ringweg, seitliche Beetflächen und einen Sitzplatz an der Südseite aufgeteilt. Die sich im Nordosten befindende Orangerie weist mit vier Fenstern in diesen Gartenraum und hat an der Ostseite einen Zugang zu hinteren, an die Orangerie angelagerten Räumen. Von der Brüderstraße gelangt man durch den Durchgang des Vorderhauses, über den mit Sandsteinplatten befestigten Innenhof und den Durchgang des hinteren Wohnhauses in den Garten. An der Westseite des oberen Gartens fangen vier hohe Stützmauern die am einstigen Prallhang der Mulde stufenförmig übereinander liegenden Gartenterrassen ab. Sie sind über einen geradlinigen Treppenlauf mit 22, 16 und 14 Sandsteinstufen an der Südgrenze mit miteinander verbunden. Von dem oberen Garten führt eine weitere Treppe mit 16 Stufen in Nähe der Bastion auf die oberste dieser vier Terrassen hinab. Die geradlinig verlaufenden Terrassenmauern bilden unterhalb der oberen Bastion ebenfalls bastionsartige Vorschübe aus. Diese werden gleichfalls über Treppen miteinander verbunden. Eine weitere kleine Terrasse mit nischenartiger Einwölbung liegt im Eckbereich zwischen erster und zweiter Terrasse. Der Nordhang ist durch parallel verlaufende Wege, niedrige mauern und Böschungen gegliedert. Auf dieser Seite führt eine Treppe mit 20 Stufen aus Sandstein zu einem kleinen Platz mit einem 18 Meter tiefen Brunnen (zwei Sandsteinwasserbecken und eine aufgesetzte neue Handschwengelpumpe), der an der Schmalseite der Orangerie liegt. Zwei Apfelbäume, eine Kornelkirsche und ein Pflaumenbaum im oberen Garten sowie zwei Apfelbäume auf der vierten Terrasse machen den Obstbaumbestand aus. Für die Sichtbezüge zum Schloss und die Landschaft sind die den Blick rahmenden Laubbäume wesentlich. Das sind eine Esche auf der vierten Terrasse im Norden, ein Spitzahorn am Nordhangbereich und zwei dicht beieinander stehende hoch aufgewachsen Linden im Süden der ersten Terrasse, direkt neben dem Eingang zu den unterirdischen Gängen der Stadt. Die auf dem Hang des südlichen Nachbargrundstücks stehenden Bäume (Esche und Bergahorn) sind ebenso wichtig für die Rahmung der Sicht zum Schloss. Eine mit Efeu überwachsene Mauer zieht sich an der Südgrenze des Grundstücks den Hang hinauf. Am Nordhang stehen Pfeiler als Reste einer ebenfalls den Hang ansteigenden Zaunanlage. Der Zieglersche Terrassengarten ist der einzige erhaltene Garten der einstigen Hängenden Gärten von Glauchau, die sich oberhalb des Röhrensteiges bis zum Garten am Plan 2 hinzogen. Die in exponierter Lage, in ihrer Grundstruktur vollständig erhaltene Gartenanlage ist mit den geschickt angelegten Terrassen eine außerordentliche ingenieurtechnische und gestalterische Leistung des frühen 19. Jahrhunderts. (Möglicherweise sind Teile der Stützmauern sogar älteren Ursprungs.) Seine Ansicht von unten und seine in unterschiedlichen Höhen wahrnehmbare Aussicht ist einzigartig. Für Glauchau ist es die wertvollste Gartenanlage des frühen 19. Jahrhunderts, die als Terrassenanlage auch überregional Seltenheitswert besitzt. Gartenkünstlerisch, gartengeschichtlich und städtebaulich hat sie besonderen Wert. (LfD/2014, Ragnhild Kober-Carrière) Der Terrassengarten wurde um 1830 im Auftrag von Carl Ziegler angelegt. Er war zu dieser Zeit Stadtrat und Fabrikbesitzer. Bis 1862 befand sich das Grundstück im Besitz seiner Witwe Clara Auguste. Es folgen die Besitzer Friedrich Ferdinant Haussmann und J. G. Lochmann, zwischen 1872 und 1878 wurden Teile des Geländes für Unterrichtszwecke der nahe gelegenen Wehrdigt-Schule genutzt. Das Grundstück unterteilt sich in zwei klar voneinander abtrennbare Bereiche: Zum einen das 1750 erbaute Wohnhaus mit Innenhof, welches als Zeilenhaus direkt an der Brüderstraße gebaut wurde. Zum anderen der Gartenteil, mit der oberen Terrasse auf Wohnhausniveau, der 1847 erbauten Orangerie und der höhenmäßig gestaffelten Terrassenanlage. (weitere Ausführungen siehe Denkmalbegründung) | 09241279 |
| Direkt Bild zu diesem Denkmal hochladen | Wohnhaus in ehemals geschlossener Bebauung                                       | Brüderstraße 18 (Karte)              | Ende 18. Jahrhundert                        | Mit Laden, baugeschichtlich von Bedeutung, barockes Gebäude mit Mansarddach und segmentbogenförmigen Torgewände. Tordurchfahrt. | 09241282 |
| Direkt Bild zu diesem Denkmal hochladen | Wohnhaus in geschlossener Bebauung                                               | Brüderstraße 24 (Karte)              | Mitte 19. Jahrhundert                       | Mit Laden, baugeschichtlich und städtebaulich von Bedeutung, gründerzeitliche Putzfassade, im Kern älter (Mansarddach), Lage nahe dem Markt. Fassade um 1900, Fenster verändert. | 09241284 |

### C
| Bild                                    | Bezeichnung                                                                               | Lage                                         | Datierung                                | Beschreibung | ID       |
| --------------------------------------- | ----------------------------------------------------------------------------------------- | -------------------------------------------- | ---------------------------------------- | --- | -------- |
| Direkt Bild zu diesem Denkmal hochladen | Wohnhaus                                                                                  | Carolapark 1 (Karte)                         | um 1800                                  | Baugeschichtlich und sozialgeschichtlich von Bedeutung, Fachwerkhaus, liegt im Carolapark. Anbauten, teilweise bauliche Veränderungen. | 09241286 |
| Direkt Bild zu diesem Denkmal hochladen | Wohnhaus in geschlossener Bebauung                                                        | Charlottenstraße 23 (Karte)                  | um 1870                                  | Baugeschichtlich von Bedeutung, schlichter Putzbau der Gründerzeit. Schlichtes Wohnhaus, im ausgehenden 19. Jahrhundert erbaut. Zweigeschossig, fünf Achsen, Abschluss durch Satteldach. Fassade durch Rustikaputz verziert, Haustür original, Fenster dem Original entsprechend, aber vereinfacht, erneuert. Als typische Wohnbebauung dieses Stadtgebietes von baugeschichtlichem und stadtentwicklungsgeschichtlichem Wert. (LfD/2012) Rustikaputz Erdgeschoss, Dachaufbauten, teilweise Fenster und Türen original. | 09241287 |
| Direkt Bild zu diesem Denkmal hochladen | Villa mit Garten und Einfriedung                                                          | Chemnitzer Straße 3 (Karte)                  | 1843–1844                                | Einst historisierendes, 1925 umgebautes und erweitertes Gebäude, zeitweilig Fabrikantenbesitz, baugeschichtlich, gartengeschichtlich und ortsgeschichtlich von Bedeutung, mit Giebeln und Lisenen vor allem neoklassizistischer Bau, gut erhaltene qualitätvolle Innenausstattung. Beschreibung und Begründung des Gartendenkmals: Der Villengarten birgt in sich scheinbar mehrere Gestaltungsphasen, die im Zusammenhang mit der Lage der Villa im Süden des Kreutzgrabens, dem ersten Villenbau 1844, der Erweiterung des Gewächshauses 1910 und dem Umbau und der Erweiterung der Villa um zwei Fensterachsen nach Westen 1925 zusammenhängen. Der einst auch die Flurstücke 829/1 und 829/3 (Gewächshaus, heute Apotheke) umfassende Villengarten, weist heute auf dem Flurstück 829/2 folgende Gartenteile auf: - Vorgarten mit Resten des Gehölzbestandes (Blaufichte) und ehemaligem Rasenspiegel mit Ringweg, - Aussichtshügel mit hinaufführendem Weg und Gehölzbestand sowie eine - rechteckige terrassenförmige Gartenebene mit derzeit abgeschobener Rasenfläche und umfassenden Wegen im Süden und Südwesten der Villa. Der im Norden der Villa liegende Kreutzgraben mit verrohrtem Wassergraben bildet die tief gelegene Gartenebene des Villengartens und hat folgenden Baumbestand: Linden, Platane, Eschen, Bergahorn, Buche. Zur Agrikolastraße ist der Garten mit einem Staketenzaun eingefriedet. Die Einfriedung an der Chemnitzer Straße besteht aus einer Zaunanlage mit Zaunfeldern aus Metallkonstruktion, Sockeln (verputztes Mauerwerk aus Speckstein) und Pfeilern sowie einer zurückgesetzten Toranlage (Tor in Metallkonstruktion mit zwei Pfeilern, zwei Pforten und zwei im Bogen geführten Mauerabschnitten), die anscheinend eine vorherige Toranlage ersetzte. Das in die Torflügel eingearbeitete „K“ weist auf die Familie Kratz hin, die die benachbarte Fabrik Kratz& Burk (mechanische Weberei) 1854 gründete und die Villa ab 1859 besaß. Interessant ist die in den Graben führende Treppe, die sich offensichtlich noch auf die Gebäudeachse der ursprünglichen Villa bezieht. Im Westen der Villa erfolgten nach 1945 Geländeaufschüttungen. Im Umfeld der Villa ist der Garten durch die derzeitige Sanierung der Villa beeinträchtigt. Villa und Garten tragen Zeugnis einer frühen Stadterweiterung nach Osten auf zuvor genutztem Gartenland. Auf Grund der vorhandenen Geländesituation erfolgte die Anlage des Gartens in unterschiedlichen Ebenen. Damit wurden die Gartenteile streng voneinander getrennt und konnten in ihrer Grundstruktur erhalten bleiben. Der Denkmalwert des Gartens liegt in dieser Gliederung und dem erhaltenen Gehölzbestand. Er ist gartengeschichtlich und ortsgeschichtlich von Bedeutung. (LfD/2014, Ragnhild Kober-Carrière) - Villa: Dreigeschossig, breit gelagert, Lisenengliederung, Fassade vereinfacht, Traufgesims mit Wulst, Hauseinfassung seitlich mit geschweiftem Dach, zweiflügelige Haustür mit Glaseinsatz und gesprosstem Oberlicht, Innenausstattung: Wandvertäfelungen, Kamin, Stuckdecken, kannelierte Säulen, Farbglasfenster, Türen, Heizungsverkleidung, - Garten: Alte Wegführung mit Beeteinfassung und Reste des alten Baumbestandes, Einfriedung: Zaunpfeiler und Pfosten Sandstein nachträglich verputzt, Sockel Naturstein verputzt, Zaunfelder Schmiedeeisen, gefährdet, mit seinem heutigen Erscheinungsbild maßgeblich vom Umbau 1924–1925, seitliche Erweiterung, Umbau oberstes Geschoss vom Mezzanin zum Vollgeschoss und neues Dach beinhaltend, geprägt. | 09244679 |
|                                         | Wohnhaus in offener Bebauung, ehemalige Villa, später Heimgebäude                         | Chemnitzer Straße 27 (Karte)                 | um 1880 (Villa)                          | Bau- und ortsgeschichtlich von Bedeutung, gründerzeitlicher Putzbau, sogenanntes Leuschner-Haus, durch Fabrik- und Rittergutsbesitzer Ludwig Leuschner (1824–1889) umgebaut zum Städtischen Frauenversorgungsheim. Ehemalige Villa, durch Ludwig Leuschner umgebaut zu Städtischen Frauenversorgungsheim, wohl seit Mitte der dreißiger Jahre, Umbau zu Mietshaus, Laterne, Reste Halle, Inneres durch Umbauten wesentlich verändert. | 09241289 |
|                                         | Wohnhaus, ehemaliges Fabrik- und Verwaltungsgebäude, später Mannschaftshaus einer Kaserne | Chemnitzer Straße 28a; 28b; 28c; 28d (Karte) | um 1925 (Wohnhaus)                       | Ortsgeschichtlich von Bedeutung, Kaserne benannt nach dem Infanterie-Ersatz-Bataillon Glauchau, vorher Mechanische Weberei und Wirkwaren Martin Richter. Ursprünglich Fabrikgebäude, dann Mannschaftshaus der Richter-Kaserne, 1948 Umbau zu Wohnungen unter Leitung Architekt Rudolf Macht, Glauchau, Fabrik für Fabrikanten Martin Richter Mechanische Weberei und Wirkwaren bis 1935. | 09241290 |
| Weitere Bilder                          | Villa mit Nebengebäude, heute Verwaltungsgebäude, ehemals Kasernenbestandteil             | Chemnitzer Straße 29 (Karte)                 | um 1877                                  | Orts- und baugeschichtlich von Bedeutung, die Villa ein repräsentatives Gründerzeitgebäude, Kaserne benannt nach dem Infanterie-Ersatz-Bataillon Glauchau, vorher Fabrikantenvilla (Mechanische Weberei und Wirkwaren Martin Richter). - Villa: Heute Landratsamt-Sozialamt, wahrscheinlich für Fabrikant Friedr. Wilhelm Grüner/Färbereibesitzer errichtet, dann Martin Richter, Mechanische Weberei, 1948 für SMA umgebaut durch Ing. Arch. Paul Hirschmann, Glauchau, - Seitengebäude: Bauherr Martin Richter, Umbau 1948 zu Wohnungen durch Arch. Ing. Hirschmann. | 09241291 |
| Weitere Bilder                          | Villa, heute Kindergarten                                                                 | Chemnitzer Straße 32 (Karte)                 | 2. Hälfte 19. Jahrhundert                | Baugeschichtlich von Bedeutung, Gründerzeitgebäude, Straßenfassade durch Mittelrisalit betont. Heute Kindergarten, Stuckdecke im Treppenhaus, Vorraum mit Spiegel und Konsole, Zimmertüren original. | 09241292 |
|                                         | Villa mit Einfriedung                                                                     | Chemnitzer Straße 34 (Karte)                 | 2. Hälfte 19. Jahrhundert, Umbau um 1920 | Baugeschichtlich von Bedeutung, im Kern gründerzeitliches Gebäude, im Art-Déco-Stil der 1920er Jahre überformt. Vorhalle holzgetäfelt, Putz vollständig erneuert – dadurch entstellt, Geländer. | 09241293 |
| Direkt Bild zu diesem Denkmal hochladen | Wohnhaus                                                                                  | Clementinenstraße 3 (Karte)                  | um 1900                                  | Schweizerstil, eingeschossig mit Drempel, wenig steiles Satteldach mit zusätzlichen Giebeln nach beiden Seiten, Dachüberstände, als Teil des Villenviertels von stadtgeschichtlichem Wert, baugeschichtlich von Bedeutung. Bauherr war ein H.B.F. Harting. In der Bauakte als Villa bezeichnet. Fensterbedachungen. Holztreppenhaus mit gedrechselten Stäben. Teils originale Innentüren. | 09306537 |
| Direkt Bild zu diesem Denkmal hochladen | Villa mit Einfriedung (an der Friedrich-Ebert-Straße)                                     | Clementinenstraße 4 (Karte)                  | 1893                                     | Orts- und baugeschichtlich von Bedeutung, Gründerzeitgebäude mit Klinkerfassade und reicher Dachlandschaft. Architekten: Weichardt & Eelbo, Leipzig, Klinkerfassade, gelber Klinker, Türmchen, Bleiglasfenster, Bauherr: Julius Boeßneck, Glauchau. | 09241294 |
| Direkt Bild zu diesem Denkmal hochladen | Villa                                                                                     | Clementinenstraße 5 (Karte)                  | um 1905                                  | Baugeschichtlich von Bedeutung, original erhaltener Putzbau, als Teil des Villenviertels von stadtgeschichtlichem Wert. - Gebäude: Eingeschossig, unregelmäßiger Grundriss, bewegte Dachlandschaft, Werksteinsockel, verschiedene An- und Vorbauten wie Veranda, Balkon, Eingangsvorbau, kleiner Erker, verschiedene Putzarten und Zierfachwerk, - Dachlandschaft: Pyramidenhelm, Krüppelwalmdach, Satteldach heute mit engobierten Biberschwänzen in Doppeldeckung, Fenster mit profilierten Betonfenstergewänden, die Fenster zweiflüglig mit sprossengeteilten Oberlichtern, - Innen: Parkett, gewendelte Holztreppe, alte Zimmertüren, Bleiglasfenster im Treppenhaus, - Denkmalwert: Bau- und stadtgeschichtlicher Wert. | 09241348 |
|                                         | Villa mit angebautem Nebengebäude, Villengarten und Einfriedung                           | Clementinenstraße 8 (Karte)                  | 1913, 1916–1917                          | Ortsgeschichtlich, baugeschichtlich, kunstgeschichtlich und gartengeschichtlich von Bedeutung, repräsentatives Villengebäude im Reformstil der Zeit um 1910 von den bekannten Dresdner Architekten Lossow & Kühne, erbaut für den Textilfabrikanten Arthur Lossow (Bruder des entwerfenden Architekten William Lossow). Beschreibung und Begründung des Gartendenkmals: Die Gartenfläche und wertvoller Gehölzbestand sind erhalten. Hervorzuheben ist die breite, der Nordwest-Fassade vorgelagerte Gartenterrasse, der eine großzügige Planung vorausging. Eine hier ursprünglich vorgesehene Balustrade wurde nicht umgesetzt. Die Rasenterrasse bildet zu dem nach Südosten ausgreifenden Gebäude das verbindende Element der Villa zum Garten im NW und SW. Gebäude und Terrasse bilden damit in ihrer Addition und Komplexität der Bauteile eine Einheit. In ähnlicher Großzügigkeit ist sicher der Garten angelegt worden, der heute eher ausgeräumt erscheint. Die Einbindung ehemals vorhandener Bäume lässt darauf schließen. So prägt eine mächtige Buche den Gartenraum im Südwesten der Villa. Eine weitere Buche und zwei Linden stehen im Nordwest-Bereich. Eine Schwarzkiefer und eine Pyramideneiche bestimmen den Südbereich. Weiterhin wird der Garten von Koniferen, Birken, und Rhododendren, zum Teil auch jüngeren Beständen, eher locker gegliedert. Haselnusssträucher haben eine abschirmende Wirkung. Nach 1990 erfolgten Veränderungen im hausnahen Bereich. Die Zaunanlage (verzinkte Metallkonstruktion) wurde saniert. Die Großzügigkeit des Gartens und seine Bindung über die Gartenterrasse zur Villa zeugen von der Auffassung des modernen Villengartens des Reformstils mit Merkmalen des Übergangs zur Moderne. Die noch erkennbare Gartengestaltung hat gartengeschichtlichen Wert. (LfD/2014, Ragnhild Kober-Carrière) Villa: Eckquaderung, Seitengebäude an Hauptgebäude angefügt, halbrunden Bogen bildend mit Garagen und Bedienstetenwohnung, Villa mit Walmdach, Fensterläden halbrunde Erker mit Balkonen im Obergeschoss, qualitätvoller Bau, Bauherr: Arthur Lossow. | 09241295 |

### D
| Bild                                    | Bezeichnung                                                                               | Lage                                      | Datierung                 | Beschreibung | ID       |
| --------------------------------------- | ----------------------------------------------------------------------------------------- | ----------------------------------------- | ------------------------- | --- | -------- |
| Direkt Bild zu diesem Denkmal hochladen | Mietshaus in halboffener Bebauung                                                         | Dietrich-Bonhoeffer-Straße 5 (Karte)      | um 1905, im Kern älter    | Baugeschichtlich von Bedeutung, Jugendstilfassade Bauschmuck unter Jugendstileinfluss, Fabrikzusammenhang. | 09241300 |
| Direkt Bild zu diesem Denkmal hochladen | Doppelmietshaus in halboffener Bebauung                                                   | Dietrich-Bonhoeffer-Straße 10; 12 (Karte) | um 1905/1910              | Baugeschichtlich von Bedeutung, mit Fachwerkgiebeln und hölzerner Balkongestaltung an der Hofseite. Fachwerkzwerchgiebel, überputzt, Hofseite mit verglasten Balkons/Holz, Straßenseite Haus wenig auffallend, Denkmal wegen Balkongestaltung. | 09241301 |
| Direkt Bild zu diesem Denkmal hochladen | Doppelmietshaus in Ecklage (Anschrift: Dietrich-Bonhoeffer-Straße 14 und Körnerstraße 10) | Dietrich-Bonhoeffer-Straße 14 (Karte)     | um 1910                   | Baugeschichtlich von Bedeutung, mit Fachwerkgiebeln und verzierten Holzerkern auch an der Hofseite. Fachwerkzwerchgiebel, Holzerker verziert, Oberlichter Fenster, Farbglasfenster, Farbfassung Fassade schlecht. | 09241302 |
| Direkt Bild zu diesem Denkmal hochladen | Doppelmietshaus mit rückwärtigem Anbau                                                    | Dietrich-Bonhoeffer-Straße 19; 21 (Karte) | um 1915                   | Baugeschichtlich von Bedeutung, im Reformstil der Zeit um 1910. Nummer 19 vermutlich Wohnhaus einer Fabrik, Fabrik angebaut, Straßenfront beider Gebäude villenartig gestaltet, mit halbrundem Mittelrisalit. | 09241303 |
| Direkt Bild zu diesem Denkmal hochladen | Mietshaus in geschlossener Bebauung konzipiert                                            | Dietrich-Bonhoeffer-Straße 42 (Karte)     | um 1880                   | Baugeschichtlich von Bedeutung, gründerzeitliche Putzfassade, guter Originalbestand. Teilweise unbewohnt, Fensterüberdachungen erster Stock, guter Originalbestand. | 09241304 |
| Direkt Bild zu diesem Denkmal hochladen | Mietshaus in geschlossener Bebauung                                                       | Dietrich-Bonhoeffer-Straße 45 (Karte)     | um 1900                   | Baugeschichtlich und städtebaulich von Bedeutung, gründerzeitliche Klinkerfassade. | 09241305 |
| Direkt Bild zu diesem Denkmal hochladen | Mietshaus in geschlossener Bebauung                                                       | Dietrich-Bonhoeffer-Straße 47 (Karte)     | um 1900                   | Baugeschichtlich und städtebaulich von Bedeutung, gründerzeitliche Klinkerfassade. | 09241306 |
| Direkt Bild zu diesem Denkmal hochladen | Mietshaus in geschlossener Bebauung                                                       | Dietrich-Bonhoeffer-Straße 49 (Karte)     | um 1900                   | Baugeschichtlich und städtebaulich von Bedeutung, gründerzeitliche Klinkerfassade. Fassade modernisiert, Fenster und Haustür original, Klinkerfassade. | 09241307 |
| Direkt Bild zu diesem Denkmal hochladen | Mietshaus in geschlossener Bebauung                                                       | Dietrich-Bonhoeffer-Straße 51 (Karte)     | um 1900                   | Baugeschichtlich und städtebaulich von Bedeutung, gründerzeitliche Klinkerfassade. Keine Originalhaustür, Klinkerfassade. | 09241308 |
| Direkt Bild zu diesem Denkmal hochladen | Mietshaus in Ecklage und in geschlossener Bebauung                                        | Dietrich-Bonhoeffer-Straße 67 (Karte)     | 1897                      | Baugeschichtlich und städtebaulich von Bedeutung, Gründerzeitgebäude mit Klinkerfassade und hervorgehobener Eckgestaltung. Klinkerfassade, Erdgeschoss verputzt, ursprünglich mit Laden. | 09241309 |
| Weitere Bilder                          | Lutherkirche                                                                              | Dorotheenstraße (Karte)                   | 1908–1909                 | Kunsthistorisch, orts- und baugeschichtlich von Bedeutung, zwischen Neogotik und Reformstil-Architektur, Entwurf: Woldemar Kandler, Dresden. Jehmlich-Orgel, Ausmalung 1922 von Dresdner Maler Wilhelm Heckroth-Conrady, Altarbild von Dresdner Maler Ludwig Otto „Kreuzigung“, 1986–1988 Renovierung, Innenausstattung durch ursprünglichen Pfarrer beeinflusst gewesen, Ideen Freimaurer-Einfluss, 1899/1900 Abtrennung einer eigenen Kirchgemeinde der Unterstadt von St. Georgen, 1905 als erster Pfarrer Paul Fiebig eingeführt. | 09241297 |
|                                         | Mietshaus in halboffener Bebauung                                                         | Dorotheenstraße 4b (Karte)                | 2. Hälfte 19. Jahrhundert | Baugeschichtlich von Bedeutung, reich profilierte, gründerzeitliche Putzfassade. Reich profilierte Fassade, Türen und Fenster original. | 09241296 |
|                                         | Kirchgemeindehaus an der Wilhelmstraße, im Hof des Grundstücks                            | Dorotheenstraße 4b (Karte)                | 1916                      | Orts- und baugeschichtlich von Bedeutung, im Reformstil der Zeit um 1910. Großflächige Tafelbilder von Theodor Max Moser, Sohn eines Glauchauer Fabrikanten, 1920–1922, gestiftet von Kommerzienrat Meyer und Nouvortne, Farbglasfenster gestiftet von Fabrikant Rucks, originale Innenausstattung, Kirche vorwiegend für Bewohner des Wehrdigt, Gemeindehaus. | 09241554 |
| Direkt Bild zu diesem Denkmal hochladen | Wohnhaus in geschlossener Bebauung                                                        | Dr.-Dörffel-Straße 3 (Karte)              | 19. Jahrhundert           | Mit Läden und Tordurchfahrt, schlichte Putzfassade, Wohnhaus des Dr. Ottokar Dörffel (1818–1906), Bürgermeister in den Revolutionsjahren 1848/49 (Gedenktafel am Haus), baugeschichtlich und ortsgeschichtlich von Bedeutung. Sehr schönes Tor, Fenstergewände erster Stock. | 09241245 |
| Direkt Bild zu diesem Denkmal hochladen | Kirchgemeindehaus der Apostolischen Gemeinde                                              | Dr.-Walter-Hüttel-Straße 2 (Karte)        | 1890                      | Baugeschichtlich und ortsgeschichtlich von Bedeutung, einfacher Saalbau. Inschrift: „Gottes Haus des Himmels Pforte“, für Anhänger des Apostolischen Glaubens gebaut, einfacher Saalbau, Straßennamenänderung um 2010: Dr.-Walter-Hüttel-Straße, ehemals Am Ulmenhang. | 09241327 |

### E
| Bild                                    | Bezeichnung | Lage                          | Datierung                         | Beschreibung | ID       |
| --------------------------------------- | --- | ----------------------------- | --------------------------------- | --- | -------- |
| Direkt Bild zu diesem Denkmal hochladen | Freimaurerloge und Teile des Gartens | Egghalde 12 (Karte)           | vermutlich 1845, später überformt | Heute Wohnhaus, ortsgeschichtlich, baugeschichtlich und gartengeschichtlich von Bedeutung. Beschreibung und Begründung des Gartendenkmals: Am Ende der Plantagenstraße ist das große langgestreckte Grundstück vermutlich mit dem Bau des Gebäudes als Villengarten angelegt worden. Der Garten gliedert sich in vier Bereiche: - Ein kleines Gehölzstück an der Plantagenstraße (kein Gartendenkmal), - Ein scheinbar ehemaliger Obst- und Gemüsegarten (heute Kleingartenfläche, kein Gartendenkmal), - Der hausnahe Gartenbereich, - Der parkartige Teil mit Gehölzbestand und Aussichtshügel. Im hausnahen Bereich bildet der überkommene Gehölzbestand (Buche, Bergahorn, Magnolie, Linden, Kastanie, Fächerahorn, Haselnuss und Rhododendren, jüngere Koniferengruppe) eine lockere Rahmung. Der sich im Nordwesten anschließende Parkbereich weist alte Rhododendrengruppen, eine Traueresche, Hainbuche, Lärche, Eichen, Linden, Robinien, und Spitzahorn auf. Ein landschaftliches Wegesystem ist im Boden zu vermuten. Ein Aussichtshügel oberhalb des Hanges des Gründelteichparks, noch im eingefriedeten Gartenbereich liegend, bildet den Endpunkt der landschaftlichen Anlage. Die alte Gehölzsubstanz ist wertvoll und lässt ein interessantes System von Gartenräumen erkennen, das durch Wildwuchs beeinträchtigt ist. Außerhalb der Einzäunung liegt ein Aussichtsplateau mit Sichtbezug zur Gründelteichinsel. Dieses Plateau liegt zwar im Flurstück, ist aber zur Gründelteichanlage zu zählen. Der geschichtliche Wert des Gartens besteht in der landschaftlichen Grundstruktur, die auf eine Gestaltung aus der Mitte des 19. Jahrhunderts zurückzuführen ist und durch spätere Zutaten (um 1900) ergänzt wurde. (LfD/2014, 2017) Gebäude für Freimaurerloge „Zur Verschwisterung der Menschheit“ von Curt Köhler baulich verändert (dieser Nachfolger des Baumeisters Louis Lein). Im Gebäude befand sich Saal, Garderobe, Bibliothek und Klubzimmer, spätere Besitzerin Frau Brinkmann. In Bauakte bei Baumaßnahme von 1911 Stempel des Sächsischen Heimatschutzes, die Bauakte schon 1845 angelegt – Hinweis auf Errichtung eines Wohngebäudes für Kaufmann Tasch, seit 1862 Eigentum der Freimaurerloge, Reste Gartengestaltung. Erfasst unter der Anschrift: Plantagenstraße 12 | 09241313 |
| Direkt Bild zu diesem Denkmal hochladen | Mietshaus in halboffener Bebauung | Erich-Fraaß-Straße 1 (Karte)  | 1895                              | Mit Laden, baugeschichtlich von Bedeutung, gründerzeitliche Klinkerfassade mit reicher Giebelgestaltung, straßenbildprägende Lage. Klinkerfassade, Erdgeschoss verputzt. | 09241314 |
| Direkt Bild zu diesem Denkmal hochladen | Verwaltungsgebäude (Anschrift: Otto-Schimmel-Straße 8a), Fabrik- und Verwaltungsgebäude (Anschrift auch: Scherbergplatz 1 und Erich-Fraaß-Straße 24) sowie ehemaliges Beamtenwohnhaus (Anschrift: Otto-Schimmel-Straße 8) einer Textilfabrik | Erich-Fraaß-Straße 24 (Karte) | 1927–1928 (Textilindustrie)       | Technikhistorisch, orts- und baugeschichtlich von hoher Bedeutung, im Reformstil der Zeit um 1910, neoklassizistische und neobarocke Stileinflüsse, Bauteil am Scherbergplatz Geschäftshaus der Firma Ernst Seifert, Bauteil an der Otto-Schimmel-Straße ehemals Firma Bössneck & Meyer. Hauptgebäude Palla, neoklassizistische und neobarocke Stileinflüsse, wahrscheinlich Geschäftshaus der Firma Ernst Seifert, Bauteil Scherbergplatz 1926, Architekt R. Ulrich/Bauleiter Krebs Dresden, weiterer Bauteil Otto-Schimmel-Straße ehemals Fa. Bössneck & Meyer Bauwerk von Architekt Krebs 1925, Gebäudegruppe am Scherbergplatz/Erich-Fraaß-Straße ehemals mit Anschrift: Erich-Fraaß-Straße 25 und Scherbergplatz 1, Otto-Schimmel-Straße 8 – Beamtenwohnhaus der Fa. Ernst Seifert. | 09241442 |

### F
| Bild                                    | Bezeichnung | Lage                                 | Datierung | Beschreibung | ID       |
| --------------------------------------- | --- | ------------------------------------ | --------- | --- | -------- |
| Direkt Bild zu diesem Denkmal hochladen | Wohnhaus | Färberstraße 1 (Karte)               | um 1800   | Baugeschichtlich und sozialgeschichtlich von Bedeutung, in straßenbildprägender Lage, hohes Satteldach, mit Fachwerk-Obergeschoss (verputzt). Obergeschoss vermutlich Fachwerk, verputzt. | 09241317 |
| Direkt Bild zu diesem Denkmal hochladen | Wohnhaus in geschlossener Bebauung                                                                                           | Färberstraße 4 (Karte)               | um 1790   | Baugeschichtlich von Bedeutung, schlichtes barockes Gebäude mit Korbbogenportal. Schöne Haustür, Fensterläden. | 09241318 |
| Direkt Bild zu diesem Denkmal hochladen | Wohnhaus in geschlossener Bebauung                                                                                           | Färberstraße 5 (Karte)               | um 1800   | Baugeschichtlich von Bedeutung, schlichtes barock wirkendes Gebäude mit Mansarddach. Schöne Haustür, Originalbestand, Einbau großes Garagentor. | 09241319 |
| Direkt Bild zu diesem Denkmal hochladen | Villa mit Einfriedung an der Färberstraße, Gartenlaube und Garten                                                            | Färberstraße 29 (Karte)              | 1912      | Baugeschichtlich und ortsgeschichtlich von Bedeutung, Wohnhaus des Färbereibesitzers Bernhard Kuhn. Ehemalige Fabrikantenvilla des Färbereibesitzers und Stadtrates Bernhard Kuhn mit zeitgleich errichteter Gartenlaube und Einfriedung zur Färberstraße sowie dem Garten als Nebenanlage. Das 1830/37 errichtete Färbereigebäude, welches sich im gleichen Grundstück befindet, wurde auf Grund mehrfacher Umbauten nicht in die Denkmalaufstellung aufgenommen. Die im Reformstil erbaute Villa gehört zu den repräsentativsten und künstlerisch bedeutendsten Villenbauten in Westsachsen. Sie blieb in sehr gutem Originalzustand mit qualitätvoller bauzeitlicher Ausstattung erhalten. Der über längsrechteckigem Grundriss errichtete, zweigeschossige Putzbau wird geprägt durch regelmäßig angeordnete, heute noch originale, Rechteckfenster, teilweise mit Klappläden, einem mittig angeordneten Standerker mit darüber befindlichem Balkon, ein umlaufendes Gurtgesims, einen dreiachsigen Dacherker sowie das hohe Mansardwalmdach. Der von Säulen flankierte Hauseingang befindet sich seitlich. Das vermutlich zeitgleich mit der Villa erbaute Gartenhaus befindet sich im Vorgartenbereich. Der kleine Fachwerkbau mit flachgeneigtem Satteldach befand sich zum Zeitpunkt der Denkmalausweisung im Jahr 2011 in sehr schlechtem Bauzustand. Der Garten blieb als Relikt erhalten, straßenseitig wird er durch einen schmiedeeisernen Zaun mit Steinpfeilern (einer noch von einer Steinkugel bekrönt) begrenzt. Als Wohnhaus des für die Industrie- und Ortsgeschichte der Stadt Glauchau bedeutsamen Färbereibesitzers Bernhard Kuhn erlangt die Villa orts- und personengeschichtliche Bedeutung. Auf Grund ihrer qualitätvollen architektonischen Ausbildung und der für die Bauzeit besonders typischen Ausprägung erlangt die Villa zudem eine baugeschichtliche und baukünstlerische Bedeutung. (LfD/2011) Initiale „BK“ über Eingangstür, mit Halle, reiche Innen- und Außengestaltung, Holztäfelungen, Bleiglasfenster, Laterne, Beschläge usw., Gartenhäuschen Fachwerk, Bauherr: Färbereibesitzer Bernh. Kuhn. Ausstattung im Inneren: Zentrale holzverkleidete Halle mit gewendelter Trppe, historische Fliesen (geschädigt) in der Küche im Erdgeschoss, im Erdgeschoss Räume mit Stuckverzierungen über den Türen, Herrenzimmer mit Holzverkleidungen, im Obergeschoss Fliesen mit Bordüre im ehemaligen Bad, dort auch in Nebenkammer eingebauter Tresor, unter Deckenfarbe vermutlich historische Deckenmalerei, Fenster und Türen waren im Inneren vermutlich dunkelbraun, Parkettfußböden. | 09241320 |
| Direkt Bild zu diesem Denkmal hochladen | Wohnanlage mit Einfriedung und Siedlungsgrün                                                                                 | Franz-Mehring-Platz 3; 5; 7 (Karte)  | um 1925   | Baugeschichtlich von Bedeutung, im traditionalistischen Stil der 1920er/1930er Jahre. - Wohnanlage: Thomas-Mann-Straße 2 und Gerhart-Hauptmann-Weg 4–12 einzelne Hauseingänge, im Hinterhof Funktionsgebäude mit Abstellraum, Wäschemangel und Waschhaus (siehe Thomas-Mann-Straße 2), - Einfriedung: Zur Straße bei Gerhart-Hauptmann-Weg 8–12, Einfriedungsmauern zum Innenhof bei Gerhart-Hauptmann-Weg 15, Kantstr. 2, 8 und 10 sowie Franz-Mehring-Platz 3–7, - Siedlungsgrün: Vorgartenbereich mit straßenbegleitender Baumreihe aus Kugel-Ahorn (Acer platanoides 'Globosum') und Baumpaaren aus Pyramiden-Pappeln (Populus nigra 'Italica') an den Hofzugängen entlang der Gerhart-Hauptmann-Straße. | 09241337 |
| Direkt Bild zu diesem Denkmal hochladen | Villa | Friedrich-Ebert-Straße 1 (Karte)     | 1922      | Im traditionalistischen Stil und Heimatstil der 1920er Jahre, als Direktorenwohnhaus für die Weberei Harnisch & Oertel erbaut, orts- und baugeschichtlich von Bedeutung. Fensterläden, Balkon, großer Erker, Vorhäuschen. | 09241323 |
| Direkt Bild zu diesem Denkmal hochladen | Villa (Nr. 5b) mit reicher Innenausstattung sowie Garten (einschließlich des Gartens am Nebengebäude, Nr. 5) und Einfriedung | Friedrich-Ebert-Straße 5; 5b (Karte) | 1895      | Ortsgeschichtlich und baugeschichtlich von Bedeutung, repräsentative Villa im historistischen Stil, erbaut vom Leipziger Architekten Bruno Eelbo für den Textilfabrikanten Hugo Boessneck, auffallend gestalteter Zaun. - Auffallend gestalteter Zaun, Schmiedeeisen mit Eisenzaunspfosten, - Villa: Putznutung Obergeschoss, kräftige Fensterüberdachung Obergeschoss, Mittelrisalit, Glasvordach, Laterne, weit überkragendes Dach, Fenster original, runder Erker mit Balkon, Pergola, Farbglasfenster Treppenhaus, Reste Gartengestaltung: Freitreppe – zwei Drachen, Bauherr: Fabrikant Hugo Boessneck Der große Garten an der Villa (Friedrich-Ebert-Straße 5b), konnte nur von außen grob erfasst werden, da eine Adresse des Eigentümers bis Ende November von der Unteren Denkmalschutzbehörde nicht zu ermitteln war und eigene Bemühungen vor Ort und im Landesdenkmalamt auch nicht zum Erfolg führten. Das abgegrenzte Remisengrundstück (Friedrich-Ebert-Straße 5) wurde erfasst. Im Landesdenkmalamt ist für die Villa ein Poster angefertigt worden. Auf ihm heißt es: „Der Garten erhielt seine historische Gestaltung zurück.“ (LfD/2014, Ragnhild Kober-Carrière) | 09241324 |
| Direkt Bild zu diesem Denkmal hochladen | Mietshaus in halboffener Bebauung                                                                                            | Fritz-Reuter-Straße 2 (Karte)        | 1929      | Baugeschichtlich von Bedeutung, im Reformstil der Zeit nach 1910. Putz, Fassadengliederung, Fenster mit Fensterläden im Erdgeschoss original. | 09241325 |
| Direkt Bild zu diesem Denkmal hochladen | Mietshaus in Ecklage und in offener Bebauung                                                                                 | Fritz-Reuter-Straße 38 (Karte)       | um 1925   | Baugeschichtlich und städtebaulich von Bedeutung, platzbildende Lage und Gestaltung, im traditionalistischen Stil der 1920er Jahre. Putzbau mit Eckquaderung, Haustür original, platzbildend. | 09241326 |

### G
| Bild                                    | Bezeichnung                                                                       | Lage                                               | Datierung                | Beschreibung | ID       |
| --------------------------------------- | --------------------------------------------------------------------------------- | -------------------------------------------------- | ------------------------ | --- | -------- |
| Direkt Bild zu diesem Denkmal hochladen | Mietshaus in geschlossener Bebauung                                               | Gerberstraße 6 (Karte)                             | um 1880                  | Baugeschichtlich von Bedeutung, gründerzeitlich-klassizistische Putzfassade mit originaler Haustür. Haustür, Fassadengliederung, Dachaufbauten original, Putzfassade, Putzquaderung Erdgeschoss. | 09241328 |
| Weitere Bilder                          | Überlandwerk (Elektrizitätswerk), heute Landratsamt, mit Vorplatz und Freiplastik | Gerhart-Hauptmann-Weg 1 (Karte)                    | 1936 (Elektrizitätswerk) | Baugeschichtlich, kunstgeschichtlich und ortsgeschichtlich von Bedeutung, im traditionalistischen Stil der 1920er/1930er Jahre, Architekt: Hugo Koch, Nerchau und Leipzig (siehe auch Erweiterungsbau, Heinrich-Heine-Straße 11). Freitreppe vor dem Eingang, Fenster- und Türgewände Porphyr, Plastik im Treppenhaus, Speisesaal mit Natursteinwandverkleidung und Treppe, Flügel- und Seitengebäude zur Heinrich-Heine-Straße (um 1925 gebaut?), Verwaltungsgebäude mit Freifläche für Überlandwerk Glauchau AG, ausgeführt von Bauhütte Glauchau, heute Landratsamt, Haus 1. | 09241335 |
|                                         | Finanzamt, heute Landratsamt                                                      | Gerhart-Hauptmann-Weg 2 (Karte)                    | um 1935                  | Kunst-, orts- und baugeschichtlich von Bedeutung, im traditionalistischen Stil der 1920er/1930er Jahre, Anklänge an den NS-Monumentalstil. Freitreppe, Fenster- und Türgewände Porphyr, Vestibül, Türbeschläge, Treppe und Treppengeländer original, heute Landratsamt, Haus 2. | 09241336 |
| Direkt Bild zu diesem Denkmal hochladen | Wohnanlage mit Einfriedung und Siedlungsgrün                                      | Gerhart-Hauptmann-Weg 4 bis 6; 8; 9 bis 15 (Karte) | um 1925                  | Baugeschichtlich von Bedeutung, im traditionalistischen Stil der 1920er/1930er Jahre. - Wohnanlage: Thomas-Mann-Straße 2 und Gerhart-Hauptmann-Weg 4–12 einzelne Hauseingänge, im Hinterhof Funktionsgebäude mit Abstellraum, Wäschemangel und Waschhaus (siehe Thomas-Mann-Straße 2), - Einfriedung: Zur Straße bei Gerhart-Hauptmann-Weg 8–12, Einfriedungsmauern zum Innenhof bei Gerhart-Hauptmann-Weg 15, Kantstr. 2, 8 und 10 sowie Franz-Mehring-Platz 3–7, - Siedlungsgrün: Vorgartenbereich mit straßenbegleitender Baumreihe aus Kugel-Ahorn (Acer platanoides 'Globosum') und Baumpaaren aus Pyramiden-Pappeln (Populus nigra 'Italica') an den Hofzugängen entlang der Gerhart-Hauptmann-Straße. | 09241337 |
|                                         | Katholische Kirche (mit Ausstattung)                                              | Geschwister-Scholl-Straße 34 (Karte)               | 1954–1956                | Saalkirche mit separatem Glockenturm, im traditionalistischen Stil der 1940/1950er Jahre, Anklänge an die Neoromanik, Architekt: Andreas Marquart, Leipzig, kunsthistorisch, ortsgeschichtlich und baugeschichtlich von Bedeutung. Drei große Mosaike über Eingängen, mit Darstellung St. Benno, St. Bonifacius und Maria, mit separatem Glockenturm, spätgotischer Flügelaltar um 1500, Pfarrei „Mariä Himmelfahrt“ Glauchau. (Anschrift: Geschwister-Scholl-Straße 2 oder Geschwister-Scholl-Straße 34). | 09241329 |
| Direkt Bild zu diesem Denkmal hochladen | Rosengarten (Rosarium)                                                            | Goetheweg (Karte)                                  | Zwischen 1920 und 1921   | Beispielhafter regelmäßig angelegter Rosengarten in den Gestaltungsformen der Reformzeit, als einer von nur drei als Sondergärten angelegten Rosengärten in Sachsen von Seltenheitswert, von ortsgeschichtlicher, städtebaulicher und gartenkünstlerischer Bedeutung. Nach 1920 wurde der ehemalige Hirschgrund verfüllt und der sogenannte „Hirschgrundpark“ nach Plänen des Garteninspektors Walter Hoppert durch den Glauchauer Gärtnerverein als Rosengarten angelegt. 1932 erhielt die Anlage den Namen Rosarium. Sie wurde in drei Ebenen angelegt: Die oberste Ebene wird durch eine rahmende Allee aus Winter-Linden und geschnittenen Hainbuchen-Hecken entlang eines umlaufenden, fast rechteckigen Weges geprägt. Die mittlere Ebene wird durch einen hufeisenförmig verlaufenden Weg erschlossen. Im Nordwesten befindet sich eine runde platzartige Erweiterung, an der sich ursprünglich ein Musikpavillon befand. Der Weg wird durch ein schmales Rosenband begleitet, im Nordwesten befinden sich Rhododendron und Staudenpflanzungen. Die untere Ebene wird durch ein System aus drei hufeisenförmig und mehreren radial verlaufenden Wegen erschlossen, dazwischen befinden sich Rosen- und Staudenbeete. Es handelt sich hierbei um einen beispielhaften regelmäßig angelegten Rosengarten in den Gestaltungsformen der Reformzeit und ist als Werk Walter Hopperts gartenkünstlerisch von Bedeutung. Die Anlage besitzt durch ihren geringen Veränderungsgrad einen hohen Aussagewert. Als einer von nur drei als Sondergärten angelegten Rosengärten in Sachsen besitzt sie darüber hinaus auch Seltenheitswert. | 09306699 |
| Weitere Bilder                          | Parkanlage mit Neptunstatue und Kaskade (mit Gedenksäule und Siegesgöttin)        | Gründelallee - (Karte)                             | nach 1875                | Gartenkünstlerisch und ortsgeschichtlich von Bedeutung, größter Park Glauchaus mit reichem altem Baumbestand, angelegt als Fortsetzung des Schlossparks auf Initiativen des Verschönerungsvereins. Beschreibung und Begründung des Gartendenkmals: 1864 wurde der einige Jahre zuvor trocken gelegte und wieder neu angelegte Gründelteich über einen Kanal vom Mühlgraben gespeist. Der 1875 gegründete Verschönerungsverein (erster Vorsitzender war Rechtsanwalt Ernst Friedrich Grimm) veranstaltete Konzerte, deren Eintrittsgelder für den Park gesammelt wurden. Solitärbäume spendeten Emil Lossow und Grimm. Die sogenannten „Neuen Anlagen“ wurden am Ausgang des Rothenbacher Tales beginnend gebaut. Im Zentrum der Gründelparkinsel mit Vierpass-Grundform steht in einem kreisförmigen Becken die vergoldete Siegesgöttin Viktoria auf einer 13 Meter hohen Säule, die mit einem gusseisernen Überlaufbecken oben abschließt (Kaskadensäule). Die Göttin weist mit dem rechten Arm zum Schloss. Die Aufschrift auf der an der Südseite des Säulensockels angebrachten Tafel lautet: „Zu Ehren der erlauchten gräflichen Herrschaft SCHOENBURG:GLAUCHAU stiftete dieses Denkmal Heinrich Carl Hedrich in Glauchau 1884“. Eine weitere Tafel an der Nordseite zeigt die Aufschrift: „EINGEWEIHT am 14. August 1884“. Das Wasser für die Kaskade wurde in ein Bassin im Boessneckschen Garten (Plantagenstraße 10) gepumpt und zur Kaskade wieder hinabgeführt. Die Dauer des Schauspiels währte 10 Minuten. Es wurde nur zu bestimmten Zeiten veranstaltet. Die Insel ist über eine Brücke in Holzkonstruktion (1936 erneuert, nach 1990 saniert) von dem um den Teich führenden Weg von Süden erreichbar und hatte ein feinteiliges Wegesystem. Die im Wasser, auf einem Sockel stehende Neptunfigur aus Rochlitzer Porphyr war 1758 für den Marktbrunnen geschaffen worden, der 1858 abgebrochen wurde. Zeitweise stand sie wohl auf der Insel. Im Norden des Teiches befindet sich zwischen Teich und verfülltem Mühlgraben ein Dammweg, die „Gründelallee“, mit wenigen erhaltenen alten Eichen und Linden. 1924/1925 ist das Gründelhaus, auch Parkschänke genannt, erbaut worden. Zuvor gab es hier schon einen Steg mit einem kleinen Gebäude für den Gondelbetrieb. Wege und zwei Aussichtplätze befinden sich an dem steilen einstigen, mit Eichen und Hainbuchen bewachsenen Prallhang der Mulde, der den Uferweg im Süden begrenzt. Aus der Stadt erfolgt die Erschließung des Parks über einen, von der Plantagenstraße hinabführenden Fahrweg. Von gleicher Stelle führt auch ein Weg zu einem Aussichtsplateau. In Ostrichtung zieht sich der Park in der Ebene (Hammerwiese) und am Hang bis zu den Anlagen am Schloss. Der Hammerdammweg begrenzt ihn hier im Norden. Der Gründelpark steht im engen Zusammenhang mit den Gartenanlagen am Schloss und den oberhalb des Teiches liegenden Villengärten an der Plantagenstraße. Zu ihnen gibt es Wegeverbindungen. Geschichtlich trägt der Park Zeugnis von den Initiativen des Verschönerungsvereins und einiger Persönlichkeiten zum Wohle der Bürger. Die Besonderheit der Anlage liegt in den Sichtbeziehungen über die Wasserfläche. Die Insel mit der Hedrichsäule bildet dabei den Hauptblickbezugspunkt. Auf das Schauspiel der Wasserkaskade ist der Park in seiner Wegeführung und Bepflanzung ausgerichtet worden, was insbesondere den gartenkünstlerischen Wert der Anlage ausmacht. (LfD/2014) Geschichte: - 9. Oktober 1864 wurde der neue Kanal, der den Mühlgraben mit dem Teich zur Speisung des Teiches verbindet, feierlich geöffnet. Der Teich hatte zuvor trocken gelegen und war wieder neu angelegt worden, - 1870/80 gelangte die Neptunfigur zum Gründelteich und thronte wohl zuerst auf der Insel (1758 Schaffung des Neptun aus Rochlitzer Porphyr für den Marktbrunnen, 1858 Abbruch des Brunnens und Aufstellung im herrschaftlichen Garten), - 12. August 1875, konstituierende Sitzung des Verschönerungsvereins Glauchau mit Erstem Vorsitzenden Rechtsanwalt Ernst Friedrich Grimm und Beginn der Gestaltung der Gründelanlagen, - 10. November 1883 Pflanzung einer Luthereiche, - 1884 spendete Carl Hedrich eine Gedenksäule mit Wasserkaskade zu Ehren des Grafen von Schönburg-Glauchau, - 1. April 1885 Pflanzung einer Bismarckeiche, - 1885 Anlage der Allee um die Teichanlage, Schaffung der sogenannten „Neuen Anlagen“ (Wege vom Ausgang des Rothenbacher Tales am Steilhang der Mulde aufwärts), - 1886 Spende großer Solitärbäume durch Emil Lossow und E. F. Grimm, - 1912 Anlagenfest, - 1924/1925 Bau der Parkschänke, - 1936 Erneuerung der Brücke, - 1939 Verbesserung des Zugangs vom Mühlberg, Gondelbetrieb, Fischzucht, Parkbühne, - 2005 Unwetter mit starken Schäden im Parkbereich bei der Bühne, - 2008 Wiedererrichtung eines Hedrich-Denkmals auf der Gründelteichinsel durch seinen Ur-Ur-Enkel (1902 durch seine Kinder im Wehrgarten errichtet). Bauliche Schutzgüter: - Gebäude: Parkschänke am südlichen Ufer des Teiches (kein Einzeldenkmal). - Erschließung: - Zugänge: Ein Zugang von der Albertsthaler Straße, zwei Zugänge von der Wehrstraße sowie ein weiterer über die Hammerwiese, ein Zugang vom Mühlberg, ein weiterer Zugang über den Gründelberg und durch den Hirschgrund. - Wegesystem: Landschaftlich geschwungene Wege mit wassergebundener Decke, Gründelallee und Hammerdammweg als Dammwege ausgebildet. - Gartenbauten: Freilichtbühne westlich des Gründelteichs. - Gartenausstattung: Neptunskulptur im Teich (Einzeldenkmal, derzeit – 2017 – nicht am Standort), Hedrich-Denkmals auf der Insel (kein Einzeldenkmal). - Wasserelemente: Gründelteich mit vierpassförmiger Insel, Kaskade mit Gedenksäule und Siegesgöttin auf der Insel (Einzeldenkmal), Hammerteich mit kleiner Insel. Vegetabile Schutzgüter: - Alleen und Baumreihen: Gründelallee nördlich des Teiches vorwiegend mit wechselständig angeordneten Winter-Linden (Tilia cordata) und Stiel-Eichen (Quercus robur) bestanden, Eschen-Allee (Fraxinus excelsior), teilweise als Baumreihe entlang des Hammerdammweges, - Markante Einzelbäume: Unter anderem Blut-Buche (Fagus sylvatica f. purpurea), Linde (Tilia spec.), Rot-Eiche (Quercus rubra), Säulen-Eiche (Quercus robur ‚Fastigiata‘), Spitz-Ahorn (Acer platanoides), Trauer-Weide (Salix alba 'Tristis'?), Rosskastanie (Aesculus hippocastanum), Esche (Fraxinus excelsior), Schwarz-Kiefer (Pinus nigra), auf der Insel entlang der Uferkante Schwarz-Erlen (Anus glutinosa), Sonstige Schutzgüter: - Bodenrelief: In weiten Teilen eben, zum Schlossberg hin ansteigend, - Blickbeziehungen: Verschiedene Blickbeziehungen innerhalb des Parks (teilweise zugewachsen), insbesondere über die Wasserflächen des Gründelteichs, die Insel mit der Hedrichsäule bildet dabei den Hauptblickbezugspunkt, durch den Hirschgrund zur Schlossbrücke, vom Aussichtsplateau im Schlossgarten in den Park. | 09241331 |
|                                         | Eisenbahnbrücke über Güterbahnhofstraße und Zwickauer Mulde                       | Güterbahnhofstraße (Karte)                         | 1857                     | Bogenbrücke der Eisenbahnstrecke Dresden–Werdau (km 112,63, 6258, sä. DW, 6257, sä. DWCh), verkehrsgeschichtlich von Bedeutung. Dreibogig, überspannt Straße und Fluss, Porphyr abgesetzt. Eisenbahnstrecke Dresden–Werdau (Streckenkürzel 6258, sä. DW, 6257, sä. DWCh), zweigleisige sächsische Hauptbahn, verläuft von Dresden über Freiberg, Chemnitz und Zwickau nach Werdau, wo sie im Bogendreieck Werdau in die Bahnstrecke Leipzig–Hof einmündet, eröffnet in mehreren Teilabschnitten Teilstück Dresden–Tharandt, 1858 Abschnitt Chemnitz–Zwickau, 1862 Tharandt–Freiberg, 1866 Chemnitz bis Flöha, vollständige Eröffnung 1869 mit der Fertigstellung der Strecke Freiberg–Flöha, Hauptzweck: Anschluss der Steinkohlewerke des Plauenschen Grunds bei Tharandt/Freital an die sich im 19. Jahrhundert entwickelnden Industriegebiete in Westsachsen, heute wichtiges Teilstück der Verbindung Dresden–Nürnberg (Sachsen-Franken-Magistrale). | 09241332 |

### H
| Bild                                    | Bezeichnung                                                | Lage                      | Datierung             | Beschreibung | ID       |
| --------------------------------------- | ---------------------------------------------------------- | ------------------------- | --------------------- | --- | -------- |
| Weitere Bilder                          | Seitengebäude des ehemaligen Amtsgerichtes, heute Wohnhaus | Heinrichshof 1 (Karte)    | um 1860               | Städtebaulich und ortsgeschichtlich von Bedeutung, noch von klassizistischer Wirkung, Ensemble mit Heinrichshof 2 und 3. Türen und Fenster sowie Fassadengliederung original erhalten, Fassade mit Putznutung. | 09241241 |
| Weitere Bilder                          | Gerichtsgebäude mit Schmuckplatz                           | Heinrichshof 2 (Karte)    | um 1860               | Orts- und baugeschichtlich von Bedeutung, zunächst fürstliches und gräfliches Bezirksgericht, ab 1878 Königliches Amtsgericht, auf dem Standort des hinterherrschaftlichen „rothen“ Vorwerks errichtet, im historistisch-klassizistischem Stil, Ensemble mit Heinrichshof 1 und 3. - Amtsgericht: Fassade 1951 verändert, im Inneren böhmisches Kappengewölbe und preußisches Kappengewölbe, Mezzaningeschoss, Treppengelände. - Schmuckplatz: Umlaufender Erschließungsweg in Granitpflaster, zentrale rechteckige Rasenfläche mit zwei sich kreuzenden, mittig verlaufenden Wegen mit wassergebundener Decke, Schnittpunkt der beiden Wege als runde platzartige Fläche ausgeprägt und mit zentraler Winter-Linde (Tilia cordata) bepflanzt, in der Nordwest- bzw. Südwestecke der Fläche je eine Platane (Platanus x hispanica) angeordnet, in der Nordost- bzw. Südostecke winkelförmige Pflanzflächen mit Sommerblumen. | 09241242 |
| Weitere Bilder                          | Seitengebäude des Amtsgerichtes, heute Wohnhaus            | Heinrichshof 3 (Karte)    | um 1870               | Städtebaulich und ortsgeschichtlich von Bedeutung, noch von klassizistischer Wirkung, Ensemble mit Heinrichshof 1 und 2. Gleiche Gestaltung wie Nummer 1. | 09241243 |
| Direkt Bild zu diesem Denkmal hochladen | Kavaliershaus im Schlossgarten                             | Heinrichshof 4a (Karte)   | um 1800, Umbau 1933   | Ortsgeschichtlich von Bedeutung. | 09241638 |
| Direkt Bild zu diesem Denkmal hochladen | Wohnhaus                                                   | Heinrichshof 5; 6 (Karte) | Mitte 19. Jahrhundert | Ehemals Amtshaus der Herrschaft Hinterglauchau, zeittypischer Bau in gutem Originalzustand mit erhaltener Innenausstattung, baugeschichtlich und ortsgeschichtlich von Bedeutung. Zweigeschossiger Putzbau, fünf Achsen, Mitteleingang mit Türportal, Türportal mit waagerechtem Gebälk, Haustür zweiflüglig mit Oberlicht, dort Sprossenteilung, Krüppelwalmdach, Giebeldreieck mit halbrundem nachträglich eingebautem Fenster, im Erdgeschoss Rundbogenfenster, dort die originalen Fenster der Erbauungszeit erhalten, zweigeschossiger Anbau mit Putzquaderung im Erdgeschoss, Putzbau, flaches Satteldach, Anbau später, aber auch Denkmalwert, im Inneren des Wohnhauses böhmische Kappengewölbe mit Gurtbögen. | 09242874 |
| Direkt Bild zu diesem Denkmal hochladen | Mietshaus in Ecklage und in geschlossener Bebauung         | Heinrichstraße 7a (Karte) | um 1890               | Städtebaulich und baugeschichtlich von Bedeutung, im neogotischen Stil. Putzquaderung, Fenstergewände. | 09241342 |
| Direkt Bild zu diesem Denkmal hochladen | Mietshaus in geschlossener Bebauung                        | Hermannstraße 18 (Karte)  | um 1890               | Baugeschichtlich von Bedeutung, gründerzeitliche Klinkerfassade. Klinkerfassade, Haustür original. – Stand bis 2003 irrtümlich unter „Hermann-Straße 18“ in der Liste. | 09241343 |
| Direkt Bild zu diesem Denkmal hochladen | Mietshaus mit Gaststätte in geschlossener Bebauung         | Hoffnung 2; 3 (Karte)     | bezeichnet 1898       | Baugeschichtlich von Bedeutung, historistische Klinkerfassade. Klinkerfassade, Erdgeschoss Putz, eventuell Zusammenhang zu Fabrikarchitektur. | 09241344 |
| Direkt Bild zu diesem Denkmal hochladen | Wohnhaus in geschlossener Bebauung                         | Hoffnung 5 (Karte)        | um 1830               | Sozial- und baugeschichtlich von Bedeutung, wahrscheinlich Fachwerk-Obergeschoss (verputzt). Wahrscheinlich Fachwerk-Obergeschoss verputzt. | 09241345 |
| Direkt Bild zu diesem Denkmal hochladen | Wohnhaus in geschlossener Bebauung                         | Hoffnung 79 (Karte)       | 19. Jahrhundert       | Sozial- und baugeschichtlich von Bedeutung, wahrscheinlich Fachwerk-Obergeschoss (verputzt). Fachwerk-Obergeschoss verputzt, Türen original, Dachaufbauten zu groß. | 09241347 |
| Direkt Bild zu diesem Denkmal hochladen | Wohnhaus in geschlossener Bebauung                         | Hoffnung 89 (Karte)       | um 1880               | Baugeschichtlich von Bedeutung, gründerzeitliche Putzfassade. Tordurchfahrt, Tor, Beschläge, Fensterläden, Fassadengestaltung original. | 09241350 |

### J
| Bild                                    | Bezeichnung                                                                               | Lage                      | Datierung | Beschreibung | ID       |
| --------------------------------------- | ----------------------------------------------------------------------------------------- | ------------------------- | --------- | --- | -------- |
| Direkt Bild zu diesem Denkmal hochladen | Mietshaus in Ecklage und in geschlossener Bebauung                                        | Jägerstraße 1 (Karte)     | um 1900   | Mit Laden, städtebaulich und baugeschichtlich von Bedeutung, gründerzeitliche Klinkerbau, in gutem Originalzustand mit ortsbildprägender Bedeutung. Klinkerfassade, mit Fensterüberdachungen, im Dachbereich verändert.                         | 09241354 |
| Direkt Bild zu diesem Denkmal hochladen | Mietshaus in geschlossener Bebauung konzipiert (bauliche Einheit mit Auestraße 46 und 44) | Jägerstraße 2 (Karte)     | um 1900   | Baugeschichtlich und städtebaulich von Bedeutung, Gründerzeitgebäude mit Klinkerfassade. | 09241355 |
| Direkt Bild zu diesem Denkmal hochladen | Villa mit Einfriedung                                                                     | Jahnstraße 19 (Karte)     | um 1925   | Baugeschichtlich von Bedeutung, im Reformstil der Zeit nach 1910 und Anklänge an den Art-Déco-Stil, aufwendiges Türgewände. Freitreppe, aufwendiges Türgewände, Zaun und Pfeiler.                                                               | 09241356 |
| Direkt Bild zu diesem Denkmal hochladen | Wohnhaus in offener Bebauung                                                              | Johannisstraße 1a (Karte) | um 1930   | Orts- und baugeschichtlich von Bedeutung, im traditionalistischen Stil der 1920/1930er Jahre, Villa des Direktors der Spinnstoffwerke. Ehemalige Villa des Direktors der Spinnstoffwerke, außen original, innen Türen, Beschläge und so weiter. | 09241357 |

### K
| Bild                                    | Bezeichnung | Lage                                        | Datierung                 | Beschreibung | ID       |
| --------------------------------------- | --- | ------------------------------------------- | ------------------------- | --- | -------- |
| Direkt Bild zu diesem Denkmal hochladen | Wohnanlage mit Einfriedung und Siedlungsgrün | Kantstraße 2; 4; 6; 8; 10 (Karte)           | um 1925                   | Baugeschichtlich von Bedeutung, im traditionalistischen Stil der 1920er/1930er Jahre. - Wohnanlage: Thomas-Mann-Straße 2 und Gerhart-Hauptmann-Weg 4–12 einzelne Hauseingänge, im Hinterhof Funktionsgebäude mit Abstellraum, Wäschemangel und Waschhaus (siehe Thomas-Mann-Straße 2), - Einfriedung: Zur Straße bei Gerhart-Hauptmann-Weg 8–12, Einfriedungsmauern zum Innenhof bei Gerhart-Hauptmann-Weg 15, Kantstr. 2, 8 und 10 sowie Franz-Mehring-Platz 3–7, - Siedlungsgrün: Vorgartenbereich mit straßenbegleitender Baumreihe aus Kugel-Ahorn (Acer platanoides 'Globosum') und Baumpaaren aus Pyramiden-Pappeln (Populus nigra 'Italica') an den Hofzugängen entlang der Gerhart-Hauptmann-Straße. | 09241337 |
| Direkt Bild zu diesem Denkmal hochladen | Schlachthof mit Verwaltungsgebäude, Restaurationsgebäude, Kühl- und Schlachthallen sowie Stallgebäude, Remise, Pferdestall und Sanitätsschlachtstelle | Kantstraße 11 (Karte)                       | 1895–1896                 | Ortsgeschichtlich, sozialgeschichtlich, städtebaulich, baugeschichtlich und wirtschaftsgeschichtlich von Bedeutung, Klinkerbauten der Gründerzeit. Gelber Klinker, gestalteter Fabrikkomplex, weitestgehend äußerlich original, mit grün glasierten Ziegeln abgesetzt. | 09241246 |
| Direkt Bild zu diesem Denkmal hochladen | Mietshaus in Ecklage | Karlstraße 14 (Karte)                       | 2. Hälfte 19. Jahrhundert | Baugeschichtlich von Bedeutung, im Stil der frühen Historismus (Rundbogenstil), straßenbildprägende Ecktürme. Rustikaputz, Haustür, Ecktürmchen, teilweise gekoppelte Fenster, Fenster alle verändert, rundbogige Fenster. | 09241361 |
| Direkt Bild zu diesem Denkmal hochladen | Haustür eines Wohnhauses | Kirchgasse 2 (Karte)                        | 1. Hälfte 19. Jahrhundert | Handwerklich-künstlerisch von Bedeutung, klassizistische Haustür. | 09241363 |
| Weitere Bilder                          | Evangelische Stadtkirche St. Georg (mit Ausstattung)                                                                                                  | Kirchplatz (Karte)                          | 1726–1728                 | Baugeschichtlich, kunstgeschichtlich, ortsgeschichtlich und ortsbildprägend von Bedeutung, Umfassungsmauern des gotischen Kirchenbaus blieben erhalten, mit wertvoller barocker Ausstattung. - Evangelische Stadtkirche St. Georg: Stattlicher barocker Bau auf gotischer Grundlage. 1726 bis 1728 unter Einbeziehung des gotischen Vorgängerbaus durch Baumeister Johann Herrmann, Hofzimmermeister Johann Michael Dörffel und Bauunternehmer Samuel Nendel neu errichtet. Restaurierung 1842, durchgreifende Erneuerung 1892, dabei neue Farbfassung des Innenraumes unter Leitung von Christian Schramm. Umfangreiche Innenrestaurierung und Zurückführung auf den barocken Ursprungszustand 1960 bis 1964. - Gebäude: Rechteckiger Putzbau, der eingezogene Chor mit 3/8-Schluss, besetzt mit kräftigen Strebepfeilern. An der Nord- und Südseite des Chores zweigeschossige Logenanbauten. Kräftiger Westturm, der quadratische Unterbau und das Hauptportal vom gotischen Vorgängerbau, das Glockengeschoss polygonal fortgesetzt, mit welscher Haube und Laterne. - Innenraum: Geräumiger Emporensaal mit Spiegelgewölbe über kräftigem Gesims, gestützt von den Steinpfeilern der zweigeschossigen, umlaufenden Empore. Der Chor ebenfalls mit Spiegelgewölbe. An der Ostseite hinter dem Altar zwei verglaste Logen der Grafen von Schönburg-Hinterglauchau und Schönburg-Forderglauchau. Zweigeschossige Logenprospekt an der nördlichen Chorwand mit Pilastergliederung und kräftigen verkröpften Gesimsen, zwei schmucklose Logen an der Chorsüdwand. Im Süden, an den Chor anschließend, Sakristei und Taufkapelle. - Ausstattung: - Im Chorraum barocker Sandsteinaltar von 1728 mit architektonischer Gliederung, gestiftet von Graf Otto Ernst von Schönburg-Hinterglauchau. 1960/64 zurückgeführt auf barockes Erscheinungsbild und ergänzt durch hölzernen Altaraufsatz mit Gloriole und Kruzifix am Mittelteil des Altars. Barocker kelchförmiger polygonaler Taufstein von 1729 mit Blattwerk, der Holzdeckel als sechsteilige, reich geschnitzte Krone ausgebildet mit drei gemalten Medaillons mit Taufdarstellungen, bekrönt durch eine weibliche Figur. Barocke Kanzel (restauriert 1960–1964), an den Brüstungsfeldern Gleichnisse: Christus als Licht der Welt, als Sämann, als der gute Hirte, als der rechte Weinstock, als das Lamm und als Tür. An der Chorsüdwand zwischen Altar und Kanzel zwei schönburgische Epitaphe mit dem gemalten Bildnis des Grafen Otto Ernst von Schönburg und dem gemalten Brustbild des Grafen Friedrich Erdmann von Schönburg, umgeben von Trophäen (gestiftet 1738), beide farbig gefasst, Holz. In der schmucklosen Taufkapelle klassizistische Taufe von 1842. Aus Eisenguss gefertigte Säule mit Engeldarstellungen zwischen Palmen, die Gnadenmittel, das Wort Gottes und beide Sakramente symbolisierend. Der Deckel aus Messing. An der Westseite der Taufkapelle neugotischer Schnitzaltar aus der Schlosskapelle von Schloss Hinterglauchau mit Kreuzigungsgruppe, von der Mayerschen Kunstanstalt in München. Figuren in Weißfassung. - Im Kirchenschiff an den Pfeilern der Nordempore zwei qualitätvolle, unterlebensgroße gefasste Schnitzfiguren, Darstellungen des hl. Mauritius und des hl. Stephanus, vom Gesprenge eines verloren gegangenen gotischen Schnitzaltars. Unter der Nordempore Reste einer kunstvollen Predella mit der Anbetung der hl. drei Könige, farbig gefasste Schnitzfiguren vor vergoldetem Hintergrund. An gleicher Stelle anmutige, lebensgroße Mondsichelmadonna, farbige Schnitzfigur um 1480/90, vermutlich vom ehemaligen Hochaltar. Unter der Südempore kleiner spätgotischer Flügelaltar ohne Predella und Aufsatz. Im Schrein die Heilige Familie, im linken Flügel geschnitzte Darstellung des Johannes Evangelista und eines Heiligen ohne Attribut, im rechten Flügel Petrus und die hl. Elisabeth. Auf den Rückseiten der Flügel gemalte Ranken aus Weintrauben und Ähren sowie Bibelsprüche. Die bemalten Schnitzfiguren vor vergoldetem, punziertem Grund. Fassung und Bemalung des kleinen Schnitzaltars weisen auf die Werkstatt des Zwickauer Bildschnitzers Peter Breuer hin, die Figuren auf die Altenburger Werkstatt des Franz Prüfer. - Orgel und aufwendig geschnitzter Prospekt von Gottfried Silbermann, 1730. - Auf der Südempore Kopie des Gemäldes Christus als Lehrer von Giovanni Bellini. Davor lebensgroße Figuren der vier Evangelisten, ungefasste, qualitätvolle Schnitzfiguren des 19. Jahrhunderts. Im Kirchenschiff ein steinerner, dornengekrönter Christuskopf und ein kleines Keramikrelief mit Darstellung der Geißelung, beides 15. Jahrhundert. - In der kreuzgratgewölbten Turmhalle kleines steinernes Epitaph für Richard Clemens Graf und Herr von Schönburg, einfache Arbeit des beginnenden 20. Jahrhunderts. (Dehio Sachsen II. 1998) Altar 1510, Silbermannorgel: zweimanualig, 1730 geweiht, 1840 durch Urban Kreutzbach, Borna, einzelner Stimmen beraubt, um Platz für moderne Register zu haben. 1949 durch Orgelbaumeister Hans Michel erneuert, dabei einzelne Register durch die alten wieder ersetzt. | 09241364 |
| Direkt Bild zu diesem Denkmal hochladen | Wohnhaus in halboffener Bebauung | Kirchplatz 2 (Karte)                        | um 1800                   | Städtebaulich von Bedeutung, im Kern barockes Gebäude, platzbildprägend. | 09241366 |
|                                         | Kantorat und Innere Mission | Kirchplatz 3 (Karte)                        | um 1895                   | Orts- und baugeschichtlich von Bedeutung, Gründerzeitbau, Klinkerfassade im Stil des Historismus mit aufwändig gestaltetem Giebel. Klinkerfassade, Haustür und Fenster original. | 09241367 |
|                                         | Superintendentur | Kirchplatz 5 (Karte)                        | 1721                      | Orts- und baugeschichtlich von Bedeutung, repräsentatives barockes Gebäude mit Mansarddach, platzbildprägend. Schlichter Barockbau. | 09241368 |
| Direkt Bild zu diesem Denkmal hochladen | Diakonat | Kirchplatz 6 (Karte)                        | 1754                      | Orts- und baugeschichtlich von Bedeutung, platzbildprägender Barockbau mit historistischem Giebel. Schlichter Barockbau, erfasst unter der Anschrift „Kirchplatz 7“. | 09241369 |
| Direkt Bild zu diesem Denkmal hochladen | Wohnhauszeile | Kopernikusstraße 46; 48; 50; 52; 54 (Karte) | um 1955                   | Baugeschichtlich von Bedeutung, im Stil der Nationalen Bautradition der 1950er Jahre, im Zusammenhang mit der gegenüberliegenden Fachschule erbaut als Studentenwohnheim. | 09241371 |
| Direkt Bild zu diesem Denkmal hochladen | Fachschule | Kopernikusstraße 51 (Karte)                 | 1954                      | Orts- und baugeschichtlich von Bedeutung, monumentaler Bau im Stil der Nationalen Bautradition der 1950er Jahre. | 09241370 |
| Direkt Bild zu diesem Denkmal hochladen | Doppelmietshaus in Ecklage (Anschrift: Dietrich-Bonhoeffer-Straße 14 und Körnerstraße 10)                                                             | Körnerstraße 10 (Karte)                     | um 1910                   | Baugeschichtlich von Bedeutung, mit Fachwerkgiebeln und verzierten Holzerkern auch an der Hofseite. Fachwerkzwerchgiebel, Holzerker verziert, Oberlichter Fenster, Farbglasfenster, Farbfassung Fassade schlecht. | 09241302 |

### L
| Bild                                    | Bezeichnung                                                                                           | Lage                                  | Datierung                                     | Beschreibung | ID       |
| --------------------------------------- | --- | ------------------------------------- | --------------------------------------------- | --- | -------- |
| Direkt Bild zu diesem Denkmal hochladen | Spinnereigebäude                                                                                      | Leipziger Platz 8 (Karte)             | 1866 (spätere Erweiterungen)                  | technikgeschichtlich und baugeschichtlich von Bedeutung, Zwirnerei und Spinnerei Sachsenring, gelber historistischer Klinkerbau mit Turm | 09241373 |
|                                         | Wohn- und Geschäftshaus (mit zwei Hausnummern) in geschlossener Bebauung                              | Leipziger Straße 6; 7 (Karte)         | um 1870                                       | historistisches Druckereigebäude, orts- und baugeschichtlich von Bedeutung; Mezzaningeschoss, Zahnfries, repräsentativ gestaltetes Erdgeschoss mit Säulen, neogotische Formensprache, Inschrift „Deutsches Haus und Deutsches Land / Schirm dich Gott mit starker Hand, Wird dieser Stein zerfallen sein / es dauert fort im Druck das Wort“ | 09241374 |
|                                         | Gebäude der ehem. Reichsbank-Nebenstelle Glauchau (Wohn- und Geschäftshaus in geschlossener Bebauung) | Leipziger Straße 37 (Karte)           | 1904                                          | baugeschichtlich, ortsgeschichtlich und städtebaulich von Bedeutung, straßenbildprägender Neorenaissance-Giebel, ortsbildprägende Lage am Schillerpark, heute Volksbank | 09241375 |
| Direkt Bild zu diesem Denkmal hochladen | Mietshaus in geschlossener Bebauung                                                                   | Leipziger Straße 54 (Karte)           | um 1910                                       | baugeschichtlich von Bedeutung, schlichte neoklassizistische Putzfassade | 09241376 |
| Weitere Bilder                          | Postamt, Einfriedung des Grundstücks und Aussichtstürmchen am Postberg                                | Leipziger Straße 62 (Karte)           | 1892–1893                                     | städtebaulich, orts- und baugeschichtlich von Bedeutung, repräsentatives Bauwerk im Stil des Späthistorismus mit Eckturm, ortsbildprägende Lage am Schillerpark, dekorative Malerei in Schalterhalle, Holzvertäfelungen, originale Haustür | 09241377 |
| Direkt Bild zu diesem Denkmal hochladen | Wohnhaus in geschlossener Bebauung                                                                    | Leipziger Straße 83 (Karte)           | 2. Hälfte des 19. Jahrhunderts, im Kern älter | baugeschichtlich von Bedeutung, historistische Putzfassade, markante Dachaufbauten, Hintergebäude mit Fachwerk-Obergeschoss, Vorderhaus mit Ladenlokal (verändert), Hinterhaus vermutlich vor 2009 abgebrochen | 09241378 |
| Direkt Bild zu diesem Denkmal hochladen | Wohnhaus (mit zwei Hausnummern) in Ecklage                                                            | Leipziger Straße 91; 92 (Karte)       | um 1920/1930                                  | mit Laden, orts- und baugeschichtlich von Bedeutung, ehemalige Gaststätte „Haus Vaterland“, Putzfassade mit Eckerker und Art-déco-Elementen Art-déco-Ornamentik. | 09241379 |
| Direkt Bild zu diesem Denkmal hochladen | Mietshaus in geschlossener Bebauung                                                                   | Lerchenstraße 10 (Karte)              | um 1880                                       | baugeschichtlich von Bedeutung, historistische Putzfassade mit Gesims und Zahnfries, Sockel in Zyklopenmauerwerk, Fensterverdachungen, originale Haustür | 09241380 |
| Direkt Bild zu diesem Denkmal hochladen | Mietshaus in geschlossener Bebauung                                                                   | Lerchenstraße 12 (Karte)              | um 1880                                       | baugeschichtlich von Bedeutung, historistische Putzfassade Siehe Nummer 10. | 09241381 |
| Direkt Bild zu diesem Denkmal hochladen | Wohnhaus in halboffener Bebauung                                                                      | Lessingstraße 7 (Karte)               | 1896                                          | baugeschichtlich von Bedeutung, zur Fabrik gehörend, mit Veranda-Vorbau, Zwerchgiebel mit Fachwerk, Fenstergewände und Sockel in glasierten Ziegeln, Putz vermutlich erneuert, Dachaufbauten original | 09241382 |
| Weitere Bilder                          | Meilenstein                                                                                           | Lichtensteiner Straße (Karte)         | nach 1858 (Meilenstein)                       | Stationsstein, verkehrsgeschichtlich von Bedeutung Sandstein, mit Inschrift und Krone, restauriert. | 09241386 |
| Direkt Bild zu diesem Denkmal hochladen | Sachgesamtheit Friedhof Glauchau                                                                      | Lichtensteiner Straße 39; 39a (Karte) | seit 1869                                     | baugeschichtlich, gartengeschichtlich, ortsgeschichtlich und landschaftsgestaltend bzw. städtebaulich von Bedeutung, Kapelle aus Zeit des Historismus mit Resten des alten Friedhofstores (Renaissanceportal). Mit folgenden Einzeldenkmalen: - Friedhofsgestaltung (Gartendenkmal) - Friedhofskapelle (mit versetztem Portal vom alten Stadtgottesacker) - Leichenhalle - Verwaltungsgebäude - Friedhofstor - Zwei Kriegerdenkmale (für Gefallene des Deutsch-Französischen Kriegs und Gefallene des Ersten Weltkriegs) - Ehrenhain für die Gefallenen des Ersten und Zweiten Weltkriegs - Grabmale: Familie Kuhn, Familie Berger, Hugo Hedrich, Familie Heyne, Familie Ehret, Familie Guido Erler, A. Kreisig / F. Ulrich (Baumeister), Dr. jur. Otto Schimmel, Heinrich Zahn, Familienstellen II/34 bis einschließlich II/40, Mausoleum Heinrich Carl Hedrich, Gedenkstein „Unseren 106. Kameraden“, Erstes Grabkreuz aus der Anlegung des Friedhofs von 1869, Familienstätten I/1 Lindner / Schmidt, Familiengruft Ludwig Leuschner, Erbbegräbnis der Familie Felix Weissbach, Grabfeld III.47, Erbbegräbnis Grabfeld III.48 (neben F. Weissbach), Erbbegräbnis der Familie Emil Lossow, Grabfeld I.7 - (siehe dazu Einzeldenkmale gleiche Anschrift – Obj. 09241383) - Friedhofsmauer als Sachgesamtheitsteil Geschichte: 1869 angelegt; 1. Juni 1869 Abschiedsfeier und Zug von der alten Gottesackerkirche zur neuen Begräbnisstätte; Torbogen des alten Gottesackers über dem Eingang der Kapelle eingemauert; vor 1909 Erweiterung (siehe Messtischblatt, Blatt 96, 1909); 1919 waren 520 Linden 220 Kastanien und 120 Ahornbäume vorhanden. Friedhofsteile: - Kapellenplatz mit Friedhofskapelle, Leichenhalle, Verwaltungsgebäude und Kriegerdenkmal für die Gefallenen des Deutsch-Französischen Kriegs 1870/1871 - Nordwest-Teil mit sechs Quartieren - Südost-Teil mit 16 Quartieren und Kriegerdenkmal für die Gefallenen des Ersten Weltkriegs mit Ehrenhain - Wirtschaftsbereich im Südosten | 09301647 |
| Direkt Bild zu diesem Denkmal hochladen | Einzeldenkmale der Sachgesamtheit Friedhof Glauchau                                                   | Lichtensteiner Straße 39, 39a (Karte) | 1869/1870                                     | bau- und ortsgeschichtlich von Bedeutung, Kapelle aus Zeit des Historismus mit Resten des alten Friedhofstors (Renaissanceportal) Mit folgenden Einzeldenkmalen: - Friedhofsgestaltung (Gartendenkmal) - Friedhofskapelle (mit versetztem Portal vom alten Stadtgottesacker) - Leichenhalle - Verwaltungsgebäude - Friedhofstor - Zwei Kriegerdenkmale (für Gefallene des Deutsch-Französischen Kriegs und Gefallene des Ersten Weltkriegs) - Ehrenhain für die Gefallenen des Ersten und Zweiten Weltkriegs - Grabmale: Familie Kuhn, Familie Berger, Hugo Hedrich, Familie Heyne, Familie Ehret, Familie Guido Erler, A. Kreisig / F. Ulrich (Baumeister), Dr. jur. Otto Schimmel, Heinrich Zahn, Familienstellen II/34 bis einschließlich II/40, Mausoleum Heinrich Carl Hedrich, Gedenkstein „Unseren 106. Kameraden“, Erstes Grabkreuz aus der Anlegung des Friedhofs von 1869, Familienstätten I/1 Lindner / Schmidt, Familiengruft Ludwig Leuschner, Erbbegräbnis der Familie Felix Weissbach, Grabfeld III.47, Erbbegräbnis Grabfeld III.48 (neben F. Weissbach), Erbbegräbnis der Familie Emil Lossow, Grabfeld I.7 - (siehe dazu Einzeldenkmale gleiche Anschrift – Obj. 09241383) - Friedhofsmauer als Sachgesamtheitsteil Beschreibung und Begründung des Gartendenkmals: Der Friedhof wird von der Lichtensteiner Straße durch das Friedhofstor, das auf den Kapellenplatz führt, erschlossen. Die Toranlage befindet sich zwischen Leichenhalle und Verwaltungsgebäude und besteht aus zwei Tor- und vier Zaunpfeilern aus Sandstein sowie drei schmiedeeisernen Zaunfeldern, Zufahrtstor und Pforte. Friedhofstor, Denkmal des deutsch-französischen Krieges und Kapelle sind in einer Achse angeordnet. Ein regelmäßiges orthogonales Wegesystem gliedert sich in eine Längsachse, zehn Querachsen und parallel zur Einfriedung verlaufenden Wegen. Es erschließt die in zwei Reihen liegenden 22 Quartiere. Entlang des von Nordwesten nach Südosten verlaufenden Hauptweges befindet sich eine Allee aus Winterlinden. An den Innenseiten der beiden äußeren Längswege des Friedhofs stehen Baumreihen aus Rosskastanien. Die Querwege sind mit Alleen aus Winterlinden bestanden. Der in klassischer Gliederung 1869 angelegte und um 1900 nach Südosten erweiterte Friedhof wird heute noch von seinen hoch aufgewachsenen Baumalleen und -reihen bestimmt. Durch seine erhöhte und freie Lage außerhalb der Stadt ist er – insbesondere zur Zeit der Kastanienblüte – weit sichtbar. Aus dem Friedhof ergeben sich mehrfach Sichten zum benachbarten Bismarckturm. Auf Grund seiner klaren, klassischen und durch frei wachsende Baumalleen gesteigerten Gliederung hat er gartengeschichtlichen Wert. Seine an der Lichtenfelder Straße ausgedehnte Lage hat landschaftsgestaltende/städtebauliche Bedeutung. (LfD/2014, 2017) In der Kapelle einige Persönlichkeiten: - Ludwig Leuschner (Fabrikant, Rittergutsbesitzer in Limbach-Oberfrohna) - Felix Weissbach (Fabrikant, gestorben 1907) - Ehret (Fabrikant) Friedhofsteile: - Kapellenplatz mit Friedhofskapelle, Leichenhalle, Verwaltungsgebäude und Kriegerdenkmal für die Gefallenen des Deutsch-Französischen Kriegs 1870/1871 - Nordwest-Teil mit sechs Quartieren - Südost-Teil mit 16 Quartieren und Kriegerdenkmal Erster Weltkrieg mit Ehrenhain - Wirtschaftsbereich im Südosten Bauliche Schutzgüter: - Gebäude: - Friedhofskapelle mit Resten alten Friedhofstors des alten Gottesackers (16. Jahrhundert) - Leichenhalle und Verwaltungsgebäude an der Lichtensteiner Straße (alles Einzeldenkmale) - Einfriedung: Friedhofsmauer mit Wandstellen entlang der Nordost-, Südost- und Südwestgrenze des Friedhofs (Sachgesamtheitsteil) Erschließung / Zugänge: - Hauptzugangstor (Einzeldenkmal) von der Lichtensteiner Straße zwischen Leichenhalle und Verwaltungsgebäude mit Sandsteinpfosten - Zweiflügliges Zufahrtstor sowie eine einflüglige Pforte aus Ziergittern - Dem gegenüber an der Südwestseite des Friedhofs liegt ein Nebeneingang mit einem zweiflügligen Zufahrtstor aus Ziergittern - Weiterer Zugang durch den Wirtschaftsbereich im Südosten - Wegesystem: orthogonales Wegesystem, folgend dem Zuschnitt des Friedhofs Kriegerdenkmäler: - Kriegerdenkmal 1870/1871 aus Sandstein, Inschrift auf der Vorderseite: „Den Helden, die für des Vaterlandes Größe und Freiheit im heiligen Streit ihr Leben ließen, widmet dieses Denkmal dankbar die Heimat. Gepriesen sei, wer fand den Tod für's Vaterland“ (Einzeldenkmal) - Kriegerdenkmal (Erster Weltkrieg) aus Rochlitzer Porphyr mit Ehrenhain der Kriegsopfer des Ersten und Zweiten Weltkriegs (Einzeldenkmal) Vegetabile Schutzgüter: - Allee aus Winterlinden (Tilia cordata) entlang der Hauptwegeachse, am nordwestlichen Ende teilweise Ahorne bzw. Birken (vermutlich spätere Ersatzpflanzungen) - an den Wegen entlang der Friedhofsmauern lückenhafte Baumreihen aus Rosskastanien (Aesculus hippocastanum) - Querwege in der Regel mit Alleen aus Winterlinden (Tilia cordata) - Verbindungsweg vom Haupttor zum Nebeneingang an der Südwestseite mit Schwarz-Erlen (Alnus glutinosa) - auf dem gesamten Friedhofsareal Rhododendren Sonstige Schutzgüter: - Bodenrelief: eben - Blickbeziehungen zum benachbarten Bismarckturm | 09241383 |
| Direkt Bild zu diesem Denkmal hochladen | Mietshaus in geschlossener Bebauung                                                                   | Lichtensteiner Straße 44 (Karte)      | 1864                                          | baugeschichtlich von Bedeutung | 09241384 |
| Direkt Bild zu diesem Denkmal hochladen | Mietshaus in Ecklage                                                                                  | Lichtensteiner Straße 70 (Karte)      | um 1900                                       | mit Ladenlokal (Kreuz-Drogerie), städtebaulich von Bedeutung (straßenraumbildend), mit Zinnenkranz | 09241385 |
| Direkt Bild zu diesem Denkmal hochladen | Mietshaus in geschlossener Bebauung                                                                   | Lindenstraße 25 (Karte)               | um 1890                                       | baugeschichtlich von Bedeutung, mit reicher Fassadengliederung | 09241387 |
| Direkt Bild zu diesem Denkmal hochladen | Mietshaus in geschlossener Bebauung und freistehendes Hinterhaus                                      | Lindenstraße 26 (Karte)               | um 1880                                       | baugeschichtlich von Bedeutung, mit reicher Fassadengliederung und straßenbildprägendem Mittelerker, Tordurchfahrt, reiche Innenausstattung in Vorhalle, Holzvertäfelung, Farbverglasungen, Kamin, ehemaliger Zimmerspringbrunnen, Treppenhaus mit böhmischem Kappengewölbe, ehemals Villa des Textilfabrikanten Rox?, Seitengebäude Klinker und Fachwerk | 09241388 |
| Direkt Bild zu diesem Denkmal hochladen | Mietshaus in geschlossener Bebauung konzipiert                                                        | Lindenstraße 27 (Karte)               | um 1880                                       | baugeschichtlich von Bedeutung, historistische Putzfassade im neogotischen Stil mit Balkon im Obergeschoss, Überschlagsgesims über den Fenstern, Tür versetzt | 09241389 |
| Weitere Bilder                          | Realgymnasium mit Turnhallenanbau                                                                     | Lindenstraße 28 (Karte)               | 1878, später erweitert                        | orts- und baugeschichtlich von Bedeutung, prächtige historistische Putzfassade, ehemaliges Realgymnasium mit Realschule, eingeweiht am 29. August 1878; erweitert 1888, 1898 und 1910; im Singsaal ursprünglich eine Kopie von Veroneses „Hochzeit von Kana“ (1925 vom Glauchauer Maler Paul Geißler), originale Turnhallen-Innengestaltung, schlichte Innengestaltung der Schule, reiche Fassadengliederung, ehemals Georgius-Agricola-Oberschule | 09241390 |
| Direkt Bild zu diesem Denkmal hochladen | Wohnhaus                                                                                              | Lindenstraße 33 (Karte)               | 1875                                          | baugeschichtlich und ortsgeschichtlich von Bedeutung, guter Originalbestand, Putzquaderung, reiche Fassadengliederung; ursprünglich in Besitz der Fabrikanten-Familie Rucks | 09241392 |
| Direkt Bild zu diesem Denkmal hochladen | Schule                                                                                                | Lindenstraße 45 (Karte)               | 1877–1878                                     | orts- und baugeschichtlich von Bedeutung, historistisches Schulgebäude, ehemalige II. Bezirksschule | 09241393 |
| Direkt Bild zu diesem Denkmal hochladen | Sommerbad                                                                                             | Lungwitzer Straße (Karte)             | 1925                                          | ortsgeschichtlich von Bedeutung, hölzerne Umkleidekabinen und Kioske; eingeweiht am 28. Juni 1925 | 09241395 |
| Weitere Bilder                          | zwei Eisenbahnviadukte über Lungwitzbach und Lungwitztalstraße                                        | Lungwitztalstraße (Karte)             | um 1900                                       | unmittelbar nebeneinanderliegend, für die Strecken Glauchau – Chemnitz und Glauchau – Rochlitz (Muldentalbahn); landschaftsprägend durch exponierte, unverbaute Lage; verkehrsgeschichtlich von Bedeutung Einzeldenkmale in der oben genannten Sachgesamtheit (siehe Sachgesamtheit 09306181): - Brücke der Bahnstrecke Glauchau–Chemnitz: Fünfbogenbrücke in Eisenbetonkonstruktion, schlichte Ausführung, Betonung der Rundbögen durch Rustizierung - Brücke der Bahnstrecke Glauchau–Rochlitz: Zweibogenbrücke (langgestreckte Segmentbögen) in Eisenbetonkonstruktion, ohne Schmuckelemente, Bewehrung teilweise freiliegend, gewölbte Durchbrüche in den Pfeilern, bei Strecken-km 0,9 | 09241321 |

### M
| Bild                                    | Bezeichnung                                                               | Lage                                | Datierung                                   | Beschreibung | ID       |
| --------------------------------------- | ------------------------------------------------------------------------- | ----------------------------------- | ------------------------------------------- | --- | -------- |
| Direkt Bild zu diesem Denkmal hochladen | Wohnhaus in geschlossener Bebauung                                        | Marienstraße 27 (Karte)             | um 1870                                     | Baugeschichtlich von Bedeutung, gründerzeitliche Putzfassade. Fassadengliederung, Türen original. | 09241396 |
| Direkt Bild zu diesem Denkmal hochladen | Wohnhaus in geschlossener Bebauung                                        | Marienstraße 28 (Karte)             | um 1850                                     | Baugeschichtlich von Bedeutung, historistisch-klassizistische Putzfassade. Mit Tordurchfahrt, Türen, Fenster, Tor original. | 09241397 |
| Direkt Bild zu diesem Denkmal hochladen | Wohnhaus in halboffener Bebauung                                          | Marienstraße 34 (Karte)             | um 1870                                     | Baugeschichtlich von Bedeutung, Originalbestand, gründerzeitliche Putzfassade, markantes Zwerchhaus im Dach. Originalbestand. | 09241398 |
| Direkt Bild zu diesem Denkmal hochladen | Fabrik- und Appreturgebäude                                               | Marienstraße 46 (Karte)             | um 1870                                     | Orts- und baugeschichtlich von Bedeutung, spätklassizistisches Gebäude mit Mittelrisalit und zarter Fassadengliederung. Überschlaggesimse, Rustikaputz, ehemals Karl Thomas sen.? | 09241400 |
| Direkt Bild zu diesem Denkmal hochladen | Malzhaus                                                                  | Marienstraße 47 (Karte)             | um 1850                                     | Orts- und baugeschichtlich von Bedeutung, mächtiges Gebäude mit Krüppelwalmdach, reicher Originalbestand, klassizistisches Portal. Reicher Originalbestand, gefährdet. | 09241401 |
| Weitere Bilder                          | Rathaus (mit mehreren Gebäudeteilen)                                      | Markt 1 (Karte)                     | 1819                                        | Städtebaulich, baugeschichtlich, ortsgeschichtlich und ortsbildprägend von Bedeutung, im Mansarddach steht dicker Turm, klassizistisches Gebäude von noch barocker Wirkung. Abgebrannt 1813, 1819 wieder aufgeführt, im Inneren 1922/1923 durchgreifende Umgestaltung, Nachbarhaus (ehemals Markt 2) gehört heute mit zum Rathaus, eigene Hausnummer existiert nicht mehr. | 09241402 |
|                                         | Wohnhaus in geschlossener Bebauung, ehemals Hotel                         | Markt 8 (Karte)                     | 19. Jahrhundert                             | Städtebaulich, orts- und baugeschichtlich von Bedeutung, marktplatzprägender schlichter Putzbau. Ehemaliges Hotel „Deutscher Hof“, angeblich vor 2005 abgebrochen, war allerdings 2009 noch nicht abgetragen. | 09241403 |
|                                         | Wohnhaus in geschlossener Bebauung                                        | Markt 11 (Karte)                    | Ende 18. Jahrhundert                        | Städtebaulich und baugeschichtlich von Bedeutung, platzbildprägendes Gebäude mit Mansarddach, Giebelwand zur Nicolaistraße in Fachwerk. Mansarddach, platzbildende Gründe. | 09241404 |
| Direkt Bild zu diesem Denkmal hochladen | Reste der Stadtmauer                                                      | Markt 11 (bei) (Karte)              | mittelalterlich                             | Bei Markt 11, Nicolaistraße 2, hinter Georgenkirche, ortsgeschichtlich von Bedeutung. | 09241405 |
| Weitere Bilder                          | Apotheke und Wohnhaus in Ecklage (zwei Gebäudeteile mit Nicolaistraße 19) | Markt 12 (Karte)                    | 1. Hälfte 19. Jahrhundert                   | Städtebaulich, orts- und baugeschichtlich von Bedeutung, wohlproportionierte Fassade mit Mittelrisalit und Bauplastik. | 09241406 |
|                                         | Wohnhaus in geschlossener Bebauung                                        | Markt 13 (Karte)                    | 2. Hälfte 18. Jahrhundert                   | Städtebaulich und baugeschichtlich von Bedeutung, schlichtes barockes Gebäude. | 09241407 |
|                                         | Wohnhaus in geschlossener Bebauung                                        | Markt 14 (Karte)                    | 2. Hälfte 18. Jahrhundert                   | Städtebaulich und baugeschichtlich von Bedeutung, schlichtes barockes Gebäude, wertvolle Innenausstattung. Im Treppenhaus Einbauschrank, Ende 18. Jahrhundert, Keller. | 09241408 |
|                                         | Wohnhaus in geschlossener Bebauung                                        | Markt 15 (Karte)                    | 2. Hälfte 18. Jahrhundert                   | Städtebaulich und baugeschichtlich von Bedeutung, schlichtes barockes Gebäude. | 09241409 |
|                                         | Wohnhaus in Ecklage                                                       | Markt 16 (Karte)                    | 2. Hälfte 18. Jahrhundert                   | Städtebaulich und baugeschichtlich von Bedeutung, schlichtes barockes Gebäude. | 09241410 |
|                                         | Wohnhaus in Ecklage und in geschlossener Bebauung                         | Markt 17 (Karte)                    | 2. Hälfte 18. Jahrhundert                   | Mit Laden, städtebaulich und baugeschichtlich von Bedeutung, platzbildprägendes Gebäude mit Mansarddach und aufwändigem Dachausbau, barocke Stuckdecken im Innern. Barocke Stuckdecken im ersten Stock, Fassade überformt. | 09241411 |
|                                         | Apotheke und Wohnhaus in geschlossener Bebauung                           | Markt 19 (Karte)                    | 2. Hälfte 18. Jahrhundert, später überformt | Städtebaulich, orts- und baugeschichtlich von Bedeutung, im Kern barockes Gebäude, hübsche Art-Déco-Fassade der 1920er Jahre. Barocke Türumrahmung im ersten Stock. | 09241412 |
|                                         | Wohnhaus in geschlossener Bebauung                                        | Markt 21 (Karte)                    | um 1900                                     | Mit Laden, städtebaulich und baugeschichtlich von Bedeutung, hübsche Fassade. Lederwaren „Max Röhner“. | 09241413 |
| Direkt Bild zu diesem Denkmal hochladen | Ladenfront eines Wohnhauses                                               | Marktstraße 12 (Karte)              | um 1905                                     | Baugeschichtlich von Bedeutung, repräsentative architektonische Gestaltung im Stil des Historismus. Ladentür und architektonische Gestaltung, Ladenbereich der Fassade. | 09241415 |
| Direkt Bild zu diesem Denkmal hochladen | Villa                                                                     | Martinistraße 1 (Karte)             | 1887                                        | Orts- und baugeschichtlich von Bedeutung, repräsentatives Gründerzeitgebäude. Für Stadtrat C.W. Strauss erbaut, später zeitweise im Besitz des Fabrikanten Schütz, der Wintergarten anbauen ließ, Baumeister Julius Ulrich, Glauchau. | 09241527 |
| Direkt Bild zu diesem Denkmal hochladen | Mietvilla                                                                 | Martinistraße 2 (Karte)             | 1867 (Villa)                                | Ortsgeschichtlich von Bedeutung, gründerzeitliche Putzfassade, ursprünglich Restauration mit Terrasse, später Gerichtsamt des Grafen Carl von Schönburg (ohne Gefängnisanlage), dann Bezirksgericht Bauherren H. H. Hunger und Maurermeister H. H. Hunger, seit 1887 Restaurant betrieben von Restaurateur F. Jähnichen. | 09241499 |
| Direkt Bild zu diesem Denkmal hochladen | Villa                                                                     | Martinistraße 5 (Karte)             | um 1900                                     | Baugeschichtlich von Bedeutung, prächtiger Bau des Späthistorismus mit Schwebegiebeln und hölzernem Vorhäuschen. Fenster verändert, rückseitig Wintergartenanbau u. a. Modernisierungen, Schwebegiebel, schöne Haustür mit hölzernem Vorhäuschen. | 09241416 |
| Direkt Bild zu diesem Denkmal hochladen | Villa mit Einfriedung                                                     | Martinistraße 6 (Karte)             | 1894                                        | Baugeschichtlich von Bedeutung, schlichtes Gründerzeitgebäude von noch klassizistischer Wirkung. Errichtet für Otto Doerffel von Maurermeister Friedrich Krumbiegel, Glauchau. 1920 Umbauten durch Baumeister R. Ulrich für Bauherren Ernst Klunker. | 09241530 |
| Direkt Bild zu diesem Denkmal hochladen | Villa                                                                     | Martinistraße 8 (Karte)             | 1886, Umbau 1922                            | Orts- und baugeschichtlich von Bedeutung, reich gegliederte Villa im historistischen Stil. Putzquaderung im Erdgeschoss, Erker und Balkone, Haustür und Fenster original, Eckerker mit ornamentalem Schmuck, Bleiglasfenster, als Wohnhaus für Adolf Günther von Baumeister Th. Kästner, Glauchau, gebaut, später im Besitz des Fabrikanten Max Bössneck, 1922 An- und Umbau durch Baumeister A. Reichenbach, Einfriedung (entlang der Martinistraße) vor 2009 abgebrochen. | 09241417 |
| Direkt Bild zu diesem Denkmal hochladen | Villa                                                                     | Martinistraße 10 (Karte)            | 1885                                        | Orts- und baugeschichtlich von Bedeutung, Gründerzeitvilla, Treppenaufgang aufwendig gestaltet, Architekten: Lossow & Viehweger, Dresden. Treppenaufgang aufwendig gestaltet, Marmorverkleidung, Serpentinit u. a. Mitte der 1920er Jahre, Bauherr: Kaufmann Ludwig Glissmann, Architekt Lossow & Viehweger. | 09241418 |
| Direkt Bild zu diesem Denkmal hochladen | Villa                                                                     | Martinistraße 15 (Karte)            | 1902                                        | Orts- und baugeschichtlich von Bedeutung, reizvolle kleine Villa mit Fachwerkelementen, stilistisch zwischen Historismus und Reformstil der Zeit nach 1900, Bauherr: Textilfabrikant Strübell. Fachwerkelemente, weit vorkragender Schwebegiebel holzverkleidet, zahlreiche Balkone, rückseitig verändert und aufgestockt, Fensterläden, aufwendig gestaltetes Bleiglasfenster im Treppenhaus, ehemalige Kratz-Villa, einfache Innenausstattung, Baumeister Reinhold Ulrich, Glauchau, Bauherr: Spinnereibesitzer W. Strübell, Besitzer der Kammgarnspinnerei Pflüger, Strübell & Co. | 09241419 |
| Direkt Bild zu diesem Denkmal hochladen | Villa mit Villengarten und Einfriedung                                    | Meeraner Straße 13 (Karte)          | 1899                                        | Künstlerisch, gartenkünstlerisch, ortsgeschichtlich und baugeschichtlich von Bedeutung, großbürgerliche Villa mit repräsentativer Ausstattung, im Stil der Historismus, im Inneren guter Bestand, geprägt von historistischen und Jugendstilauffassungen, Park der Villa Gartendenkmal von hohem Rang. Beschreibung und Begründung des Gartendenkmals: Zu dem – Ende des 19. Jahrhunderts im landschaftlichen Stil angelegten – repräsentativen Villengarten gehören eine großzügige Zufahrt im Nordwesten der Villa, der hausnahe Bereich mit drei offenen Parkräumen im Nordosten, Südosten und Südwesten der Villa, und der weitläufige, mit reichem Baumbestand versehene, südwestliche Parkbereich mit Teich, landschaftlichem Wegesystem, Aussichtshügeln und Sitzplätzen. Die Zaunanlage aus Metallkonstruktion mit Eisenpfeilern und massiven Klinkerpfeilern und die Toranlage mit vier hohen Pfeilern, Tor und zwei Pforten schließt im Südosten mit einem Mauerabschnitt ab. Hier befindet sich auf der Gartenseite ein erhöhter Sitzplatz, eine sogenannte Neugierde. Die in den Garten etwas zurückgesetzte Villa wird über die geradlinige Zufahrt mit halbkreisförmiger Vorfahrt (wassergebundene Wegedecke) und einen Zugangsweg mit gebrannten, farbigen Gehwegsteinen erschlossen. Buchen, Eichen und Linden umstellen die Vorfahrt und haben mit weiteren hoch aufgewachsenen Linden und Kastanien nahe der Villa eine rahmende Wirkung. Von den Wegen in der Peripherie der offenen Parkräume der Villa wird der Blick daher zu unterschiedlichen Teilen der Fassade der Villa geführt, die somit besonders herausgestellt werden. Von der Villa, in ähnlich interessanter Weise zu sehen, ist die Gliederung der Ränder der offenen Parkräume. Laub- und Nadelgehölze erzeugen eine in Struktur, Farbe und Form abwechslungsreiche Randsituation des sich weiter in den Südwest-Bereich erstreckenden, mehr von Bäumen überschatteten Parkbereichs. Ein Teich bildet mit einem Aussichtshügel einen weiteren offenen Parkraum in diesem Areal. Die Vielfalt der Gehölze und die Vielzahl der Parkbilder innerhalb des landschaftlichen Parks und in Bezug zur Villa, machen den künstlerischen Wert des Villengartens aus. Durch das Absterben einiger alter Bäume und Wildwuchs sind diese gefährdet und beeinträchtigt. Interessant ist die vereinzelt anscheinend vorgenommene Pflanzung von mehreren Gehölzen einer Art in ein Pflanzloch. Der Park der Villa ist in die Phase der reifen landschaftlichen Gartenanlagen des ausgehenden 19. Jahrhunderts einzuordnen und hat besonderen gartengeschichtlichen und gartenkünstlerischen Wert. (LfD/2014 Ragnhild Kober-Carrière) Großzügige ehemalige Fabrikantenvilla, Klinker-Mischbauweise, Reste des Parkes erhalten, Zaun und Zaunspfeiler mit Gartentor, Turm, weitere Bebauung im Park, ehemals Villa Fabrikant Berger, typischer Historismusbau, im Inneren guter Bestand, geprägt von historistischen und Jugendstilauffassungen, Park gleichzeitig mit Villa angelegt, Gartendenkmal von hohem Rang, verschlungene Wege, Baumgruppen und Freiflächen, trotz langjähriger Vernachlässigung gut erkennbar (Villengarten teilweise mit neuen Wohnhäusern überbaut, Anschrift: Schindmaaser Weg 2, 4, 6, 8, 10, 12, 14, Flstk. 3222/5, 3222/6, 3222/7, 3222/8, 3222/9, 3222/10, 3222/11, 3222/12 und 3222/13 – kein Teil des Gartendenkmals mehr). | 09241420 |
| Direkt Bild zu diesem Denkmal hochladen | Mietvilla mit Vorgarten                                                   | Meeraner Straße 15 (Karte)          | um 1900                                     | Baugeschichtlich von Bedeutung, gründerzeitlicher Putzbau mit hölzernem Vorhäuschen, guter Originalbestand. Guter Originalbestand, Vorhaus Holz verziert, Mezzaningeschoss, Schwebegiebel, Putzfassade. | 09241421 |
| Direkt Bild zu diesem Denkmal hochladen | Mietshaus in geschlossener Bebauung                                       | Meeraner Straße 17 (Karte)          | bezeichnet 1898                             | Baugeschichtlich von Bedeutung, repräsentative gründerzeitliche Klinkerfassade. Obergeschoss Klinker, guter Originalbestand. | 09241422 |
| Direkt Bild zu diesem Denkmal hochladen | Mietshaus in geschlossener Bebauung                                       | Meeraner Straße 19 (Karte)          | bezeichnet 1896                             | Baugeschichtlich von Bedeutung, repräsentative gründerzeitliche Klinkerfassade. Mit gutem Originalbestand. | 09241423 |
| Direkt Bild zu diesem Denkmal hochladen | Mietshaus in halboffener Bebauung                                         | Meeraner Straße 21 (Karte)          | um 1900                                     | Baugeschichtlich von Bedeutung, Jugendstilfassade. Putzornamentik: Jugendstil, stark geschädigt, Original-Haustür. | 09241424 |
| Direkt Bild zu diesem Denkmal hochladen | Mietshaus in geschlossener Bebauung                                       | Meeraner Straße 52 (Karte)          | um 1890/1900                                | Baugeschichtlich von Bedeutung, gründerzeitliche Putzfassade mit reichem plastischem Schmuck. Putzfassade, Putznutung im Erdgeschoss, plastischer Schmuck. | 09241425 |
| Direkt Bild zu diesem Denkmal hochladen | Wohnhaus                                                                  | Mittelgasse 11 (Karte)              | 2. Hälfte 18. Jahrhundert                   | Baugeschichtlich von Bedeutung, schöner Barockbau mit Mansarddach. Fachwerk-Obergeschoss verputzt, platzbildend, Mansarddach, fälschlicherweise erfasst unter der Anschrift: Mittelgasse 10. | 09241426 |
| Direkt Bild zu diesem Denkmal hochladen | Wohnhaus                                                                  | Mühlberg 6 (Karte)                  | 1710 Dendro                                 | Barockes Gebäude mit Mansarddach, Teil der Schlossmühle, orts- und baugeschichtlich von Bedeutung. Mansardwalmdach, Obergeschoss Fachwerk teilweise verputzt, Wohnhaus der ehemaligen Schlossmühle, Haustür. | 09241428 |
| Direkt Bild zu diesem Denkmal hochladen | Städtische Badeanstalt                                                    | Mühlgrabenstraße 1; 2; 3; 4 (Karte) | 1904                                        | Mit Schwimmbecken, kunsthistorisch, orts- und baugeschichtlich von Bedeutung, neoromanische und neobarocke Stilelemente. Städtische Badeanstalt, romanische und barocke Stilelemente, Mischbau – gelber Klinker und Putzflächen, Teile der Innenausstattung und Inneneinrichtung erhalten, Decke im Schwimmbad verändert, Galerien fehlen, neben Schwimmbecken auch verschiedene medizinische Einrichtungen und Badezellen. | 09241429 |
| Direkt Bild zu diesem Denkmal hochladen | Mietshaus in Ecklage                                                      | Mühlgrabenstraße 27 (Karte)         | um 1912                                     | Mit Laden (Apotheke), städtebaulich und baugeschichtlich von Bedeutung, Gründerzeitgebäude mit Eckbetonung, reiche Fassadengliederung. Adler-Apotheke, Erdgeschoss verändert, reiche Fassadengliederung. | 09241430 |

### N
| Bild                                    | Bezeichnung                                          | Lage                     | Datierung              | Beschreibung | ID       |
| --------------------------------------- | ---------------------------------------------------- | ------------------------ | ---------------------- | --- | -------- |
| Direkt Bild zu diesem Denkmal hochladen | Haustür eines Wohnhauses                             | Nicolaistraße 1 (Karte)  | Anfang 19. Jahrhundert | Handwerklich-künstlerisch von Bedeutung, klassizistische Haustür.                                                                                         | 09241431 |
|                                         | Wohnhaus in Ecklage                                  | Nicolaistraße 11 (Karte) | um 1800                | Mit Laden, städtebaulich und baugeschichtlich von Bedeutung, ortsbildprägender Fachwerkbau mit Mansarddach, historistische Ladenfront. Ladenbereich 1899. | 09241432 |
| Direkt Bild zu diesem Denkmal hochladen | Haustür eines Wohnhauses                             | Nicolaistraße 12 (Karte) | um 1850                | Handwerklich-künstlerisch von Bedeutung, klassizistisch-gründerzeitliche Haustür.                                                                         | 09241433 |
| Direkt Bild zu diesem Denkmal hochladen | Erker eines Wohnhauses                               | Nicolaistraße 13 (Karte) | um 1900                | Handwerklich-künstlerisch von Bedeutung, hübscher Fachwerkerker mit Jugendstildekor.                                                                      | 09241434 |
| Direkt Bild zu diesem Denkmal hochladen | Wohnhaus in Ecklage (zwei Gebäudeteile mit Markt 12) | Nicolaistraße 19 (Karte) | um 1860                | Orts- und baugeschichtlich von Bedeutung, Teil der Mohrenapotheke am Markt. Mit Mohren-Apotheke ein Haus.                                                 | 09241435 |

### O
| Bild                                    | Bezeichnung | Lage                                        | Datierung                   | Beschreibung | ID       |
| --------------------------------------- | --- | ------------------------------------------- | --------------------------- | --- | -------- |
| Weitere Bilder                          | Wasserturm | Obere Muldenstraße 63 (Karte)               | 1928–1930                   | Technikgeschichtlich von Bedeutung, Turm des Hochbehälters, Betriebswasserwerk Glauchau. Turm 1950 außer Betrieb gesetzt, 1930 in Betrieb gesetzt, bauliche Erweiterung 1934 und 1950. | 09241437 |
| Direkt Bild zu diesem Denkmal hochladen | Ehemalige Kinderbewahranstalt | Oststraße 30 (Karte)                        | um 1870                     | Orts- und baugeschichtlich von Bedeutung, gründerzeitliche Putzfassade, guter Originalbestand, | 09241439 |
|                                         | Doppelmietshaus in geschlossener Bebauung | Otto-Schimmel-Straße 2; 4 (Karte)           | um 1925                     | Baugeschichtlich von Bedeutung, architektonisch qualitätvolles Doppelmietshaus in zeittypischer Gestaltung und gutem Originalzustand, mit expressionistischen Gestaltungselementen, ortsbildprägende Lage gegenüber dem Schillerpark. Beide Gebäude: Dreigeschossiger Putzbau mit expressionistischen Gestaltungselementen, Ladenzone im Erdgeschoss vermutlich vereinfacht, Dacherker über drei Achsen, Mansarddach mit schlichten Schleppgauben, kräftiges Gurtgesims zwischen erstem und zweitem Obergeschoss sowie Kranzgesims, Fenster im ersten Obergeschoss als Zwillingsfenster ausgebildet, verbunden durch verzierten Pfeiler, Denkmalwert: wissenschaftlicher Wert. | 09242873 |
| Direkt Bild zu diesem Denkmal hochladen | Kino | Otto-Schimmel-Straße 6 (Karte)              | 1925                        | Orts- und baugeschichtlich von Bedeutung, singulär in Expressionismus und Art-déco. Art-déco-Ornamentik, eingeweiht am 2. November 1925, Farbglasfenster. | 09241440 |
|                                         | ehem. VEB Textilwerke „Palla“, ehem. Fa. Ernst Seifert, Otto-Schimmel-Straße 8a, ehem. Fabrikantenwohnhaus, Otto-Schimmel-Straße 8 und ehem. Verwaltungsgebäude Bössneck & Meyer, Scherbergplatz 1 und Erich-Fraaß-Straße 24 | Otto-Schimmel-Straße 8; 8a (Karte)          | 1927–1928 (Textilindustrie) | Technikhistorisch, orts- und baugeschichtlich von hoher Bedeutung, im Reformstil der Zeit um 1910, neoklassizistische und neobarocke Stileinflüsse, Hauptgebäude Palla, neoklassizistische und neobarocke Stileinflüsse, ehemaliges Geschäftshaus der Firma Ernst Seifert, Bauteil Scherbergplatz 1926, Architekt R. Ulrich/Bauleiter Krebs Dresden, weiterer Bauteil Otto-Schimmel-Straße ehemals Fa. Bössneck & Meyer Bauwerk v. Arch. Krebs 1925, Gebäudegruppe am Scherbergplatz/Erich-Fraaß-Straße ehemals mit Anschrift: Erich-Fraaß-Straße 25 und Scherbergplatz 1, Otto-Schimmel-Straße 8. – Beamtenwohnhaus der Fa. Ernst Seifert.                                    | 09241442 |
| Direkt Bild zu diesem Denkmal hochladen | Kinderkrippe mit Plastik im Vorgarten, heute Kindergarten | Otto-Schimmel-Straße 9 (Karte)              | 1953                        | Baugeschichtlich und ortsgeschichtlich von Bedeutung, im Stil der Nationalen Bautradition der 1950er Jahre, erste Kindertagesstätte in Glauchau nach 1945. Betriebskinderkrippe der Textilwerke Palla, heute (2010) Kindertagesstätte „Pusteblume“, Ausgeführt von VEB Baubetrieb Glauchau, Plastik mit Signum CC 1953, Kindergärtnerin mit Kindern darstellend, Haus: originale Innenausstattung, mit Lampen, Treppengeländern, Fenster und Türen, war Betriebskinderkrippe Palla, erste in Glauchau nach 1945, farbige Fenster im Treppenhaus. | 09241443 |
| Direkt Bild zu diesem Denkmal hochladen | Wohnhaus, als Kopfbau Teil einer Wohnhauszeile | Otto-Schimmel-Straße 11                     |                             | | 09303538 |
| Direkt Bild zu diesem Denkmal hochladen | Doppelwohnhaus als Teil einer Wohnhauszeile | Otto-Schimmel-Straße 13; 15 (Karte)         | um 1915                     | Städtebaulich und baugeschichtlich von Bedeutung, im Reformstil der Zeit nach 1910, Pendant der gegenüberliegenden Textilfabrik. | 09241444 |
|                                         | Wohnhauszeile | Otto-Schimmel-Straße 17; 19; 21; 23 (Karte) | um 1925                     | Städtebaulich und baugeschichtlich von Bedeutung, im traditionalistischen Stil der 1920er Jahre, Pendant der gegenüberliegenden Textilfabrik. | 09241445 |
| Weitere Bilder                          | Doppelwohnhaus als Teil einer Wohnhauszeile | Otto-Schimmel-Straße 25; 27 (Karte)         | 1926–1927                   | Städtebaulich und baugeschichtlich von Bedeutung, im traditionalistischen Stil der 1920er Jahre, mit Balkons und aufwändige Eingangsgestaltung mit Bauplastiken, Pendant der gegenüberliegenden Textilfabrik. Aufwendiger plastischer Fassadenschmuck, Balkone. | 09241447 |

### P
| Bild                                    | Bezeichnung | Lage                                | Datierung                 | Beschreibung | ID       |
| --------------------------------------- | --- | ----------------------------------- | ------------------------- | --- | -------- |
| Direkt Bild zu diesem Denkmal hochladen | Mietshaus | Paul-Geipel-Straße 1a (Karte)       | um 1880                   | Baugeschichtlich von Bedeutung, repräsentativer historistischer Putzbau in gutem Originalzustand, ortsbildprägende Lage gegenüber dem Schloss. | 09241448 |
| Direkt Bild zu diesem Denkmal hochladen | Villa | Paul-Geipel-Straße 4 (Karte)        | um 1870                   | Baugeschichtlich von Bedeutung, repräsentativer gründerzeitlicher Villenbau, im Giebeldreieck ornamentaler Putzstuck. Mittelrisalite, Putznutung im Erdgeschoss, Fensterüberdachungen teilw. Segmentbogen, im Giebeldreieck ornamentaler Putzstuck. | 09241449 |
| Direkt Bild zu diesem Denkmal hochladen | Villa mit Einfriedung | Paul-Geipel-Straße 5 (Karte)        | um 1870                   | Baugeschichtlich und ortsgeschichtlich von Bedeutung, gründerzeitliche Putzfassade mit Mittelrisalit, Wohnhaus des Bürgermeisters Arwed Martini (1824–1892). Putznutung im Erdgeschoss, Mittelrisalit, Fenster original, Tor der Einfriedung kein Denkmal, Zaun Eisen. | 09241450 |
| Direkt Bild zu diesem Denkmal hochladen | Villa mit Einfriedung | Paul-Geipel-Straße 7 (Karte)        | um 1870                   | Baugeschichtlich von Bedeutung, repräsentative gründerzeitliche Putzfassade mit zwei Seitenrisaliten. Zwei Seitenrisalite, Putzquaderung, Eckquaderung, Fensterüberdachungen – Dreieckgiebel, Zahnfries unter Dach, Zaun Schmiedeeisen, Tor kein Denkmal. | 09241451 |
| Direkt Bild zu diesem Denkmal hochladen | Villa | Paul-Geipel-Straße 8 (Karte)        | 1884                      | Städtebaulich und baugeschichtlich von Bedeutung, repräsentatives Gebäude mit Volutengiebel, im Stil der Neorenaissance, ortsbildprägende Lage an einer Straßenkreuzung. Eckquaderung, Fensterüberdachungen, glatte Putzflächen, Haustür und Fenster original, aufwendige Giebelgestaltung, Bauherr: Carl Brinkmann, Flurstück-Nummer 1589. | 09241452 |
| Direkt Bild zu diesem Denkmal hochladen | Wohnhaus in geschlossener Bebauung                                                                                       | Pestalozzistraße 38 (Karte)         | um 1900                   | Baugeschichtlich von Bedeutung, prächtige gründerzeitliche Klinkerfassade mit Balkon. Mischbauweise, Fenster und Haustür original, Muschelornament im Giebel, Balkon. | 09241455 |
| Direkt Bild zu diesem Denkmal hochladen | Mietshaus mit zwei Eingängen, Teil einer Wohnanlage (mit Nr. 52–62)                                                      | Pestalozzistraße 52; 54 (Karte)     | um 1930                   | Baugeschichtlich von Bedeutung, im traditionalistischen Stil der 1920er Jahre. Sockel Werkstein, Putzquaderung an Ecken. | 09241456 |
| Direkt Bild zu diesem Denkmal hochladen | Mietshaus in geschlossener Bebauung, Teil einer Wohnanlage (mit Nr. 52–62)                                               | Pestalozzistraße 56 (Karte)         | um 1930                   | Baugeschichtlich von Bedeutung, im traditionalistischen Stil der 1920er Jahre. Siehe Nummer 52. | 09241457 |
| Direkt Bild zu diesem Denkmal hochladen | Mietshaus in geschlossener Bebauung, Teil einer Wohnanlage (mit Nr. 52–62)                                               | Pestalozzistraße 58 (Karte)         | um 1930                   | Baugeschichtlich von Bedeutung, im traditionalistischen Stil der 1920er Jahre. Siehe Nummer 52. | 09241458 |
| Direkt Bild zu diesem Denkmal hochladen | Mietshaus (mit zwei Eingängen), Teil einer Wohnanlage (mit Nr. 52–62)                                                    | Pestalozzistraße 60; 62 (Karte)     | 1934                      | Baugeschichtlich von Bedeutung, im traditionalistischen Stil der 1920er Jahre. Siehe Nummer 52, Wohnungsbau des Glauchauer Handwerks eGmbH. | 09241459 |
| Direkt Bild zu diesem Denkmal hochladen | Wohnhaus (mit drei Eingängen) in Ecklage (baulich verbunden mit Wettiner Straße 45), Teil der Wohnanlage Wettiner Straße | Pestalozzistraße 64; 66; 68 (Karte) | um 1930                   | Städtebaulich und baugeschichtlich von Bedeutung, im traditionalistischen Stil der 1920er/1930er Jahre, Anklänge an den Stil der Neuen Sachlichkeit, mit Bauplastik. Sockel Klinker, Obergeschoss verputzt, platzbildend, Ecklage. | 09241460 |
| Direkt Bild zu diesem Denkmal hochladen | Schule, mit angebauter Turnhalle                                                                                         | Pestalozzistraße 85 (Karte)         | 1902                      | Orts- und baugeschichtlich von Bedeutung, repräsentatives Gebäude im Stil des Historismus, platzbildprägende Ecklage zur Wettiner Straße. Mischbauweise mit weißem Klinker, Tür original, platzbildend, Ecklage. | 09241453 |
| Direkt Bild zu diesem Denkmal hochladen | Villa mit Einfriedung | Plantagenstraße 1 (Karte)           | 2. Hälfte 19. Jahrhundert | Baugeschichtlich und ortsgeschichtlich von Bedeutung, repräsentative gründerzeitliche Putzfassade mit Mittelrisalit, erbaut für den Textilfabrikanten Ernst Bößneck. Zeitweise beherbergte sie Richtersches Knabenerziehungsheim, Putzquaderung im Erdgeschoss, Fensterüberdachung, heute Vorstand Sparkasse, Bauherr: Ernst Bössneck, Teil der originalen Einfriedung. | 09241461 |
|                                         | Villa mit Einfriedung und Garten                                                                                         | Plantagenstraße 2 (Karte)           | 1885–1886                 | Baugeschichtlich und künstlerisch von Bedeutung, repräsentatives Gebäude im Stil des Historismus, Fassade mit Palladio-Motiv. Beschreibung und Begründung des Gartendenkmals: Der ehemals große Villengarten ist 1994–1999 mit Wohngebäuden überbaut worden. Ein Teil des Gartens blieb in Nähe der Villa erhalten. Laubbäume und Koniferen rahmen die Fassade der Villa und stellen, von der Straße aus gesehen, Gebäudeteile besonders heraus. Hervorzuheben sind zwei Schwarzkiefern, drei Feldahorn, eine Pyramidenpappel, zwei Linden und große Rhododendrengruppen. Die Zaunanlage ist mit Sandsteinsockel, Sandsteinpfeilern und Zaunfeldern aus Metallkonstruktion erhalten. Die Villa bildet den Auftakt des in der zweiten Hälfte des 19. Jahrhunderts erschlossenen Villenviertels an der Plantagenstraße oberhalb der Gründelteichanlage. Straßenbildprägend sind die den Verkehrsräumen zugewandten Bereiche der Villengärten. Ihr ausgewachsener alter Gehölzbestand bildet mit den reich gegliederten Fassaden der Villen und interessanten Zaunanlagen ein abwechslungsreiches Gesamtbild. Eine wichtige Rolle spielten die einst mit Blumenbeeten geschmückten, repräsentativ angelegten Vorgärten. Heute liegt der besondere Wert in dem erhaltenen Gehölzbestand. Der in der Nähe der Villa erhaltene Garten, als Rest des einstigen großen Villengartens, hat mit seinem, die Villa rahmenden alten Gehölzbestand und der Zaunanlage straßenbildprägenden Wert. (LfD/2014 Ragnhild Kober-Carrière) Putznutung im Erdgeschoss, weit überstehendes Dach, Mittelrisalite, Fensterüberdachungen, im Erdgeschoss mit zwei Veranden, Bauherr: Bössneck. | 09241462 |
| Direkt Bild zu diesem Denkmal hochladen | Villa mit Einfriedung und Garten                                                                                         | Plantagenstraße 3 (Karte)           | 1887                      | Baugeschichtlich, gartengeschichtlich und künstlerisch von Bedeutung, prächtige gründerzeitliche großbürgerliche Villa, im Stil der Neorenaissance. Beschreibung und Begründung des Gartendenkmals: Der relativ kleine Villengarten weist einen gut erhaltenen Gehölzbestand auf. Die an den Straßenseiten des Eckgrundstücks stehenden, die Villa rahmenden und zugleich abschirmenden Gehölze sind eine Buche, eine Trauerbuche, eine Kiefer, eine Kastanie, zwei Lärchen, Rhododendren und einige Haselnusssträucher. Koniferen (Blaufichte, Schwarzkiefern, Weymouthskiefer, Eiben) und Rhododendren gliedern den südöstlich von der Villa gelegenen Garten, der in Teilen eine landschaftliche Bodenmodellierung und Reste eines Wegesystems aufweist. Beeinträchtigt wird der Garten durch die Einordnung von PKW-Stellflächen. An der Plantagenstraße ist die Zaunanlage mit Sandsteinsockel, profilierten Sandsteinpfeilern, gusseisernen Zwischenpfeilern und einem Stabgitterzaun erhalten. Reste eines Tores stehen im Eckbereich des Grundstücks. An der Nebenstraße steht ein Staketenzaun. Die Gliederung des kleinen städtischen Villengartens ist im Wesentlichen erhalten. An der Plantagenstraße sind die beiden Eckgrundstücke Nummer 3 und 7 ähnlich angelegt. Dieser Garten weist die Merkmale eines Ende des 19. Jahrhunderts aufkommenden kleinen städtischen Villengartens mit repräsentativem Anspruch auf. Er ist daher gartengeschichtlich von Bedeutung. (LfD/2014 Ragnhild Kober-Carrière) Villa: Mischbauweise, Erdgeschoss Putznutung mit Eckquaderung, Obergeschoss teilweise roter Klinker, Haustür, Fenster original, Treppenhausfenster Bleiglas, Erker, überdachter Balkon Obergeschoss, zwei Farbglasfenster, schmiedeeisernes Geländer zum Erker, Diamantquader, Bauherr: Kaufmann Bössneck. | 09241463 |
| Direkt Bild zu diesem Denkmal hochladen | Villa mit Garten (Reste des Gehölzbestandes)                                                                             | Plantagenstraße 5 (Karte)           | um 1885                   | Repräsentatives Gebäude der Gründerzeit, baugeschichtlich von Bedeutung. Beschreibung und Begründung von schützenswerten Restbeständen des Villengartens: Im Zuge der Bebauung der Plantagenstraße ist dieses Eckgrundstück Ende des 19. Jahrhunderts erschlossen, bebaut und angelegt worden. Der straßenbildprägende, die Villa rahmende Gehölzbestand (zwei Schwarzkiefern, Buchen, Rhododendren) konnte in Resten erhalten werden. Er stellt heute den überkommenen Wert des neu gestalteten Gartens dar, der als Spielfläche eines in der Villa untergebrachten Kindergartens genutzt und bereits verändert worden war. Die Zaunanlage wurde, nach Auskunft der Eigentümer, in Anlehnung an den Zaun des Grundstücks Nummer 3, neu gebaut. (LfD/2014 Ragnhild Kober-Carrière) Putzfassade, Zahnfries, Gaubenform Ochsenauge, Balkon, Erker, Bauherr: Karl Klemm. | 09241464 |
| Direkt Bild zu diesem Denkmal hochladen | Villa mit Einfriedung, Garten und Nebengebäude                                                                           | Plantagenstraße 6 (Karte)           | um 1860 (Villa)           | Baugeschichtlich von Bedeutung, gründerzeitliche Putzfassade mit Mittelrisalit, schmiedeeiserner Zaun mit Jugendstilornamentik. Beschreibung und Begründung des Gartendenkmals: Diese Villa, die mit der Nummer 4 und 8 als erste an der Plantagenstraße gebaut wurde, hat ein langgestrecktes, sich bis zur Gründelteichanlage hinziehendes Grundstück. Der hintere Garten wurde nach 1990 überbaut. Erhalten ist der relativ große Vorgarten mit einem überkommenen Gehölzbestand (fünf Linden, eine Esche und Rhododendron). Ein Solitärbaum (Platane) steht im Nordwesten der Villa. Die Zaunanlage, die Gestaltungselemente der Jahrhundertwende aufweist, zieht sich bis zum Grundstück Nummer 10. Sie besteht aus massivem, zu den Pfeilern hochgezogenem Sockel und Pfeilern sowie aufwendig gestalteten schmiedeeisernen Zaunfeldern. Bei der Nummer 6 fehlt das Tor. Die Zaunanlage und der überkommene Gehölzbestand sind straßenbildprägend. (LfD/2014 Ragnhild Kober-Carrière). Einfriedung – um 1905 – schmiedeeiserner Zaun mit Jugendstilornamentik, Werkstein am Tor und an Zaunpfosten, großer Balkon am Mittelrisalit für Rentier Joh. Heinr. Panzner, Nebengebäude – ehemaliger Pferdestall mit Wagenschuppen. | 09241465 |
| Direkt Bild zu diesem Denkmal hochladen | Mietvilla mit Einfriedung und Garten                                                                                     | Plantagenstraße 7 (Karte)           | 1893                      | Baugeschichtlich und gartenkünstlerisch von Bedeutung, Gründerzeitgebäude mit Fachwerkgiebel. Beschreibung und Begründung des Gartendenkmals: Der mit der Villa angelegte Garten ist ein für die Zeit, Ende des 19. Jahrhunderts, typischer Stadtvillengarten auf kleinem Grundstück. Landschaftlich geführte Wege schwingen über ein leicht modelliertes Bodenrelief und binden an die Zugänge des Gebäudes an. Eine den Garten prägende Koniferengruppe mit drei Schwarzkiefern, vier Weymouthskiefern, Eiben, Lebensbaum und Scheinzypresse ist auf einer kleinen Anhöhe in der, vom Haus entferntesten Ecke gepflanzt worden. Dorthin wird man also durch eine an der längsten Grundstücksgrenze verlaufende leicht ausmodellierte Senke geführt. Eine Buche und eine Linde rahmen die zur Plantagenstraße weisende Hausfassade. In lockerer Stellung bilden Ziersträucher und Obstbäume kleinere, ineinander greifende Gartenräume. Der Gitterstabzaun an der Plantagenstraße ist mit Sockel und Pfeilern saniert worden, Tor und Pforte befinden sich an der Ecke zur Friedrich-Ebert-Straße. Ein Spitzahorn, zwei Hainbuchen und eine Eiche stehen an den Grundstücksgrenzen zu den Nachbarn und geben dem Garten den größeren Rahmen. Im SO der Villa liegt eine Rasenfläche. An der Friedrich-Ebert-Straße steht ein Holzzaun. Die beschriebene feine Gestaltung des Gartens stellt ihren gartenkünstlerischen Wert dar. (LfD/2014 Ragnhild Kober-Carrière) Eckquaderung, Fachwerkzwerchgiebel, Erker mit Balkon, Bauherr: Gustav Schedlich. | 09241466 |
| Direkt Bild zu diesem Denkmal hochladen | Villa mit Einfriedung, Garten, darin Steinbank (Sitzplatz), Hintergebäude (Reithalle) und Pförtnerhäuschen               | Plantagenstraße 8 (Karte)           | 1859                      | Baugeschichtlich, gartengeschichtlich, künstlerisch und gartenkünstlerisch von Bedeutung, historistische (gründerzeitliche) Putzfassade mit Mittelrisalit und Balkon, im Stil der noch klassizistische beeinflussten Neorenaissance, Hintergebäude in Fachwerkbauweise, Pförtnerhaus im Stil englischer Landhäuser, schmiedeeiserne Einfriedung mit Jugendstilornamentik. Beschreibung und Begründung des Gartendenkmals: Erstanlage des Villengartens wahrscheinlich mit dem Bau der Villa 1859, unter neuem Eigentümer (Otto Boessneck) Veränderungen wahrscheinlich um 1884 im Zuge des Baus der Nachbarvilla und der Anlage einer dortigen Teichanlage. Zusammenhang des Boessneckschen Gartens (Nummer 10, Teichanlage) besteht zur Fontänenanlage (Wasserspeisung) der Hedrichsäule (1884) auf der Gründelteichinsel unterhalb dieser Gärten. Anscheinend gemeinsame Gewächshausanlage auf der Grundstücksgrenze von Nummer 8 und Nummer 10, die 1894 (Topographische Karte) nachweisbar ist und 1911 (Bauakte) durch den Architekten Reinhold Ulrich erweitert wurde und von der heute Reste vorhanden sind. Es ist zu vermuten, dass die Gärten Nummer 8 und Nummer 10 zusammenhingen. Zaunanlage (Nummer 6, 8 und 10) zusammenhängend mit massivem Sockel und schmiedeeisernen Zaunfeldern (Tore und Pforten fehlen) aus der Zeit um 1900. Der Garten grenzt an den Hang der Gründelparkanlage. In einem kurzen Mauerstück befindet sich hier eine Pforte mit Rundbogen. In Hausnähe parkartige Gestaltung mit wertvollem Gehölzbestand und Bankplatz als Kleinarchitektur, im hinteren Garten Reste eines Obstgartens und Reithalle (später für zwei Wohnungen umgebaut, Leerstand). Derzeit Leerstand der Villa und Verwilderung des Gartens. Gartengeschichtlich wertvoll auf Grund der Erstanlage 1859 durch den Bauherrn Ganzenberg, Ch. A. B., Kunstgärtner, gartenkünstlerisch in der zweiten Gestaltungsphase und im Zusammenhang mit der Gartenanlage von Nummer 10 wertvoll. (LfD/2014 Ragnhild Kober-Carrière). - Im Gelände ursprünglich: Villa, Wirtschafts- und Stallgebäude, Pförtnerhaus, Scheune, Gewächshaus, Reithalle, - Einfriedung: Gitter Schmiedeeisen, Jugendstilornamentik, Werkstein Sockel und Pfosten, - Villa: Putzquaderung Erdgeschoss, Fensterüberdachung, Giebel verziert, Mittelrisalit, Balkon, - Hintergebäude: Flaches überkragendes Satteldach, Jagdtrophäen am Haus, - Bauherr: Kunstgärtner Ch. A. B. Ganzenberg, spätere Besitzer Kommerzienrat Otto Boeßneck, 1919 zwangsversteigert, dann Schlossmühlenbesitzer Carl Hedrich Eigentümer, 1958/59 Umbau zum Kinderheim „Hanno Günther“, 2001 Kinderheim verlegt. | 09241467 |
| Direkt Bild zu diesem Denkmal hochladen | Villa mit Garten, Nebengebäude, Teich und Einfriedung                                                                    | Plantagenstraße 10 (Karte)          |                           | Ortsgeschichtlich, baugeschichtlich, künstlerisch und landschaftsgestaltend von Bedeutung, repräsentatives Gebäude mit Volutengiebel und prächtiger Veranda, im Stil der Neorenaissance, Architekt: Bruno Eelbo, Leipzig, zeitweise Wohnsitz des Bürgermeisters Paul Brink (1856–1922). Beschreibung und Begründung des Gartendenkmals: Wahrscheinlich mit der Erbauung der Villa angelegter Garten unter Otto Boessneck, Villa zurückgesetzt, im vorderen Garten landschaftliche Bodenmodellierung und Wegeführung (saniert) sowie Teich (saniert) mit landschaftlicher Uferlinie und wertvoller Gehölzbestand von Laub- und Nadelgehölzen in Gruppen- und Einzelstellung, in Gebäudenähe Veränderungen durch Restaurantnutzung (Stellflächen für PKW und neue Schmuckanlage unter Verwendung von Säulen der Westterrasse), im Norden der Villa imposante Baumgruppe (Hängebuchen) und zwei Solitärbäume in unmittelbarer Nähe der Villa (Kastanie und Linde), Ehemaliger Obst- und Gemüsegarten sowie Reste einer Gewächshausanlage im hinteren Gartenbereich an der Grenze zu Nummer 8 (vergl. Nummer 8), Pferdeauslauf in Nähe der Remise, Zaunanlage mit massivem Sockel und Pfeilern sowie schmiedeeisernen Zaunfeldern mit Jugendstilelementen zieht sich über drei Grundstücke (Plantagenstraße Nummer 6, 8 und 10) hin, Pforten und Tore fehlen, Wasserfontaine der Hedrichsäule auf der Gründelteichinsel wurde mit dem, in den Gartenteich der Villa hinaufgepumpten Wasser gespeist. Wertvolle Gartenanlage des ausgehenden 19. Jahrhunderts im reifen Stil des Landschaftsgartens, insbesondere mit der Gründelteichanlage unterhalb des Gartens und den Gärten der Nachbarvillen Nummer 10 und Egghalde Nummer 12 noch erhaltene große zusammenhängende Gartenfläche von landschaftsgestaltender Bedeutung. (LfD/2014 Ragnhild Kober-Carrière) Villa: Neorenaissance, Bauherr: Otto Boessneck, Farbglasfenster, Holzerker mit Säulen, Neorenaissancegiebel, Eckquaderung, Terrassen mit schmiedeeisernen Gittern, zwei Erker, Rundfenster im Giebel, Balkon Obergeschoss, Karyatiden im Obergeschoss, Putzstuck, Rankenornament, Bauherr: zunächst Otto Boessneck, Kommerzienrat, später zeitweise Bürgermeister Paul Brink. | 09241468 |

### R
| Bild                                    | Bezeichnung                                                                                                  | Lage                                    | Datierung                   | Beschreibung | ID       |
| --------------------------------------- | --- | --------------------------------------- | --------------------------- | --- | -------- |
| Direkt Bild zu diesem Denkmal hochladen | Sachgesamtheit Muldentalbahn mit Einzeldenkmalen und Sachgesamtheitsteilen in den folgenden Teilabschnitten  | Rosa-Luxemburg-Straße (Karte)           | 1873–1877 (gesamte Strecke) | Sachgesamtheit mit allen Bahnanlagen, darunter Gleisanlagen mit Unter- und Oberbau, Streckenkilometrierungen, Fernmelde- und Signalanlagen, Bahnstationen einschließlich aller Funktionsbauten, Wärterhäuschen, Brücken und Durchlässen in den Gemeinden Glauchau, Stadt (OT Glauchau, Kleinbernsdorf, Reinholdshain, Niederlungwitz), und so weiter, siehe unten! Für die Industrieentwicklung des Muldentals wichtige und landschaftsbildende prägende Normalspurbahn, wirtschaftsgeschichtlich, eisenbahngeschichtlich, landschaftsgestaltend sowie regionalgeschichtlich von Bedeutung. Die ursprünglich zweigleisig angelegte rund 82 km lange Eisenbahnstrecke Glauchau–Wurzen (Streckenkürzel GW) wurde zwischen 1873 und 1877 von der „Muldenthal-Eisenbahn-Gesellschaft Glauchau–Wurzen“ als Hauptbahn errichtet. Ziel war es, eine Anbindung der Industrieansiedlungen im Tal der Zwickauer Mulde und des südwestsächsischen Raumes mit den im Norden gelegenen Handelszentren Leipzig und Berlin (Preußen) herzustellen und damit zum wirtschaftlichen Aufschwung der Region beizutragen. Wichtige Güter waren der Rochlitzer Porphyr, das Porzellan aus Colditz, Papier und Pappen aus Penig und Rochsburg, Garne aus Amerika sowie die Steinkohle aus dem Zwickauer Revier, die über Glauchau nach Norden transportiert werden sollten. Ab 1944 wurden aus Colditz auch Produkte des metallverarbeitenden und späteren Rüstungsbetriebes HASAG (Hugo und Alfred Schneider AG) über diese Strecke transportiert. Das landschaftlich schöne wie auch schwierige Gelände erforderte 71 Brückenbauwerke verschiedener Größe, zehn Weg- und Wasserüberführungen, Dämme mit einer Gesamtlänge von 29 km, verschiedene Stütz- und Futtermauern und zusätzliche Wirtschaftswege sowie einen Tunnel. Der Bau des Rochsburger Tunnels überstieg 1878 schließlich die finanziellen Mittel der Gesellschaft und zwang dieselbe zum Verkauf der Strecke einschließlich der Fahrzeuge an die Königlich Sächsischen Staatseisenbahnen für 13 Millionen Mark. Der Verkauf und die Eingliederung in das Streckennetz der Königlich Sächsischen Staatseisenbahnen hatten wiederum bauliche Veränderungen an der Strecke in den 1880er Jahren zur Folge. So wurde der bisher als Endbahnhof genutzte Wurzener Nordbahnhof stillgelegt und der Südbahnhof als Endpunkt der Strecke eingerichtet. Bis 1945 hatte die Strecke den Status einer Hauptbahn. In den letzten Kriegstagen sprengten Mitglieder des Volkssturms die Rabensteinbrücke bei Grimma, um den Vormarsch der amerikanischen Truppen zu stoppen und teilten damit die Strecke in zwei Teilstrecken. Die sowjetische Militäradministration verfügte den Abbau des Oberbaus des nördlichen Teils der Strecke zwischen Großbothen und Grimma als Reparationsleistung. In den folgenden Jahren versuchte die Deutsche Reichsbahn die Strecke wieder instand zu setzen, stellte aber ab 1967 die Personenbeförderung schrittweise ein. Die Bahnanlagen konnten im südlichen Abschnitt zwischen Glauchau und Großbothen weitestgehend original erhalten werden. Hauptsächlich dienste die Strecke dem An- und Abtransport der Produkte der anliegenden Großbetriebe und als Verkehrsmittel für die Arbeiter in dem dicht besiedelten Tal. Nach der politischen Wende und der damit einhergehenden Schließung der anliegenden Betriebe kam auch der Güterverkehr nach und nach zum Erliegen. Mitte der 1990er Jahre stellte man diesen gänzlich ein. Die Gemeinden des nördlichen Teils entschlossen sich um die Jahrtausendwende dazu, die Strecke zum Muldentalbahnradweg umzubauen, die südliche Strecke sollte als touristische Attraktion weitergenutzt werden. Die Schließung von Streckenästen und Langsamfahrstellen sowie unattraktive Fahrpläne führten jedoch in den 1990er Jahren zur weiteren Einschränkung des Zugverkehrs und schließlich zu dessen vollständiger Einstellung. Ein Rückbau des Ober- und Unterbaus und der technischen Einrichtungen an den Bahnhöfen (v. a. Rochlitz, Penig und Wechselburg) erfolgte nicht, so dass diese sich bis heute nahezu vollständig erhalten haben. Die sogenannte Muldentalbahn ist damit eine der wenigen sächsischen Normalspurbahnen, die über eine umfangreiche technische Ausstattung verfügen. In den darauffolgenden Jahren verpachtete die Deutsche Bahn AG die Strecke an die Regionalbahn, die die Nutzung durch den Zweckverband Verkehrsverbund Mittelsachsen erlaubte. Dieser setzte Expressbusse als Schienenersatz ein, um eine Verbindung zwischen Rochlitz und Geithain und damit an ein überregionales Netz herzustellen. In den Jahren 2000/01 wurde schließlich auch der Busverkehr eingestellt und der Personenverkehr entlang der Strecke eingestellt. Ein Verein nutzt zurzeit die nahezu vollständig erhaltenen Ober- und Unterbauten von Teilstrecken für Draisinenfahrten. Die Sachgesamtheit Muldentalbahn erstreckt sich über die Teilstrecke Glauchau–Großbothen, die wegen ihrer überkommenen (technischen) Einrichtung einen hohen Dokumentations-, Erlebnis- und Anschauungswert aufweist. Die Strecke eignet sich in besonderem Maße dazu, beispielhaft die Geschichte des sächsischen Eisenbahnwesens darzustellen. Die in diesem Umfang erhaltene Technik einer Regelspurbahn hat in Sachsen Seltenheitswert. Erfahrene italienische Bauarbeiter, die für den Bau der Strecke angeworben wurden, vermochten es mit Hilfe von Brückenbauwerken, Dämmen und dem Tunnel in Rochsburg die Bahnstrecke in hervorragender Weise in das landschaftlich schöne wie auch anspruchsvolle Gelände der Zwickauer Mulde einzubetten. Sie ist damit von landschaftsbildprägendem Charakter, ohne aber der Tallandschaft zu schaden. Der Bau der Strecke ermöglichte das wirtschaftliche Wachstum der Industriebetriebe und damit der gesamten Region. Die Strecke besitzt damit auch wirtschaftshistorische Bedeutung. (LfD/2015) Einzeldenkmale der Sachgesamtheit „Muldentalbahn“: - Gemeinde Colditz, Ortsteil Colditz: Furtweg – Flutbrücke (Objekt 08973107), Rochlitzer Straße – Eisenbahnbrücke (Objekt 08973104), - Gemeinde Colditz, Ortsteil Möseln: Eisenbahnbrücke (Objekt 09306162), Straßen-/Eisenbahnbrücke (Objekt 08973207), - Gemeinde Colditz, Ortsteil Sermuth: Brücke Leitenbach (Objekt 08974454), - Gemeinde Colditz, Ortsteil Zschetzsch: Bahnwärterhaus – Sermuther Straße 14 – (Objekt 09306164), - Gemeinde Grimma, Ortsteil Großbothen: Bahnhof Großbothen – Zum Bahnhof – Stellwerk W4 (Anschrift: Kleinbothener Straße), Stellwerk W2 (Anschrift: Zum Bahnhof), ehemaliges Empfangsgebäude (Anschrift: Colditzer Landstraße 7) sowie die Gleise – (Objekt 08974457), - Gemeinde Lunzenau, Ortsteil Rochsburg: Eisenbahndamm (Objekt 09306143), Eisenbahntunnel – ohne Anschrift – (Objekt 09306146), Eisenbahnbrücke – ohne Anschrift – (Objekt 09306148), - Gemeinde Penig, Ortsteil Arnsdorf: Straßenbrücke – ohne Anschrift – (Objekt 09306545), Eisenbahndamm – ohne Anschrift – (Objekt 09306544), - Gemeinde Penig, Ortsteil Amerika: Haltepunkt mit Empfangsgebäude und Güterschuppen sowie Telegrafenmasten – Muldentalstraße 12 – (Objekt 08961064), Eisenbahndamm – ohne Anschrift – (Objekt 09306142), - Gemeinde Penig, Ortsteil Penig: Eisenbahndamm – Amerikaweg – (Objekt 09306139), Bahnhof Penig mit Empfangsgebäude, Güterschuppen, zwei Stellwerken, Bahnübergang, drei Hauptsignalen, Gleisanlage, Bahnwärterhäuschen – Bahnhofstraße 161 – (Objekt 09235148), Eisenbahnbrücke – Dittmannsdorfer Straße – (Objekt 09306138), Bahndamm – Peniger Straße – (Objekt 09306120), Bahnwärterhäuschen – Amerikaweg 4 – (Objekt 09306141), - Gemeinde Penig, Ortsteil Thierbach: Haltepunkt Thierbach-Zinnberg – Peniger Straße – (Objekt 09306119), - Gemeinde Penig, Ortsteil Zinnberg: Eisenbahnbrücke – ohne Anschrift – (Objekt 09306117), - Gemeinde Rochlitz, Ortsteil Rochlitz: Eisenbahnviadukt – ohne Anschrift – (Objekt 09306154), Bahnhof Rochlitz mit Empfangsgebäude, Gleise, Güterboden, Bahnwohnhaus, Ringlokschuppen, Stellwerk B 2, drei Formsignale sowie sechs Lampen, Bahnwärterhaus mit Nebengebäude – Am Bahnhof 12 – (Objekt 09235172), Eisenbahnbrücke mit Gleisen – Casparistraße – (Objekt 09306155), - Gemeinde Seelitz, Ortsteil Biesern: Brücke mit Gleisen und Bahndamm – Bieserner Straße – (Objekt 09306152), - Gemeinde Seelitz, Ortsteil Seelitz: Brücke – Kolkauer Straße – (Objekt 08955098), - Gemeinde Wechselburg, Ortsteil Wechselburg: Empfangsgebäude, Gartenlokal (neben dem Empfangsgebäude) mit Gastwirtschaftsgarten, zwei Stellwerke (Stellwerk W1 mit technischer Ausstattung), Bahnsteigüberdachungen, Gleise, Stützmauer, Eisenbahnbrücke (km 32,110, Anger/Bahnhofstraße) sowie Eisenbahnbrücke (km 31,4, Bahnhofstraße), drei Signalanlagen, Weichenstellanlage, zwei Telegrafenmasten des Bahnhofs Wechselburg – Bahnhofstraße 21 – (Objekt 09235365), - Gemeinde Zettlitz, Ortsteil Kralapp: Bahnwärterhaus – Talstraße – (Objekt 09306157), - Gemeinde Glauchau, Ortsteil Glauchau: Lungwitztalstraße – zwei Eisenbahnviadukte – (Objekt 09241321), Rosa-Luxemburg-Straße 3 – Bahnhofsempfangsgebäude mit Verwaltungs- und Wohnanbau sowie Einfriedung zu den Gleisen an der Bahnhofstraße– (Objekt 09241469), - Gemeinde Limbach-Oberfrohna, Stadt, Ortsteil Wolkenburg-Kaufungen: Eisenbahnbrücke mit Eisenbahnkilometerstein – Ohne Anschrift – (Objekt 09306102), Wegunterführung – ohne Anschrift – (Objekt 09306105), Bahndamm – ohne Anschrift – (Objekt 09306108), Empfangsgebäude, Bahnsteigüberdachung, Güterschuppen, Wirtschaftsgebäude und Aborthäuschen des Bahnhofs Wolkenburg – ohne Anschrift – (Objekt 09242694), Bahnwärterhäuschen (ohne Anbau) mit kleinem Nebengebäude – Niederwald 2 – (Objekt 09306114), - Gemeinde Remse, Ortsteil Remse: altes und neues Empfangsgebäude mit angebautem Güterschuppen und Wirtschaftsgebäude des Bahnhofs Remse – Bahnhofstraße 7 – (Objekt 09303676), - Gemeinde Waldenburg, Stadt, Ortsteil Niederwinkel: Bahnwärterhaus – Haublerweg 8 – (Objekt 09306101), - Gemeinde Waldenburg, Stadt, Ortsteil Oberwinkel: Brücke – ohne Anschrift – (Objekt 09306093), - Gemeinde Waldenburg, Stadt, Ortsteil Waldenburg: Schrankenwärterhaus mit Ausstattung – Am Hellmannsgrund – (Objekt 09306099), Bahnhof Waldenburg mit Empfangsgebäude, Freiabort, Pflaster, Bahnmeisterhaus – Friedrich-Engels-Straße 3 – (Objekt 09303683), Sachgesamtheitsteile der Sachgesamtheit „Muldentalbahn“: - Gemeinde Colditz, Ortsteil Colditz: Bahnhof Colditz, Gem. Colditz, Flst. 737/13, 737/9, 737/7 (siehe Sachgesamtheitsteil 09306180), - Gemeinde Colditz, Ortsteil Leisenau: Bahnkörper, Kilometrierung, Signalanlagen (siehe Sachgesamtheitsteil 09306399), - Gemeinde Colditz, Ortsteil Lastau: Bahnwärterhaus (Muldenaue 15, Flst 293/21) und Bahnhof Lastau (siehe Sachgesamtheitsteil 09306161), - Gemeinde Colditz, Ortsteil Möseln: Bahnkörper, Kilometrierung, Signalanlagen (siehe Sachgesamtheitsteil 09306197), - Gemeinde Colditz, Ortsteil Sermuth: Bahnkörper, Kilometrierung, Signalanlagen (siehe Sachgesamtheitsteil 09306199), - Gemeinde Colditz, Ortsteil Zschetzsch: Bahnkörper, Kilometrierung, Signalanlagen (siehe Sachgesamtheitsteil 09306200), - Gemeinde Lunzenau, Stadt, Ortsteil Cossen: Bahnkörper, Kilometrierung, Signalanlagen, Eisenbahnbrücke Signalanlagen (siehe Sachgesamtheitsteil 09306171), - Gemeinde Lunzenau, Stadt, Ortsteil Berthelsdorf: Bahnkörper, Kilometrierung, Signalanlagen (siehe Sachgesamtheitsteil 09306398), - Gemeinde Lunzenau, Stadt, Ortsteil Lunzenau: Bahnhof, Bahnkörper, Kilometrierung, Signalanlagen (siehe Sachgesamtheitsteil 09306149), - Gemeinde Lunzenau, Stadt, Ortsteil Rochsburg: Bahnhof Rochsburg, Bahnkörper, Kilometrierung, Signalanlagen (siehe Sachgesamtheitsteil 09306144), - Gemeinde Lunzenau, Stadt, Ortsteil Göritzhain: Bahnkörper, Kilometrierung, Signalanlagen (siehe Sachgesamtheitsteil 09306404), - Gemeinde Penig, Ortsteil Amerika: Straßenbrücke, Bahnkörper, Kilometrierung, Signalanlagen (siehe Sachgesamtheitsteil 09306140), - Gemeinde Penig, Ortsteil Arnsdorf: Straßenbrücke, Bahnkörper, Kilometrierung, Signalanlagen (siehe Sachgesamtheitsteil 09306202), - Gemeinde Penig, Ortsteil Markersdorf: Durchlass, Bahnkörper, Kilometrierung, Signalanlagen (siehe Sachgesamtheitsteil 09306133), - Gemeinde Penig, Ortsteil Penig: Eisenbahnbrücke (Gem. Penig, Flst. 573/1), Eisenbahnbrücke, (Flst. 723/8), Bahnkörper, Kilometrierung, Signalanlagen Signalanlagen (siehe Sachgesamtheitsteil 09306169), - Gemeinde Penig, Ortsteil Thierbach: Durchlass, Bahnkörper, Kilometrierung, Signalanlagen Signalanlagen (siehe Sachgesamtheitsteil 09306204), - Gemeinde Penig, Ortsteil Zinnberg: Durchlass, Bahnkörper, Kilometrierung, Signalanlagen Signalanlagen (siehe Sachgesamtheitsteil 09306205), - Gemeinde Rochlitz, Stadt, Ortsteil Rochlitz: Straßenbrücke, Bahnkörper, Kilometrierung, Signalanlagen (siehe Sachgesamtheitsteil 09306179), - Gemeinde Rochlitz, Stadt, Ortsteil Zaßnitz: Bahnkörper, Kilometrierung, Signalanlagen (siehe Sachgesamtheitsteil 09306403), - Gemeinde Rochlitz, Stadt, Ortsteil Penna: Bahnkörper, Kilometrierung, Signalanlagen (siehe Sachgesamtheitsteil 09306156), - Gemeinde Seelitz, Ortsteil Steudten: Durchlass, Bahnkörper, Kilometrierung, Signalanlagen (siehe Sachgesamtheitsteil 09306175), - Gemeinde Seelitz, Ortsteil Biesern: Bahnkörper, Kilometrierung, Signalanlagen (siehe Sachgesamtheitsteil 09306206), - Gemeinde Seelitz, Ortsteil Fischheim: Bahnkörper, Kilometrierung, Signalanlagen (siehe Sachgesamtheitsteil 09306174), - Gemeinde Seelitz, Ortsteil Seelitz: Bahnkörper, Kilometrierung, Signalanlagen (siehe Sachgesamtheitsteil 09306209), - Gemeinde Wechselburg, Stadt, Ortsteil Wechselburg: Eisenbahnbrücke über die Chemnitz, Eisenbahnunterführung Rochlitzer Straße, Bahnkörper, Kilometrierung, Signalanlagen (siehe Sachgesamtheitsteil 09306172), - Gemeinde Wechselburg, Stadt, Ortsteil Göhren: Bahnkörper, Kilometrierung, Signalanlagen (siehe Sachgesamtheitsteil 09306210) – GESTRICHEN, - Gemeinde Zettlitz, Ortsteil Kralapp: Eisenbahnbrücke und Eisenbahnbrücke über den Lochmühlenbach, Bahnkörper, Kilometrierung, Signalanlagen (siehe Sachgesamtheitsteil 09306158), - Gemeinde Glauchau, Ortsteil Kleinbernsdorf: Eisenbahnbrücke, Bahnkörper, Kilometrierung, Signalanlagen (siehe Sachgesamtheitsteil 09306166), - Gemeinde Glauchau, Ortsteil Reinholdshain: Eisenbahnbrücke, Bahnkörper, Kilometrierung, Signalanlagen (siehe Sachgesamtheitsteil 09306165), - Gemeinde Glauchau, Ortsteil Niederlungwitz: Bahnkörper, Kilometrierung, Signalanlagen (siehe Sachgesamtheitsteil 09306402), - Gemeinde Limbach-Oberfrohna, Stadt, Ortsteil Wolkenburg-Kaufungen: Eisenbahnbrücke, Durchlass, Bahnkörper, Kilometrierung, Signalanlagen (siehe Sachgesamtheitsteil 09306106). - Gemeinde Remse, Ortsteil Remse: Bahnkörper, Kilometrierung, Signalanlagen (siehe Sachgesamtheitsteil 09306194), - Gemeinde Limbach-Oberfrohna, Stadt, Ortsteil Herrndorf: Eisenbahnbrücke, Durchlass, Bahnkörper, Kilometrierung, Signalanlagen (siehe Sachgesamtheitsteil 09306168), - Gemeinde Waldenburg, Stadt, Stadt, Ortsteil Niederwinkel: Bahnwärterhaus, Bahnkörper, Kilometrierung, Signalanlagen (siehe Sachgesamtheitsteil 09306168), - Gemeinde Waldenburg, Stadt, Stadt, Ortsteil Oberwinkel: Bahnkörper, Kilometrierung, Signalanlagen (siehe Sachgesamtheitsteil 09306196), - Gemeinde Waldenburg, Stadt, Stadt, Ortsteil Waldenburg: Durchlass durch den Hellmannsgrundbach und Bahnwärterhaus, Bahnkörper, Kilometrierung, Signalanlagen (siehe Sachgesamtheitsteil 09306131). | 09306181 |
|                                         | Bahnhofsempfangsgebäude mit Verwaltungs- und Wohnanbau sowie Einfriedung zu den Gleisen an der Bahnhofstraße | Rosa-Luxemburg-Straße 3 (Karte)         | 1925–1926                   | Verkehrsgeschichtlich und ortsgeschichtlich bedeutend als wichtiger Personenbahnhof und wichtige Güterumschlagstation der Eisenstrecke Dresden–Zwickau (Hof) (Sachsenmagistrale) und Ausgangspunkt der nach Norden führenden Eisenbahnstrecke Glauchau–Wurzen, dem Empfangsgebäude kommt aufgrund seiner Gestaltung als singulärer Bautyp (kein Typenbau) im Reformstil (nach 1910) eine baugeschichtliche Bedeutung zu. Teilabbruch durch RP Chemnitz am 7. Juni 2007 genehmigt. Einzeldenkmale der oben genannten Sachgesamtheit (siehe Sachgesamtheit 09306181): - Empfangsgebäude mit Verwaltungs- und Wohnanbau: Putzbau, schiefergedecktes Walmdach mit Uhrturm und Betonung des Eingangsbereiches, Betonung der Vertikalen durch große gegliederte Hochrechteckfenster, Porphyrgewände, Porphyrsockel, gegliederte Dachlandschaft mit Gaupen, schlichter sanierter Innenraum, die ursprünglich vorhandene Bemalung wurde entfernt. - Einfriedung: Entlang der Bahnhofstraße, gemauerter Sockel, verputzt, mit zwischenliegenden Eisengittern. | 09241469 |
| Direkt Bild zu diesem Denkmal hochladen | Wohnhaus, Teil einer Wohnanlage (mit Rosa-Luxemburg-Straße 12 und 14)                                        | Rosa-Luxemburg-Straße 10 (Karte)        | 1936                        | Baugeschichtlich von Bedeutung, Anklänge an den Stil der Neuen Sachlichkeit, Türgewände mit plastischem Schmuck. Aufwendige Türgewände mit Plastik, Originallaterne. | 09241470 |
| Direkt Bild zu diesem Denkmal hochladen | Wohnhaus, Teil einer Wohnanlage (mit Rosa-Luxemburg-Straße 10 und 14)                                        | Rosa-Luxemburg-Straße 12 (Karte)        | 1936                        | Baugeschichtlich von Bedeutung, Anklänge an den Stil der Neuen Sachlichkeit, Türgewände mit plastischem Schmuck. | 09241471 |
| Direkt Bild zu diesem Denkmal hochladen | Wohnhaus, Teil einer Wohnanlage (mit Rosa-Luxemburg-Straße 10 und 12)                                        | Rosa-Luxemburg-Straße 14 (Karte)        | 1936                        | Baugeschichtlich von Bedeutung, Anklänge an den Stil der Neuen Sachlichkeit, Türgewände mit plastischem Schmuck. | 09241472 |
| Direkt Bild zu diesem Denkmal hochladen | Wohnhaus | Rothenbacher Kirchsteig 1 (Karte)       | um 1925                     | Holzfertigteilhaus, baugeschichtliche Bedeutung. Holzverbretterung. | 09241474 |
| Direkt Bild zu diesem Denkmal hochladen | Wohnhaus | Rothenbacher Kirchsteig 3 (Karte)       | um 1935                     | Baugeschichtlich von Bedeutung, im Stil der 1930er Jahre, zwischen Heimatstil und Neuer Sachlichkeit. | 09241475 |
| Direkt Bild zu diesem Denkmal hochladen | Villa (Nr. 3), Nebengebäude (Nr. 3a) und Garage                                                              | Rudolf-Breitscheid-Straße 3; 3a (Karte) | 2. Hälfte 19. Jahrhundert   | Baugeschichtlich von Bedeutung, Historismusbau, Putzfassade mit aufwändig gestaltetem Mittelrisalit. Neuer Putz, Erdgeschoss Putzquaderung, Fensterüberdachungen besonders erster Stock, Zahnfries. | 09241476 |

### S
| Bild                                    | Bezeichnung | Lage                                                              | Datierung                                | Beschreibung | ID       |
| --------------------------------------- | --- | ----------------------------------------------------------------- | ---------------------------------------- | --- | -------- |
| Direkt Bild zu diesem Denkmal hochladen | Wohnhauszeilen von Mehrfamilienhäusern der Sachgesamtheit Aue-Siedlung, mit Torbögen verbunden, (Sachgesamtheitsteil, keine Einzeldenkmale) | Sachsenallee 1; 3; 15; 17; 19; 21; 23; 25; 27; 29; 31; 33 (Karte) | 1938–1944                                | Schlichte Putzbauten im Heimatstil der 1930er Jahre, ortsgeschichtlich von Bedeutung. Sachgesamtheit Aue-Siedlung: (siehe auch Sachgesamtheitsbestandteile unter Albert-Köhler-Straße OT Gesau – Obj. 09241565, Bayernweg OT Glauchau – Obj. 09241774, Bayernweg OT Schönbörnchen – Obj. 09241852 und Westfalenweg OT Glauchau – Obj. 09241702) Teilweise noch im Originalzustand. | 09241807 |
| Direkt Bild zu diesem Denkmal hochladen | Bahnbetriebswerk mit - Ringlokschuppen und Drehscheibe, - zwei Wasserkränen, - dem Lagergebäude mit späterem Anbau, einschließlich der in diesem Bahnbetriebswerk beheimateten und nachfolgend genannten Schienenfahrzeuge: - Dampflokomotive 583047, - Dampflokomotive 501849, - Einheits-Tenderlok-Dampflokomotive 86 744, - Reko-Lokomotive BR 58 3047, - Elektrolokomotive 242001, - Eisenbahndrehkran EDK 6, - Schneefräse RR 3000, - Kleindiesellokomotive N4b | Scheermühlenstraße 5 (Karte)                                      | 1870–1880 (Lager)                        | Bedeutende Sachzeugnisse der Verkehrsgeschichte in Westsachsen, alle mit dem Dampflokbetrieb in Zusammenhang stehenden Vorgänge sind noch nachvollziehbar, technikgeschichtlich von Bedeutung. Das frühere Bahnbetriebswerk Glauchau, im Knotenpunkt der Strecken Dresden–Hof, Glauchau–Weimar und Glauchau–Großbothen gelegen, ist eine typische Anlage dieser Zeit und wurde mit der Umgestaltung des Bahnhofs Glauchau vollkommen neu errichtet. Denkmalgeschützte Lokomotiven BR 58047, 501849, 581955, 242001, N4b, Einheits-Tenderlok 86744. - Verwaltungs- und Sozialgebäude: Putzbau, vertikaler Gliederung mit farblich abgesetzten Rücklagen, dreigeschossig, sieben Achsen, repräsentativ, gestalteter Eingangsbereich, Gebäude ist mit dem Ringlokschuppen verbunden. - Ringlokschuppen: 14-ständiger massiver Putzbau mit Lisenengliederung, Zwillingsfenster (Hochrechteckfenster), Tore bereits mit Rolltoren ausgestattet, flaches Satteldach mit Dachaufsätzen (zur Belüftung), Klinkersockel, Holzfachwerkbinder, Art der Gleisanlage im Schuppen als sogenannte Potsdamer Bauart bezeichnet (seltene Ausführung, die dort zum Einsatz kam, wo beschränkte Platzverhältnisse herrschten, das heißt Zufahrt zu zwei benachbarten Schuppengleisen durch nur ein Tor im Auffahrtsbereich zur Drehscheibe), von der bedeutenden Maschinenbaufabrik Königin Marienhütte AG, Cainsdorf, gefertigt. - Drehscheibe: 1915 gebaut, 20 Meter Mauerkranzdurchmesser, Tragfähigkeit 140 Tonnen, genietete Blechträgerkonstruktion, - Wasserkräne: Zwei Stück unterschiedlicher Bauart, verschiedene Auslaufhöhen der Ausleger zur Beschickung unterschiedlicher Lokbauarten, von der bedeutenden Maschinenbaufabrik Königin Marienhütte AG, Cainsdorf, gefertigt - Lagergebäude (Zollboden): Ältestes erhalten gebliebenes Gebäude des alten Bahnhofes Glauchau, 1880 vergrößert (Anbau), flach geneigtes Satteldach, an den Traufseiten je eine Rampe, langgestreckter Holzständerbau, Backsteinausfachung, auf Grund der Bauart bedeutender Güterschuppen der frühen Eisenbahnzeit, - Dampflok 58 3047: Frühere Länderbahnbauart G 12, 1920 von der Fa. Linke und Hofmann in Breslau gebaut, Ende 1950er Jahre als so genannte Rekolok umgebaut, einzige betriebsfähige Vertreterin dieser Bauart, vorwiegend als Güterzuglokomotive im sächsisch-thüringischen Hügelland eingesetzt, bis 1980er Jahre in Betrieb, der Umbau zur Rekolok erfolgte im RAW Zwickau, - Dampflok 50 1849: 1940 von der Fa. Kraus und Maffei gebaut, bis Anfang der 1980er Jahre im planmäßigen Einsatz im Reise- und mittelschweren Güterzugdienst auf den Strecken um Zwickau, - Dampflokomotive 58 3047: Gebaut 1958 im RAW Zwickau, letzte komplett existierende Lokomotive dieser Baureihe, Einsatz von 1958 bis in die Gegenwart, hauptsächlich auf den Strecken des sächsischen Streckennetzes (Lok 58 3047 in Besitz der BSW Freizeitgruppe 58-3047, Güterbahnhofstr., 08371 Glauchau) - Elektrolokomotive 242 001: Gebaut 1962 im VEB Lokomotivbau Elektrotechnische Werke Hennigsdorf, typischer Vertreter der elektrischen Zugförderung in Sachsen, nach Elektrifizierung der Strecken Dresden–Werdau, Dresden–Leipzig und Leipzig–Werdau auch im Raum Glauchau eingesetzt, die 242 001 ist durch ihre Ordnungsnummer als Baumuster ausgewiesen, - EDK 6: 1958 im VEB Schwermaschinenbau S. M. Kirow in Leipzig gebaut, Tragfähigkeit 3,2 t bei 10,5 m Ausladung, Antrieb wahlweise mit Dieselmotor und Generator oder elektrisch, Fahrwerk mit Fachwerkdrehgestellen, - Schneefräse RR 3000: 1981 in der Schweiz, in der AG R Rolba Zürich produziert, - Zwei Wasserkräne: Gebaut von der Fa. Krauss-Werke Neusalz/Oder und der Fa. Breuer-Werke AG Frankfurt/Main. Aufbau und Technik der Schneefräse RR 3000: Die Schneefräse RR 3000 ist als schwere Schneefrässchleuder (SSF) zur Schneeberäumung auf Strecken und Bahnhofsgleisen bei Schneehöhen bis 3,20 m vorgesehen. Die Fräse ist ein Regelfahrzeug mit betrieblicher Sonderbehandlung gemäß Dienstvorschrift für Fahrzeuge und Geräte mit betrieblicher Sonderbehandlung (DV 431). Sie ist mit eigenem Fahrantrieb und mit einseitiger Regelzug- und -stoßvorrichtung versehen. Die SSF besteht im Wesentlichen aus * einem zweiachsigen Dieseltriebfahrzeug mit - einer Antriebsleistung von 600 PS sowie den Anbauteilen: - Vorbauschneefrässchleuder mit kombinierter Fahr- und Bedienerkabine - zwei Keilschneepflüge an den Fahrzeugenden - Anhebe-Drehvorrichtung. Schneefrässchleuder und die kombinierte Fahr- und Bedienerkabine sind mit ihrem Rahmen hydraulisch heb- und senkbar montiert. Der Schnee kann wahlweise nach rechts oder links bis zu einer Weite von 40 Metern ausgeworfen werden. Die Seitenflügel sind hydraulisch einzeln ausklappbar. Der Keilpflug am Heck ist hydraulisch heb- und senkbar. Eine Abhebe- und Drehvorrichtung unter dem Fahrzeug ermöglicht das Drehen der SSF auf der Stelle. Technische Daten: - Dienstmasse: 27 t - Meterlast: 2,6 t/m - Achsfahrmasse: 16 t - Anzahl der Achsen: 2 - Achsstand: 4000 mm - Länge über alles: 10340 mm - Höhe über Schienenoberkante in Transportstellung: 4160 mm - Räumbreite: 3000 mm - Räumbreite mit Seitenflügeln: 3800 mm - Räumhöhe: 0,5 – 3,2 m - Schwenkbarkeit des Auswurfkamins rechts / links: 90 / 50 Grad - Räumgeschwindigkeit: 0,4 – 30 km/h - Geschwindigkeit bei Eigenfahrt: 60 km/h - Geschwindigkeit geschleppt im Zugverband: 80 km/h - Dieselmotor: Cummins - Leistung: 600 PS - Wurfweiten: 9 – 40 m - Räumleistung: bis 6000 t/h - Bremse: Bauart Knorr - Einsatz, Stationierung und Verbleib: Die vor 1981 produzierte Schneefräse mit oben genannter Nummer wurde sofort nach ihrer Indienststellung im Februar 1981 dem Bahnbetriebswerk Glauchau (Sachsen) zugeteilt. Kleinbahndiesellokomotive N4b: (Eigentum des Limbach-Oberfrohnaer Eisenbahnvereins e. V., Stand Mai 2007) Baujahr 1956, Hersteller VEB Lokomotivbau Karl Marx Babelsberg, Typ N4b, Sechszylinder-Viertakt-Dieselmotor, Gewicht 17t, Leistung 90 PS, Vmax: 30 km/h, Fabriknummer 251130, Mechanisches Vierganggetriebe, Druckluftgebremst, zweiachsig, antrieb durch zwei Stangen beiderseits, Einsatzorte: 1956 Kohlelager Cottbus, 1983 Magdeburger Raum, 1984 Erwerb durch Papierfabrik Penig, 1984 Einsatz im Werksteil Wolkenburg, seit 2004 im Eigentum des Limbach-Oberfrohnaer Eisenbahnvereins, Standort Bahnbetriebswerk Glauchau, 1984 Hauptuntersuchung in Reparaturstätten Tharandt, 1991 Hauptuntersuchung Raw Chemnitz, 1992 Bremsrevision, 2004/2005 Motor überarbeitet, Einheits-Tenderlok 86 744: Rollfähige und vollständig erhaltene Einheits-Güterzugtenderlokomotive der Deutschen Reichsbahn, 1942 erbaut von der Firma Orenstein & Koppel Berlin mit der Fabriknummer 13759, eingesetzt auf Nebenstrecken bei verschiedenen Bahnbetriebswerken, zuerst in Waren/Müritz, zwischen 1949 und 1991 vorrangig im Steinkohlenbergbau auf heutigem sächsischen Gebiet, ab 1991 Museumsbahn in Minden, seit 2017 im Bw Glauchau, eine von zwei noch funktionstüchtigen Lokomotiven dieser Baureihe, eisenbahngeschichtlich und technikgeschichtlich von Bedeutung. Mit dem Baudatum 1942 unterliegt sie bereits den Vorgaben des Hauptausschusses Schienenfahrzeuge. Loks dieses Zeitraumes wurden mit standardisierten Bauteilen und Armaturen ausgestattet, die entsprechend gekennzeichnet waren. Die hier zu betrachtende Lok trägt im Zylinderblock das Zusatzkürzel K44. Das K steht für Kriegslok. Gleichwohl wird sie von einer Heißdampfmaschine angetrieben und nicht der Vorgabe entsprechend von einer Nassdampfmaschine. Letztere war im Verbrauch sparsamer und weniger wartungsanfällig. Diese Lok weist zudem eine höhere Ordnungsnummer auf. Die geschichtliche Einordnung der Lok sowie ihre Integration in eine bestehende Sammlung begründet ein öffentliches Interesse an ihrer Erhaltung und Nutzung als Zeugnis für die Entwicklung des Schienenverkehrs auf Nebenbahnen. Zudem liegen wissenschaftliche Gründe vor, weil von dieser zeittypischen Baureihe nur noch zwei Exemplare erhalten sind. – Seltenheitswert. | 09240557 |
| Direkt Bild zu diesem Denkmal hochladen | Villa | Scheffelstraße 4 (Karte)                                          | 1927                                     | Baugeschichtlich von Bedeutung, zeittypischer, architektonisch qualitätvoll gestalteter Putzbau, im Reformstil der Zeit um 1910, in gutem Originalzustand. Zweigeschossig, Mittelrisalit halbrund vorspringend mit kannelierten Pilastern, annähernd quadratischer Grundriss, Zweifamilienhaus, Mansardwalmdach mit Zwerchhaus, Gauben mit Satteldächern, Haustür und Fenster aus Erbauungszeit, diese mit Sprossenteilung, zahlreiche Bleiglasfenster, Fensterläden für Erscheinungsbild wichtig, Bauherr Max Lorenz. | 09241351 |
|                                         | Verwaltungsgebäude (Anschrift: Otto-Schimmel-Straße 8a), Fabrik- und Verwaltungsgebäude (Anschrift auch: Scherbergplatz 1 und Erich-Fraaß-Straße 24) sowie ehemaliges Beamtenwohnhaus (Anschrift: Otto-Schimmel-Straße 8) einer Textilfabrik | Scherbergplatz 1 (Karte)                                          | 1927–1928 (Textilindustrie)              | Technikhistorisch, orts- und baugeschichtlich von hoher Bedeutung, im Reformstil der Zeit um 1910, neoklassizistische und neobarocke Stileinflüsse, Bauteil am Scherbergplatz Geschäftshaus der Firma Ernst Seifert, Bauteil an der Otto-Schimmel-Straße ehemals Firma Bössneck & Meyer. Hauptgebäude Palla, neoklassizistische und neobarocke Stileinflüsse, wahrscheinlich Geschäftshaus der Firma Ernst Seifert, Bauteil Scherbergplatz 1926, Architekt R. Ulrich/Bauleiter Krebs Dresden, weiterer Bauteil Otto-Schimmel-Straße ehemals Fa. Bössneck & Meyer Bauwerk v. Arch. Krebs 1925, Gebäudegruppe am Scherbergplatz/Erich-Fraaß-Straße ehemals mit Anschrift: Erich-Fraaß-Straße 25 und Scherbergplatz 1, Otto-Schimmel-Straße 8 – Beamtenwohnhaus der Fa. Ernst Seifert. | 09241442 |
| Weitere Bilder                          | Zwei Wohnhäuser einer Wohnhauszeile | Scherbergplatz 2; 3 (Karte)                                       | um 1935                                  | Baugeschichtlich von Bedeutung, im traditionalistischen Stil der 1930er Jahre, Straßenfassade mit flachen Balkons. Kratzputz, Türgewände glasierte Ziegel, auffallende Haustür. | 09241477 |
| Weitere Bilder                          | Zwei Wohnhäuser einer Wohnhauszeile | Scherbergplatz 5; 6 (Karte)                                       | um 1935                                  | Baugeschichtlich von Bedeutung, im traditionalistischen Stil der 1930er Jahre, Straßenfassade mit flachen Balkons. Französische Balkone, Kratzputz, aufwendig gestaltete Türgewände mit glasierten Ziegeln, Sockel Klinker. | 09241478 |
|                                         | Hotel „Glauchauer Hof“ | Scherbergplatz 7 (Karte)                                          | 1926                                     | Orts- und baugeschichtlich von Bedeutung, im Reformstil der Zeit nach 1910, ortsbildprägende Lage nahe dem Bahnhof, heute Polizeikreisamt. | 09241479 |
| Weitere Bilder                          | Mietshaus (mit zwei Hausnummern) in Ecklage, mit Feuerwehrzufahrt | Schlachthofstraße 1; 3 (Karte)                                    | um 1925                                  | Baugeschichtlich von Bedeutung, im Reformstil der Zeit nach 1910, Fassade mit figürlichem Schmuck. Sockel Porphyr, Fassade mit figürlichem Schmuck, Kunststofffenster seit 1990/1991, ehemals mit Feuerwehr im Erdgeschoss (?). | 09241484 |
| Direkt Bild zu diesem Denkmal hochladen | Doppelmietshaus in geschlossener Bebauung | Schlachthofstraße 2; 4 (Karte)                                    | um 1890                                  | Baugeschichtlich von Bedeutung, gründerzeitliche Klinkerfassade. Klinker Obergeschoss, Erdgeschoss verputzt, Haustor original, ähnliche Gestaltung wie Ecke August-Bebel-Straße. | 09241485 |
| Direkt Bild zu diesem Denkmal hochladen | Mietshaus in geschlossener Bebauung | Schlachthofstraße 5 (Karte)                                       | um 1910                                  | Mit Laden, baugeschichtlich von Bedeutung, reich gegliederte Gründerzeitfassade. Im Ersten Obergeschoss zwischen Fenstern zwei Bauplastiken. | 09241486 |
| Direkt Bild zu diesem Denkmal hochladen | Mietshaus in geschlossener Bebauung | Schlachthofstraße 24 (Karte)                                      | um 1905                                  | Baugeschichtlich von Bedeutung, historisierende Fassade, dabei neogotische Elemente. Neogotische Elemente, Fenster zum Teil mit Vorhangbogen, profilierte Gewände, im Erdgeschoss ein Bleiglasfenster, schlechte farbliche Fassung der Fassade. | 09241488 |
| Direkt Bild zu diesem Denkmal hochladen | Wohnhaus | Schlachthofstraße 26 (Karte)                                      | 1898                                     | Eckhaus, zwei dreigeschossige Flügel mit Satteldächern im leicht spitzen Winkel zueinander, am Scheitelpunkt ein Turm, dessen Haube abhandengekommen ist, erhalten die schönen Dachfensterchen und die Fassadenzier im Bereich des Eckturms, baugeschichtliche Bedeutung | 09307164 |
| Direkt Bild zu diesem Denkmal hochladen | Mietshaus in Ecklage und in geschlossener Bebauung | Schlachthofstraße 28 (Karte)                                      | um 1910                                  | Städtebaulich und baugeschichtlich von Bedeutung, repräsentativer Eckbau der Gründerzeit, reiche Fassadengliederung und Eckbetonung mit geschweiftem Dach. Reiche Fassadengliederung, in Karte als „Fortuna“ bezeichnet. | 09241489 |
| Direkt Bild zu diesem Denkmal hochladen | Mietshaus in geschlossener Bebauung | Schlachthofstraße 56 (Karte)                                      | 1928                                     | Baugeschichtlich von Bedeutung, im Reformstil der Zeit nach 1910. | 09241490 |
| Direkt Bild zu diesem Denkmal hochladen | Mietshaus (mit Gaststätte) in Ecklage und in geschlossener Bebauung | Schlachthofstraße 58 (Karte)                                      | 1930                                     | Städtebaulich und baugeschichtlich von Bedeutung, im Reformstil der Zeit nach 1910. Dieses und Nachbarhaus mit Fassadengliederung, Putz, Fenster und Haustüren original. | 09241491 |
| Direkt Bild zu diesem Denkmal hochladen | Wohnhaus in geschlossener Bebauung mit Läden | Schloßplatz 4 (Karte)                                             | vermutlich 1814                          | Bau- und ortsgeschichtlich von Bedeutung, ehemaliges Gewerbehaus, zeitweise Gewerbemuseum, im klassizistischen und Empire-Stil, Haus teilweise modernisiert. | 09241494 |
| Weitere Bilder                          | Schlossanlage, Schlossgarten (Gartendenkmal), Schlossbrücke im Park und Kelleranlagen | Schloßplatz 5a (Karte)                                            | 1527–1534                                | Gräflich Schönburgische Schlösser, die heutige Erscheinung mit Türmen und Zwerchhäusern im Wesentlichen durch Umbauten der Spätgotik und Renaissance bestimmt, geschichtlich und architektonisch von Bedeutung, mittelalterliche Kelleranlagen, baugeschichtlich von Bedeutung. Einzeldenkmal der Sachgesamtheit Schloss Forder- und Hinterglauchau – (siehe auch Sachgesamtheit 09301649): Geschichte: Zwischen 1170 und 1180 wurde durch das Geschlecht derer von Schönburg auf dem Vorsprung des rechten Muldentalrandes eine Burg errichtet, von 1470 bis 1485 Umbau in ein spätgotisches Wohnschloss, von 1527 bis 1534 ließ Ernst II. von Schönburg das Schloss Hinterglauchau umbauen und das Schloss Forderglauchau durch den Baumeister Günther Andreas errichten, 1799 befand sich westlich der Schlossanlage, durch den Hirschgrund getrennt, ein regelmäßig angelegter Schlossgarten mit 24 Compartimenten und einem zentralen Wasserbecken, südlich davon schloss sich eine landschaftlich gestaltete Anlage an (vergleiche Grundriss der Stadt Glauchau, 1799, SLUB), diese Situation ist bis 1940 nachweisbar. Bauliche Schutzgüter: - Gebäude: Schlossanlage bestehend aus Schloss Forderglauchau und Schloss Hinterglauchau (Einzeldenkmal), durch einen Wallgraben getrennt, - Erschließung: - Zugänge: Über den Zufahrtsweg zum Schloss, von der Paul Geipelt-Straße, vom nördlich und westlich angrenzenden Gründelpark, Zugangsbrücke zum Schloss Forderglauchau über Graben, - Wegesystem: Landschaftlich geschwungene Wege mit wassergebundener Decke, - Gartenbauten: Schloss und Garten verbindende Schlossbrücke über den Hirschgrund (Einzeldenkmal), Vegetabile Schutzgüter: Wertvoller Altgehölzbestand aus u. a. Winter-Linde (Tilia cordata), Platane (Platanus x hispanica), Ulme (Ulmus laevis), Stiel-Eiche (Quercus robur), Spitz-Ahorn (Acer platanoides), Rosskastanie (Aescuslus hippocastanum), Esche (Fraxinus excelsior) und Hainbuche (Carpinus betulus), im Hof von Schloss Hinterglauchau prägende Rosskastanie (Aescuslus hippocastanum), Sonstige Schutzgüter: - Bodenrelief: Die Schlossanlage befindet sich auf einem Geländesporn, der nach Norden hin steil abfällt, der auf einem Plateau befindliche Schlossgarten wird durch den tief eingeschnittenen Hirschgrund vom Schloss getrennt, - Blickbeziehung: Verschiedene Aussichten von der oberen Hangkante nach Norden und Westen (zugewachsen), Aussichtspunkt oberhalb des Hammerteiches mit Blick in den Gründelpark (zugewachsen), Störfaktoren: Kleingartenanlage im Bereich des regelmäßigen Schlossgartens. | 09241493 |
| Weitere Bilder                          | Sachgesamtheit Schloss Forder- und Hinterglauchau sowie dem Schlossberg als Sachgesamtheitsteil | Schloßplatz 5a (Karte)                                            | 1527–1534                                | Geschichtlich und architektonisch von Bedeutung, Gräflich Schönburgische Schlösser, die heutige Erscheinung mit Türmen und Zwerchhäusern im Wesentlichen durch Umbauten der Spätgotik und Renaissance bestimmt. Sachgesamtheit mit folgenden Einzeldenkmalen: - Schlossanlage, - Schlossgarten (Gartendenkmal), - Schlossbrücke im Park und - Kelleranlagen (siehe auch Einzeldenkmal 09241493), Geschichte: siehe oben. | 09301649 |
|                                         | Wohnhaus in Ecklage | Schloßplatz 6 (Karte)                                             | 2. Hälfte 19. Jahrhundert, im Kern älter | Städtebaulich und baugeschichtlich von Bedeutung, Putzfassade mit Standerker und prächtigem Giebel, im Stil der Neorenaissance, im Kern vermutlich barockes Gebäude, ortsbildprägende Lage gegenüber dem Schloss. Überformt und verändert, alte Haustür und alte Türen, und Beschläge im Dielenbereich, Segmentbogengiebel mit Erker vor 1900, Neorenaissance, alte Einfriedung wegen Straßenverbreiterung abgebrochen. | 09241365 |
| Direkt Bild zu diesem Denkmal hochladen | Haustür eines Wohnhauses | Schloßplatz 9 (Karte)                                             | 1. Hälfte 19. Jahrhundert                | Handwerklich-künstlerisch von Bedeutung, reich geschnitzte, klassizistische Haustür. | 09241495 |
|                                         | Wohnhaus in geschlossener Bebauung | Schloßplatz 10 (Karte)                                            | um 1925                                  | Baugeschichtlich von Bedeutung, Putzfassade mit großem Balkon, im Stil des Neobiedermeier der Zeit nach 1910. Fensterläden im ersten Stock, zweiter Stock großer Balkon. | 09241496 |
| Direkt Bild zu diesem Denkmal hochladen | Verwaltungsgebäude | Schloßplatz 12 (Karte)                                            | 19. Jahrhundert, später überformt        | Ortsgeschichtlich von Bedeutung, Rathauserweiterung. | 09241497 |
| Direkt Bild zu diesem Denkmal hochladen | Wohnhaus (mit zwei Hausnummern) in geschlossener Bebauung | Schloßstraße 15; 16 (Karte)                                       | um 1910, im Kern älter                   | Mit Laden, baugeschichtlich von Bedeutung, reiche Fassadengliederung, im Reformstil der Zeit um 1910. Dachaufbauten verändert, erster Stock reiche Fassadengliederung. | 09241500 |
| Direkt Bild zu diesem Denkmal hochladen | Wohnhaus in halboffener Bebauung, mit seitlicher Toreinfahrt | Schloßstraße 20 (Karte)                                           | 2. Hälfte 19. Jahrhundert, im Kern älter | Mit Laden, baugeschichtlich von Bedeutung, gründerzeitliche Putzfassade, im Kern barockes Gebäude mit Mansarddach, aufwändig gestaltete Ladenfront. Toreinfahrt, Teile Laden original, Sockel verändert. | 09241501 |
| Direkt Bild zu diesem Denkmal hochladen | Doppelwohnhaus in offener Bebauung | Schönburgstraße 39; 41 (Karte)                                    | um 1925                                  | Baugeschichtlich von Bedeutung, im Heimatstil der 1920er Jahre. Zaun, Fensterläden. | 09241502 |
| Direkt Bild zu diesem Denkmal hochladen | Verwaltungsbau oder Schule | Schulplatz 1 (Karte)                                              | um 1880                                  | Baugeschichtlich und ortsgeschichtlich von Bedeutung, Historismusbau, später als Arbeitsamt der Stadt genutzt. Mit Tordurchgang, Putz u. Fenster original, Funktion nicht erkennbar, gefährdet. | 09241503 |
|                                         | Schule und Anbau | Schulplatz 2 (Karte)                                              | 1857–1859, Anbau 1909 (Schule)           | Älterer Bauteil die Bürgerschule, 1859 eingeweiht, Anbau von 1909 enthielt zehnstufige Mädchenschule, 1923 beide Abteilungen Allgemeine Volksschule (bisherige Knabenbürgerschule) und Mädchenschule zu Dittesschule vereinigt, später Berufsschule, baugeschichtlich und ortsgeschichtlich von Bedeutung, im Stil des Historismus. | 09241504 |
| Direkt Bild zu diesem Denkmal hochladen | Wohnhaus | Sonnenstraße 46 (Karte)                                           | 1910                                     | Im Heimatstil anspruchsvoll für die Familie Föhrenck, Gustav, Prokurist der Trikotagen- und Trikotstoff-Fabrik Max Boeßneck, Bau über annähernd quadratischer Grundfläche mit hohem Sockel, Erdgeschoss und großem gebrochen Dach, dieses im unteren Teil vollkommen ausgebaut, Putzbau, im Äußeren und im Inneren unverändert erhalten, orts- und baugeschichtlich von Bedeutung | 09307540 |
| Direkt Bild zu diesem Denkmal hochladen | Mietshaus in halboffener Bebauung (bauliche Einheit mit Nr. 53 und 55), mit Vorgarten | Sonnenstraße 51 (Karte)                                           | um 1890                                  | Baugeschichtlich von Bedeutung, Gründerzeitgebäude. Holzveranden. | 09241505 |
| Direkt Bild zu diesem Denkmal hochladen | Mietshaus in geschlossener Bebauung (bauliche Einheit mit Nr. 51 und 55), mit Vorgarten | Sonnenstraße 53 (Karte)                                           | Letztes Viertel 19. Jahrhundert          | Baugeschichtlich von Bedeutung, Gründerzeitgebäude. Siehe Nummer 55. | 09241506 |
| Direkt Bild zu diesem Denkmal hochladen | Mietshaus in halboffener Bebauung (bauliche Einheit mit Nr. 51 und 53), mit Vorgarten | Sonnenstraße 55 (Karte)                                           | Letztes Viertel 19. Jahrhundert          | Baugeschichtlich von Bedeutung, Gründerzeitgebäude. Fassadengliederung, Dachaufbauten, Haustüren original. | 09241507 |
| Direkt Bild zu diesem Denkmal hochladen | Mietshaus mit Vorgarten | Sonnenstraße 57 (Karte)                                           | vermutlich 1898                          | Baugeschichtlich von Bedeutung, monumentaler historistischer Bau mit zwei Seitenrisaliten, im Stil der späten Neogotik. Reiche Fassadengliederung. | 09241508 |
| Direkt Bild zu diesem Denkmal hochladen | Villa mit Garten | Sonnenstraße 59 (Karte)                                           | um 1925                                  | Baugeschichtlich von Bedeutung, im Reformstil der Zeit nach 1910. Original erhalten. | 09241509 |

### T
| Bild                                    | Bezeichnung | Lage                            | Datierung                 | Beschreibung | ID       |
| --------------------------------------- | --- | ------------------------------- | ------------------------- | --- | -------- |
| Direkt Bild zu diesem Denkmal hochladen | Plastik an Hausecke | Talstraße 5 (Karte)             | um 1925                   | Handwerklich-künstlerisch von Bedeutung, männliche Figur Maschinenbau symbolisierend. An Hausecke des ersten Stockes, Maschinenbau symbolisierend. | 09241510 |
| Direkt Bild zu diesem Denkmal hochladen | Wohnhaus mit Praxis, in halboffener Bebauung, mit Garten                                                                    | Talstraße 27 (Karte)            | 1930                      | Künstlerisch und baugeschichtlich von Bedeutung, wissenschaftliche Bedeutung als Einzelbeispiel für modernes Bauen Ende der 1920er Jahre, qualitätvolle handwerkliche Ausführung, städtebaulich an ältere Bauten gut angefügt, symbolische plastische Darstellung über Eingang, Architekt: Beckert, Lichtenstein. Zeittypische Gestaltung, Treppengeländer, Türgriffe, Farbglasfenster durch Bauhaus beeinflusst, Einzelbeispiel für modernes Bauen Ende der 1920er Jahre, qualitätvolle handwerkliche Ausführung, städtebaulich an ältere Bauten gut angefügt, symbolische plastische Darstellung über Eingang (weibliche Figur mit Schlange, die Medizin darstellend von Georg Türke 1929).                | 09241511 |
| Direkt Bild zu diesem Denkmal hochladen | Villa mit Einfriedung | Talstraße 29 (Karte)            | 1923                      | Baugeschichtlich von Bedeutung, im traditionalistischen Stil der 1920er Jahre. Reiche Innenausstattung, Holzverkleidung. | 09241512 |
| Direkt Bild zu diesem Denkmal hochladen | Haustür eines Wohnhauses | Theaterstraße 10 (Karte)        | um 1800 (Haustür)         | Handwerklich-künstlerisch von Bedeutung, barocke Tür mit Innungszeichen der Tischler. | 09241513 |
| Direkt Bild zu diesem Denkmal hochladen | Theater | Theaterstraße 39 (Karte)        | um 1925                   | Baugeschichtlich und ortsgeschichtlich von Bedeutung, Gebäude im Stil der 1920er Jahre, im Innern im Art-Déco-Stil. | 09241514 |
| Direkt Bild zu diesem Denkmal hochladen | Bauplastik am Wohnhaus | Theaterstraße 40 (Karte)        | 1. Hälfte 20. Jahrhundert | Handwerklich-künstlerisch von Bedeutung, Figur eines Lampenhalters. | 09241515 |
| Direkt Bild zu diesem Denkmal hochladen | Wohnhaus in geschlossener Bebauung                                                                                          | Theaterstraße 42 (Karte)        | vor 1900                  | Baugeschichtlich von Bedeutung, barockes Gebäude mit Segmentbogenportal. | 09241516 |
| Direkt Bild zu diesem Denkmal hochladen | Haustür eines Wohnhauses | Theaterstraße 43 (Karte)        | um 1800                   | Handwerklich-künstlerisch von Bedeutung, barocke Tür. Evangelische Buchhandlung Eigentümer, Fassade des Wohnhauses entstellend verkleidet. | 09241517 |
| Direkt Bild zu diesem Denkmal hochladen | Wohnanlage mit Einfriedung und Siedlungsgrün                                                                                | Thomas-Mann-Straße 1; 2 (Karte) | um 1925                   | Baugeschichtlich von Bedeutung, im traditionalistischen Stil der 1920er/1930er Jahre. - Wohnanlage: Thomas-Mann-Straße 2 und Gerhart-Hauptmann-Weg 4–12 einzelne Hauseingänge, im Hinterhof Funktionsgebäude mit Abstellraum, Wäschemangel und Waschhaus (siehe Thomas-Mann-Straße 2), - Einfriedung: Zur Straße bei Gerhart-Hauptmann-Weg 8–12, Einfriedungsmauern zum Innenhof bei Gerhart-Hauptmann-Weg 15, Kantstr. 2, 8 und 10 sowie Franz-Mehring-Platz 3–7, - Siedlungsgrün: Vorgartenbereich mit straßenbegleitender Baumreihe aus Kugel-Ahorn (Acer platanoides 'Globosum') und Baumpaaren aus Pyramiden-Pappeln (Populus nigra 'Italica') an den Hofzugängen entlang der Gerhart-Hauptmann-Straße. | 09241337 |
| Direkt Bild zu diesem Denkmal hochladen | Doppelwohnhaus mit Einfriedungsmauer zum Innenhof und Vorgarten, Teil einer Wohnanlage (siehe auch Franz-Mehring-Platz 3–7) | Thomas-Mann-Straße 15; 17       |                           | | 09241518 |
| Direkt Bild zu diesem Denkmal hochladen | Wohnhaus in Ecklage | Thomas-Müntzer-Gasse 15 (Karte) | um 1800                   | Mit Laden, baugeschichtlich von Bedeutung, schlichter Barockbau mit Fachwerk-Obergeschoss (verputzt). Fachwerk-Obergeschoss verputzt, mit Laden. | 09241427 |

### U
| Bild                                    | Bezeichnung                                       | Lage                   | Datierung    | Beschreibung | ID       |
| --------------------------------------- | ------------------------------------------------- | ---------------------- | ------------ | --- | -------- |
| Direkt Bild zu diesem Denkmal hochladen | Villa mit Einfriedung, Toranlage und Villengarten | Ulmenstraße 5 (Karte)  | 1920er Jahre | Teile der Einfriedung befinden sich auf den Grundstücken Ulmenstraße 5a und Am Bürgerheim 4, repräsentatives Gebäude neubarock, Einfriedung aus Stampfbeton mit Aufsätzen im Reformstil der Zeit nach 1910, bau- und gartengeschichtlich von Bedeutung. Die Villa im Reformstil wurde in den 1920er Jahren erbaut. Sie ist umgeben von einem regelmäßig gestalteten Garten, der ebenfalls dem Reformstil zuzuordnen ist. Die in großen Teilen erhaltene Zaunanlage dokumentiert die einstige Größe des Gartens, der im Südteil (heute Am Bürgerheim 4) durch einen Kindergarten und Garagen nach 1945 und im Nordwesten (Ulmenstraße 5a) durch ein Wohnhaus überbaut wurde. Der Kernbereich des Grundstücks an der Villa blieb als Garten erhalten. Teile des symmetrisch verlaufenden Wegesystems sind zwar überwachsen, aber noch ablesbar. Westlich der Villa befindet sich die auf die Mittelachse der Villa mit dem Hauptzugang ausgerichtete Zufahrt mit einer zweireihigen Allee aus geschnittenen Winter-Linden. An der östlichen Grundstücksgrenze verläuft eine Baumreihe aus vier geschnittenen Winter-Linden, die ebenfalls auf die Villa Bezug nimmt. Vor der Ostfassade der Villa steht eine mächtige Blut-Buche, die ursprünglich mit ihrem symmetrisch angeordneten Gegenstück diese Gebäudeseite rahmte, deren Pendant jedoch verloren ging. Darüber hinaus blieb wertvoller Altgehölzbestand aus unter anderem Rosskastanien, einer Flatter-Ulme, Eiben (Taxus baccata), eine Gruppe aus Schwarz-Kiefern sowie Bauernjasmin und Rhododendron erhalten. Vom Repräsentationsbedürfnis der einstigen Eigentümer zeugen dendrologische Besonderheiten wie Blut-Buchen und eine Sumpf-Eiche. An der Ost- und der Westgrenze des Grundstücks verläuft ein aufwendig gestalteter Einfriedungszaun mit profiliertem Sockel und bekrönten Pfeilern aus Stampfbeton. Die Zaunfelder aus Ziergittern werden von Betonrahmen gefasst. Die zurückgesetzte Toranlage westlich der Villa an der Ulmenstraße mit einem zweiflügligem Zufahrtstor und zwei einflügligen Pforten, ebenfalls als Ziergitter ausgeprägt, sind von einer hervorragenden gestalterischen Qualität. Trotz Verlusten ist der um die Villa erhaltene Garten noch von großer Aussagekraft. Die durch gartenreformerische Ideen schon vor 1900 geforderte Durchdringung von Haus und Garten deutet sich in diesem Objekt durch die räumliche Zuordnung von Teilen des Hauses zu Teilen des Gartens an. (LfD/2017) Villa: - Innenausstattung teilweise erhalten: Stuckdecken, Eingangshalle mit Holzgeländer, Vorraum mit Spiegel, Reste Badezimmer, - Zaun mit Pfeilern, Haustür und Zimmertüren. Einfriedung: - Aufwendig gestalteter Einfriedungszaun aus Stampfbeton mit profiliertem Sockel und bekrönten Pfeilern, Zaunfelder Ziergitter mit Betonrahmen, - Zurückgesetzte Toranlage westlich der Villa mit zweiflügligem Zufahrtstor und zwei einflügligen Pforten, ebenfalls Ziergitter, Teile der Einfriedung befinden sich auf den Grundstücken Ulmenstraße 5a (Flrst. 767/1) und Am Bürgerheim 4 (Flrst. 767/3, 785/9, 785/11). Villengarten: - Regelmäßig angelegter Garten im Reformstil, Wegesystem westlich der Villa überwachsen, aber noch ablesbar, westlich der Villa auf die Mittelachse der Villa mit dem Hauptzugang ausgerichtete Zufahrt mit zweireihiger Allee aus geschnittenen Winter-Linden (Tilia cordata), östlich Baumreihe aus vier geschnittenen Winter-Linden entlang der Straße Am Bürgerheim, die ebenfalls auf die Villa Bezug nimmt, wertvoller Altgehölzbestand aus u. a. Rosskastanien (Aesculus hippocastanum), Flatter-Ulme (Ulmus laevis), Eiben (Taxus baccata), eine Gruppe aus Schwarz-Kiefern (Pinus nigra) sowie Bauernjasmin (Philadelphus coronarius) und Rhododendron, auch dendrologische Besonderheiten wie Blut-Buche (Fagus sylvatica f. purpurea) und Sumpf-Eiche (Quercus palustris), - Drei wertvolle Altbäume (die Sumpf-Eiche, eine Blut-Buche und ein Berg-Ahorn) befinden sich auf den Flurstücken 767/3 und 785/11 (Am Bürgerheim 4). | 09241237 |
| Direkt Bild zu diesem Denkmal hochladen | Villa mit Einfriedung, Toranlage und Villengarten | Ulmenstraße 5a (Karte) | 1920er Jahre | Teile der Einfriedung befinden sich auf den Grundstücken Ulmenstraße 5a und Am Bürgerheim 4, repräsentatives Gebäude neubarock, Einfriedung aus Stampfbeton mit Aufsätzen im Reformstil der Zeit nach 1910, bau- und gartengeschichtlich von Bedeutung. Beschreibungstext siehe oben bei Ulmenstraße 5. | 09241237 |

### V
| Bild                                    | Bezeichnung                                           | Lage                     | Datierung | Beschreibung | ID       |
| --------------------------------------- | ----------------------------------------------------- | ------------------------ | --------- | --- | -------- |
| Direkt Bild zu diesem Denkmal hochladen | Wohnhaus                                              | Virchowstraße 12 (Karte) | um 1930   | Baugeschichtlich von Bedeutung, im traditionalistischen Stil der 1920er Jahre mit Art-Déco-Anklängen. Farbige Fassung und Gestaltung erhalten, schlechter Bauzustand. | 09241524 |
| Weitere Bilder                          | Krankenhaus (Haus 1) und Krankenhausgarten mit Bassin | Virchowstraße 18 (Karte) | 1914      | Baugeschichtlich, ortsgeschichtlich und gartenkünstlerisch von Bedeutung, repräsentatives Bauwerk im Reformstil der Zeit um 1910 mit neobarocken Anklängen, Architekt: Reinhold Ulrich. Beschreibung und Begründung des Gartendenkmals: Die wahrscheinlich zeitgleich mit dem Krankenhaus angelegte, der Südwest-Seite des Gebäudes vorgelagerte, terrassierte und sehr repräsentative Anlage ist in folgende Teile zu unterscheiden: - Die obere Ebene mit Zufahrtsstraße, bogenförmiger Auffahrt, Zugangstreppe zum Gebäude, Vorgartenbereich, zwei Platanenreihen und linksseitigem Kastanienrondell, - Die mittlere Ebene mit zentraler Wasserparterrefläche (rechteckiges Wasserbecken, umlaufende Wege, Rosenrabatten und geschnittene Hecken) sowie Obstwiese im Südosten, - Die untere Ebene mit einer rechtsseitigen großen rechteckigen Rasenfläche im Nordwesten und einer unterhalb des Wasserbeckens, in der Achse liegenden Gehölz- und Rasenfläche. Hervorzuheben ist die axialbetonte, dem Gebäude entsprechende Gestaltung der Anlage. Ein besonderer Blick eröffnet sich von dem dem Gebäude vorgesetzten Balkon, der gleichfalls die Vorfahrt überdacht. Seitlich rahmen die Platanen die Sicht auf das Wasserbecken und die von ihm rechts und links liegenden Rasenflächen. Im Hintergrund der Wasserfläche bildet eine Baumreihe aus Pyramiden-Pappeln einen optischen Abschluss. Dahinter befindet sich eine abwechslungsreiche Gehölzkulisse, die sich aus unterschiedlichen Laubgehölzen (Linden, Kastanie, Haselnuss, Flieder, Rhododendron) und Koniferen (Blaufichten, Weymouthskiefern, Schwarzkiefer, Eiben) zusammensetzt und eine spätere Ergänzung darstellt. Die dem monumentalen Bau entsprechende Anlage ist dem neobarocken Gartenstil der Reformzeit zuzuordnen und bildet mit dem Bauwerk eine gestalterische Einheit. Sie hat in der geschickten Ausnutzung der Geländes und der repräsentativen Gliederung sowie baulichen und pflanzlichen Ausstattung gartenkünstlerischen Wert. (LfD/2014, 2017) Krankenhaus: Neobarock, Freitreppe, plastischer Schmuck, Balkon. Krankenhausgarten: vermutlich im Zusammenhang mit dem Bau des Krankenhauses gestaltet (Bassin findet sich auf dem Messtischblatt von 1916). Gartenteile: - Obere Ebene mit bogenförmiger Auffahrt, Zugangstreppe, Vorgartenbereich, zwei Baumreihen aus geschnittenen Platanen (Platanus x hispanica) und Rondell aus Rosskastanien (Aesculus hippocastanum) südlich des Gebäudes, - Mittlere Ebene mit zentraler Wasserparterrefläche, bestehend aus rechteckigem Wasserbecken mit umlaufenden Wege, Rosenrabatten, geschnittenen Hainbuchen-Hecken (Carpinus betulus) und einer Baumreihe aus Säulenpappeln (Populus nigra 'Italica') als südwestlicher Abschluss, sowie südöstlich daran anschließender Obstwiese, - Untere Ebene mit einer großen rechteckigen Rasenfläche im Nordwesten und einer unterhalb des Wasserbeckens in der Achse liegenden Gehölzfläche mit Rhododendren (spätere Pflanzung), Blickbeziehung: Vom Eingang des Krankenhausgebäudes entlang der Mittelachse mit dem Bassin nach Südwesten. Störelemente: Der historische Gehölzbestand wurde durch jüngere Koniferenpflanzungen ergänzt. | 09241523 |

### W
| Bild                                    | Bezeichnung | Lage                                         | Datierung           | Beschreibung | ID       |
| --------------------------------------- | --- | -------------------------------------------- | ------------------- | --- | -------- |
| Direkt Bild zu diesem Denkmal hochladen | Mietshaus (mit zwei Hausnummern) in geschlossener Bebauung                                                               | Wehrdigtstraße 13; 14 (Karte)                | 1887                | Baugeschichtlich von Bedeutung, gründerzeitliche Putzfassade, guter Originalbestand. | 09241526 |
| Direkt Bild zu diesem Denkmal hochladen | Mietshaus in geschlossener Bebauung                                                                                      | Wehrdigtstraße 15 (Karte)                    | um 1890             | Mit Laden, baugeschichtlich von Bedeutung, gründerzeitliche Putzfassade. | 09241528 |
| Direkt Bild zu diesem Denkmal hochladen | Wohnhaus in Ecklage | Wehrdigtstraße 24 (Karte)                    | um 1850             | Mit Laden, baugeschichtlich von Bedeutung, klassizistischer Putzbau mit aufwändig gestalteten Türportalen. Fenster und Tür verändert. | 09241529 |
| Direkt Bild zu diesem Denkmal hochladen | Mietshaus in geschlossener Bebauung konzipiert                                                                           | Wehrstraße 21 (Karte)                        | um 1870             | Baugeschichtlich von Bedeutung, gründerzeitliche Putzfassade, durch Putzbänder belebt, einheitliche Gestaltung von Nummer 21–25. Guter Originalbestand. | 09241531 |
| Direkt Bild zu diesem Denkmal hochladen | Mietshaus in geschlossener Bebauung                                                                                      | Wehrstraße 22 (Karte)                        | um 1870             | Baugeschichtlich von Bedeutung, gründerzeitliche Putzfassade, durch Putzbänder belebt, einheitliche Gestaltung von Nummer 21–25. Guter Originalbestand. | 09241532 |
| Direkt Bild zu diesem Denkmal hochladen | Mietshaus in geschlossener Bebauung                                                                                      | Wehrstraße 23 (Karte)                        | um 1870             | Baugeschichtlich von Bedeutung, gründerzeitliche Putzfassade, durch Putzbänder belebt, einheitliche Gestaltung von Nummer 21–25. Laden später. | 09241533 |
| Direkt Bild zu diesem Denkmal hochladen | Mietshaus in geschlossener Bebauung                                                                                      | Wehrstraße 24 (Karte)                        | um 1870             | Baugeschichtlich von Bedeutung, gründerzeitliche Putzfassade, durch Putzbänder belebt, einheitliche Gestaltung von Nummer 21–25. Fassadengliederung original. | 09241534 |
| Direkt Bild zu diesem Denkmal hochladen | Mietshaus in geschlossener Bebauung                                                                                      | Wehrstraße 25 (Karte)                        | um 1870             | Baugeschichtlich von Bedeutung, gründerzeitliche Putzfassade, durch Putzbänder belebt, einheitliche Gestaltung von Nummer 21–25. Originalbestand. | 09241535 |
| Direkt Bild zu diesem Denkmal hochladen | Sieben Mehrfamilienhäuser (Nr. 3–9) und Wohnhauszeile von Mehrfamilienhäusern (Nr. 10–22) der Aue-Siedlung               | Westfalenweg 3 bis 22 (Karte)                | 1938–1944           | Schlichte Putzbauten im Heimatstil der 1930er Jahre, ortsgeschichtlich von Bedeutung. Sachgesamtheitsbestandteil der Sachgesamtheit Aue-Siedlung (Sachgesamtheitsteile, keine Einzeldenkmale), (siehe auch Sachgesamtheitsdokument unter Sachsenallee – Obj. 09241807): Ehemals in gutem Originalzustand, siehe auch Bayernweg – Gemarkung Glauchau und Schönbörnchen sowie Sachsenallee – Gemarkung Glauchau und Gesau. | 09241702 |
| Direkt Bild zu diesem Denkmal hochladen | Mietvilla mit Garten | Wettiner Straße 2 (Karte)                    | um 1870             | Städtebaulich und baugeschichtlich von Bedeutung, repräsentatives gründerzeitliches Gebäude mit Balkons, stilistisch zwischen Klassizismus und Historismus. Putzquaderung im Erdgeschoss, Putznutung im Obergeschoss, Eckquaderung, Balkone, Erker, Loggien, Bauherr: Friedrich Dalichow. | 09241537 |
| Direkt Bild zu diesem Denkmal hochladen | Villa | Wettiner Straße 3 (Karte)                    | 1884                | Baugeschichtlich von Bedeutung, kleine malerisch gestaltete Villa des Historismus mit überdimensioniertem Turm. Eingeschossig mit überdimensioniertem Turm, Dach vorkragend, Putzquaderung, Zwerchgiebel, Eckquaderung, Bauherrin: Frau Auguste verw. Neuharth. | 09241538 |
| Direkt Bild zu diesem Denkmal hochladen | Villa | Wettiner Straße 4 (Karte)                    | um 1890             | Baugeschichtlich von Bedeutung, im Stil des Historismus, gelbe Klinkerfassade mit Fachwerkelementen. Gelbe Klinkerfassade, verschiedene Anbauten und Veränderungen. | 09241539 |
| Direkt Bild zu diesem Denkmal hochladen | Villa mit Einfriedung, Gartenpavillon und Garten                                                                         | Wettiner Straße 9 (Karte)                    | 1899                | Städtebaulich, ortsgeschichtlich, baugeschichtlich und gartengeschichtlich von Bedeutung, historistischer Villenbau mit Eckturm, das Grundstück gehörte dem bekannten Glauchauer Baumeister Reinhold Ulrich. Beschreibung und Begründung des Gartendenkmals: Das Haus besitzt zwei Eingänge, einen an der Südwest–Fassade und einen an der Nordwest–Fassade. Beide Eingänge werden von der Wettiner Straße aus über zwei separate Pforten erschlossen. Ein weiterer Zugang zum Grundstück befindet sich an der hinteren, Nordost-Grundstücksgrenze. Die an der Südost-Grenze liegende Zufahrt (wassergebundene Wegedecke) zu einem Nebengebäude mit Hoffläche im hinteren Bereich des Grundstücks ist durch eine halbhohe, zweimal abknickenden Mauer vom Garten abgetrennt. In dieser Mauer befindet sich eine weitere Pforte zum Garten. Das Grundstück ist gegliedert in die genannte Zufahrt mit Hoffläche des Nebengebäudes, einen Vorgarten an der Wettiner Straße, einen rechteckigen erhöht liegenden Platz (sogenannte Neugierde) an der Straßenecke, einen Eingangsbereich an der Nordwest-Fassade mit einer Linde von ehemals zwei flankierenden Linden und den hinteren relativ kleinen Garten. Die genannte Linde und eine weitere an der Zufahrt rahmen die Eckvilla. Zwei Eichen und eine Linde stehen im Garten an der genannten Mauer und schirmen das Nebengebäude ab. Eine Schwarzkiefer steht in der Nordecke des Gartens, Flieder und Haselnuss an der Nordwest-Grenze. Die Wege in Hausnähe sind mit ihren Kanten erhalten, möglicherweise auch die des stark verwilderten Gartens. Das Haus steht seit mehreren Jahren leer. Ein achteckiger Holzpavillon befindet sich im hinteren Gartenbereich. Das Haus öffnet sich nach Nordosten und Südosten über Erker, Veranda, Balkon und Terrasse. Die Einfriedung ist aufwendig mit Porphyrsockel und Pfeilern aus verputztem Mauerwerk mit Sandsteinabdeckung gestaltet. Zaunfelder aus Holz sowie Tor- und Türflügel wurden ersetzt. Die Pfeiler der Pforte an der Zufahrt haben einen Überbau mit ovaler Öffnung. Die Einfriedung besitzt zum Teil Stützmauern und kurze Mauerabschnitte. Die Zugangstreppe mit 13 Granitstufen an der Südecke des Hauses ist von einer abgestuften Wange versehen und von einer Mauer mit Pfeilern (Zaunfelder fehlen) zum Vorgarten seitlich begrenzt. Haus, Nebengebäude, Einfriedung und Garten bilden in Funktion und Gestaltung eine architektonische Einheit und sind eine Meisterleistung der in der Villa einst wohnenden und arbeitenden Architektenfamilie Ulrich. Der Garten wird insbesondere durch seine architektonischen Einfassungen geprägt. Er trägt damit Gestaltungselemente eines kleinen architektonischen Villengartens des ausgehenden 19. Jahrhunderts und ist bau- und gartengeschichtlich von Interesse. (LfD/2014 Ragnhild Kober-Carrière) Das Grundstück gehörte dem bekannten Glauchauer Baumeister Reinhold Ulrich, neben dem Wohnhaus befand sich der Bauhof mit Holzschuppen, Bauherr und Baumeister des Wohnhauses war Julius Ulrich, Baumeister. | 09241588 |
| Direkt Bild zu diesem Denkmal hochladen | Villa mit Einfriedung | Wettiner Straße 12 (Karte)                   | 1927                | Baugeschichtlich von Bedeutung, im traditionalistischen Stil der 1920er Jahre mit Art-Déco-Bauornamentik. Putzfassade, Zaun, Fensterläden, Bauornamentik erhalten, Bauherr Ernst Erich Ratz. | 09241540 |
| Direkt Bild zu diesem Denkmal hochladen | Villa | Wettiner Straße 14 (Karte)                   | 1912, im Kern älter | Baugeschichtlich von Bedeutung, im Reformstil der Zeit um 1910 umgebaut, Haus im Kern gründerzeitlich vom Ende 19. Jahrhundert. Guter Bauzustand, ursprünglich Wohnhaus von Emil Vollert Klempner um 1900, Umbau und Erweiterung für May Wassermann 1912, Freitreppe 1916. | 09241541 |
| Direkt Bild zu diesem Denkmal hochladen | Mietvilla | Wettiner Straße 15 (Karte)                   | um 1900             | Baugeschichtlich von Bedeutung, gründerzeitliche Putzfassade, Mittelrisalit mit Schwebegiebel. Schwebegiebel, Putzfassade, einfache Farbglasfenster. | 09241542 |
| Direkt Bild zu diesem Denkmal hochladen | Mietvilla | Wettiner Straße 16 (Karte)                   | um 1900             | Baugeschichtlich von Bedeutung, gründerzeitlicher Putzbau mit Schwebegiebeln und Holzveranda. Schwebegiebel, Holzveranden, Putzritzung im Erdgeschoss, Sockel Zyklopenmauerwerk, Fenster und Tür original, ursprünglich mit Atelier, Gartenpavillon, Wassertrog im Garten, Plastik auf Balkon? | 09241543 |
| Direkt Bild zu diesem Denkmal hochladen | Sachgesamtheit Wohnanlage Wettiner Straße, mit drei Wohnhauszeilen (mit je vier Eingängen) über winkelförmigem Grundriss | Wettiner Straße 21 bis 43 (ungerade) (Karte) | um 1930             | Baugeschichtlich von Bedeutung, Anklänge an die Neue Sachlichkeit. | 09241544 |
| Direkt Bild zu diesem Denkmal hochladen | Wohnhaus in Ecklage (baulich verbunden mit Pestalozzistraße 64–68) mit Vorgarten, Teil der Wohnanlage Wettiner Straße    | Wettiner Straße 45 (Karte)                   | um 1930             | Städtebaulich und baugeschichtlich von Bedeutung, im traditionalistischen Stil der 1920er/1930er Jahre, Anklänge an den Stil der Neuen Sachlichkeit. Klinkersockel, Eckerker aus Klinker. | 09241550 |
| Direkt Bild zu diesem Denkmal hochladen | Waisenhaus mit Einfriedung und Vorgarten                                                                                 | Wettiner Straße 64 (Karte)                   | 1897                | Baugeschichtlich von Bedeutung, repräsentatives neubarockes Bauwerk. Putzfassade, Tor und Garten, guter Originalbestand, zur Zeit Waisenhaus seit 1898, zur Zeit der Erfassung leer stehend. | 09241551 |
| Direkt Bild zu diesem Denkmal hochladen | Villa mit Einfriedung | Wettiner Straße 66 (Karte)                   | um 1930/1935        | Baugeschichtlich von Bedeutung, im Heimat- und traditionalistischem Stil der 1920er/1930er Jahre. Entstellender Anbau, an Giebelseite, Einfriedung original, Farbglasfenster im Treppenhaus. | 09241552 |
| Direkt Bild zu diesem Denkmal hochladen | Villa | Wettiner Straße 74 (Karte)                   | 1936                | Baugeschichtlich von Bedeutung, im Heimat- und traditionalistischem Stil der 1930er Jahre. Guter Originalbestand. | 09241553 |
| Direkt Bild zu diesem Denkmal hochladen | Fabrikgebäude mit Pförtnerhäuschen                                                                                       | Wilhelmstraße 26 (Karte)                     | 1927                | Orts- und baugeschichtlich sowie technikgeschichtlich von Bedeutung, ehemalige Färberei, monumentaler Klinkerbau im Reformstil der Zeit nach 1910, neoklassizistische Anklänge, Architekt: Reinhold Ulrich, Glauchau. Datierung: Färberei Fiernkrantz & Ehret bestand von 1855 bis 1952, Nachfolger: VEB Textilwerk Palla Glauchau, Abbruchgenehmigung für 2010/2011 erteilt. | 09241555 |
| Direkt Bild zu diesem Denkmal hochladen | Villa | Wilhelmstraße 26a (Karte)                    | 1912                | Baugeschichtlich und ortsgeschichtlich von Bedeutung, im Reformstil der Zeit um 1910, Architekt: Reinhold Ulrich, Glauchau, Wohnhaus des Glauchauer Fabrikanten Kurt Ehret. Einfache Gestaltung, in Halle umlaufende Holzbank und Kamin, ehemals mit Villa des Textilfabrikanten Ehret, Abbruchgenehmigung für 2010/2011 erteilt. | 09241556 |

### Z
| Bild                                    | Bezeichnung                                                       | Lage                    | Datierung | Beschreibung | ID       |
| --------------------------------------- | ----------------------------------------------------------------- | ----------------------- | --------- | --- | -------- |
| Direkt Bild zu diesem Denkmal hochladen | Mietshaus in geschlossener Bebauung                               | Zimmerstraße 5 (Karte)  | um 1900   | Baugeschichtlich von Bedeutung, gründerzeitliche Klinkerfassade. Klinkermischbau                                | 09241557 |
| Direkt Bild zu diesem Denkmal hochladen | Mietshaus in geschlossener Bebauung                               | Zimmerstraße 6 (Karte)  | um 1900   | Baugeschichtlich von Bedeutung, gründerzeitliche Klinkerfassade. Mischbau, Klinker, roter Klinker mit Ornament. | 09241558 |
| Direkt Bild zu diesem Denkmal hochladen | Mietshaus in geschlossener Bebauung                               | Zimmerstraße 7 (Karte)  | um 1900   | Baugeschichtlich von Bedeutung, gründerzeitliche Klinkerfassade, Betonung der Eingangsachse. Klinkermischbau.   | 09241559 |
| Direkt Bild zu diesem Denkmal hochladen | Mietshaus in geschlossener Bebauung (bauliche Einheit mit Nr. 10) | Zimmerstraße 8 (Karte)  | nach 1900 | Baugeschichtlich von Bedeutung, gründerzeitliche Klinkerfassade. Mischbau, roter Klinker mit Ornament.          | 09241560 |
| Direkt Bild zu diesem Denkmal hochladen | Mietshaus in geschlossener Bebauung (bauliche Einheit mit Nr. 8)  | Zimmerstraße 10 (Karte) | um 1900   | Baugeschichtlich von Bedeutung, gründerzeitliche Klinkerfassade. Mischbau, roter Klinker mit Ornament.          | 09241561 |